# Literatura russa

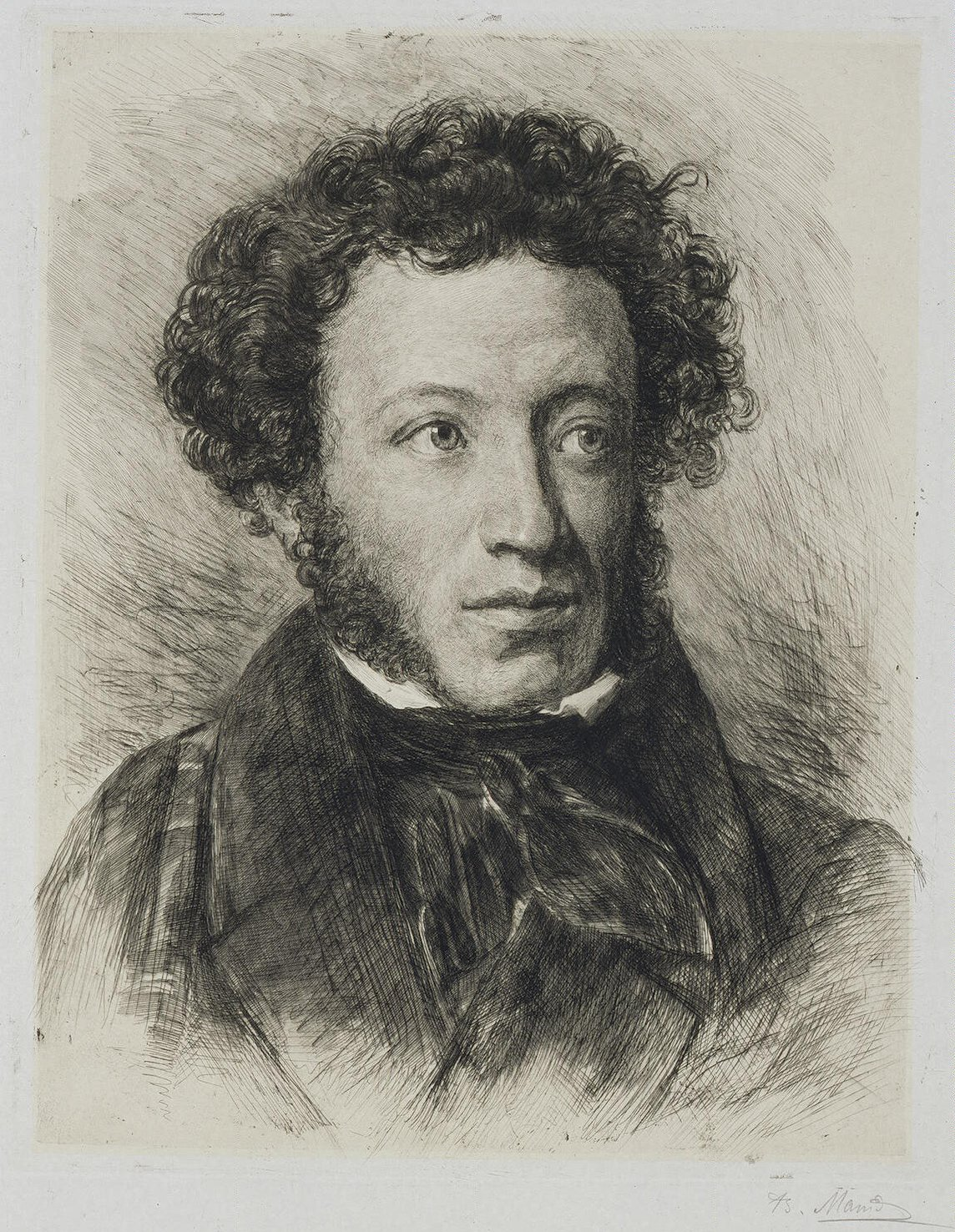
Retrat d'Aleksandr Puixkin, considerat el més gran dels poetes russos, i creador de la llengua literària russa. Gravat de Vassili Maté, 1899

La literatura russa fa referència al conjunt d'obres literàries escrites en antic eslau oriental i en rus. Es va originar a la segona meitat del segle x, però fins al segle xix, quan va començar la seva «edat d'or», era pràcticament desconeguda al món. És un dels components més importants de la cultura russa.

## Antecedents

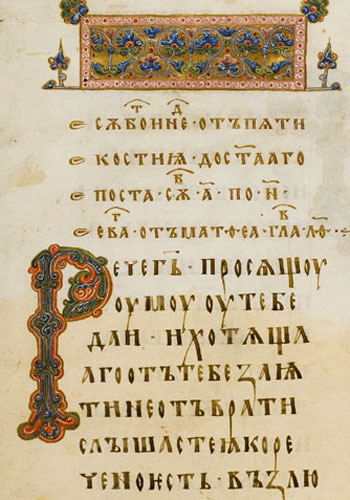
Evangeliari d'Ostromir — el llibre més antic conegut en eslau oriental.

L'opinió generalment acceptada és que, en aparença, la vella literatura russa està vinculada a l'acceptació del cristianisme a la Rus de Kíev. Per crear a Rússia una Església cristiana, calia una escriptura i una literatura eclesiàstica. Alhora, la tradició literària escrita sobrevinguda van anar a parar al terreny adobat del folklore oral, que existia a la Rus'. D'acord amb N.I. Prutskova i altres, i Dmitri Likhatxov, l'aportació romana d'Orient sobrevinguda i nova per a la tradició literària del poble de la rus', absorbeix ràpidament certes característiques del folklore tradicional i antic d'aquesta terra, com ara l'absència d'autor sostenible del text, una alta variabilitat del mateix text en diferents manuscrits, la col·lectivitat, la tradició i l'amor pels "llocs comuns", i les llegendes èpiques dels primers prínceps de Kíev s'inclouen fins i tot després de la seva transformació per part dels primers cronistes Al mateix temps, Semion Venguérov creu que la tradició literària russa no es va desenvolupar fora del folklore, i va ser portada des de l'exterior, i al principi coexistia amb la poesia popular, fins i tot sotmesa a persecució dels escribes, es va preservar en la tradició oral, i només es reflecteix de forma esporàdica en el monuments escrits.
Diversos investigadors (Viktor Istrin, Lev Iakubinski, Serguei Obnorski, Borís Larin, Pàvel Txernikh, Andrei Lvov) han especulat sobre la presència de l'escriptura en els eslaus orientals al baptisme de la Rus. Sobre la possibilitat de la seva existència hi ha, certament, proves indirectes: la seva menció en diverses fonts històriques, com ara les Vides dels Sants Metodi i Constantí, d'Ibn Fadlan i Fakhr-ad-Din Mubarakxah Marvar-rudí, el Kitab al-Fíhrist d'Ibn an-Nadim, el llibre Els prats d'or d'al-Massudí, o els tractats romanorussos dels anys 911 i 945. No obstant això, encara no s'han trobat escrit literaris pròpiament dits d'escriptura precristiana.

## Literatura russa antiga

### Literatura del període de laRus de Kíev(s. XI a la 1a meitat delseglexiii) i de la ruptura feudal (seglexiiial XIV)

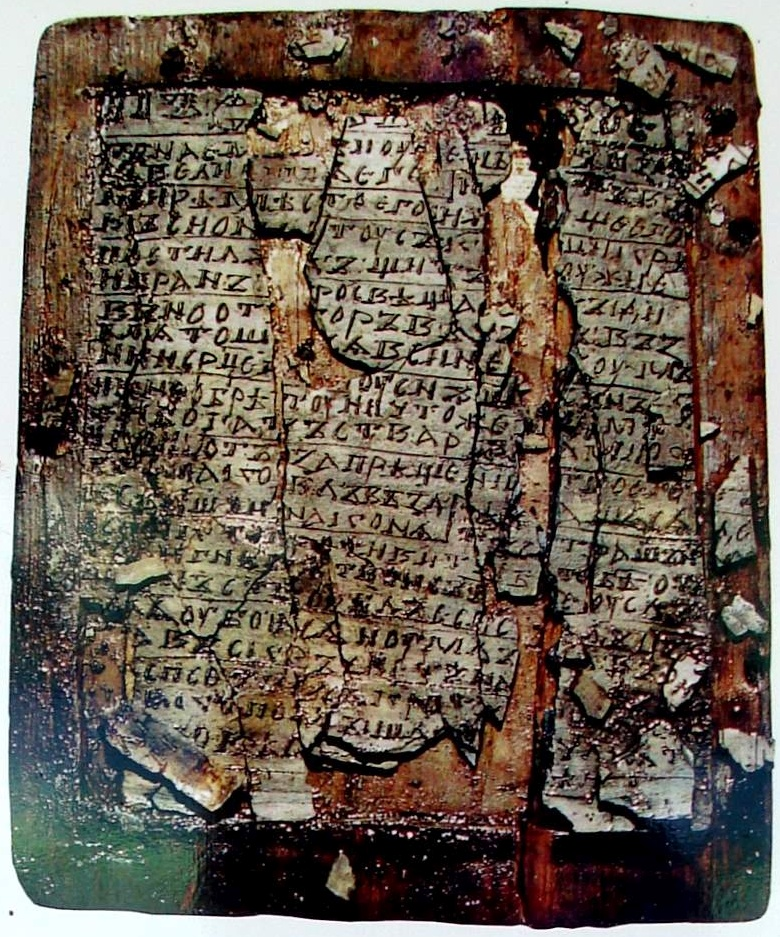
Primera pàgina del Còdex de Nóvgorod, c.1010.

L'antiga literatura russa es compon d'unes escasses obres mestres escrites en antic eslau eclesiàstic, en eslau eclesiàstic i en antic eslau oriental.
Al segle xi totes les tribus dels eslaus orientals formaven part de la Rus de Kíev. Una llengua única, l'antic eslau oriental, va començar a formar-se amb alguns dialectes territorials. Només en el segle xiii, quan la Rus de Kíev es va fragmentar, el rus, l'ucraïnès i el belarús van començar un desenvolupament independent. Per això aquestes tres nacions posseeixen un període comú en la història de les seves literatures.
A l'edat mitjana a Rússia no hi havia ordes militars de cavalleria ni universitats fins que es va crear, ja al segle xviii, la fundada per Mikhaïl Lomonóssov, ara anomenada Universitat Estatal de Moscou. Els centres d'ensenyament en la Rússia medieval eren els monestirs, però, malgrat tot, a la Rússia antiga vivia molta gent alfabetitzada, tal com ho demostren els nombrosos documents de Nóvgorod conservats en escorça de bedoll que daten dels segles xi i xii: paperetes, notes, cèdules, exercicis d'alumnes, etc. El primer llibre conegut en antic eslau eclesiàstic és el manuscrit sobre tauletes de fusta cobertes de cera Còdex de Nóvgorod o el Saltiri de Nóvgorod, que conté els salms 75 i 76 (al voltant de l'any 1010). L'Evangeliari d'Ostromir va ser manuscrit en eslau eclesiàstic en pergamí el 1056 o 1057.
En el dia d'avui, les obres en antic eslau eclesiàstic, eslau eclesiàstic i antic eslau oriental requereixen ser traduïdes a l'idioma rus actual, a causa de la seva evolució i successives reformes tant de l'alfabet ciríl·lic a Rússia com dels tipus de lletra d'impremta, inclosa la reforma empresa per Pere I de Rússia el 1708 que va introduir l'anomenat tipus de lletra civil (rus: Гражданский шрифт). Encara sobreviuen unes poques obres de l'antiga literatura russa, així com gran nombre de manuscrits deteriorats pels efectes de múltiples invasions i guerres. Aquestes obres, d'elaboració manuscrita, eren generalment anònimes. Solia haver-hi en aquesta antiga literatura russa la temàtica recurrent de la glorificació de la bellesa i del poder rus, la denúncia de l'autocràcia dels prínceps de la Rus de Kíev i la defensa dels principis morals.
Es pot dir que existia un sistema propi de gèneres literaris dividit principalment en dos grans grups: literatura secular i literatura eclesiàstica. En ells trobem els següents subgrups:

#### Literatura secular
- Llegenda històrica
- Narració històrica
- Una precoç literatura propagandística.
- Tradicions orals com les bilini, poemes èpics orals que fusionen tradicions cristianes i paganes. Les bilini relaten les gestes i proeses realitzades per herois èpics russos, com Ilià Múromets, Dobrínia Nikítitx i Alioixa Popóvitx, defensant Rússia dels nòmades.

#### Literatura eclesiàstica
- Hagiogràfica
- Himnográfica
- Literatura al servei de l'Església

És difícil classificar aquestes obres sota un únic gènere -moltes cròniques no són homogènies, ja que contenen parts pertanyents a tots els gèneres anteriorment esmentats- narracions històriques, llegendes històriques, extractes de tractats d'intenció propagandística i fins i tot peces hagiogràfiques.
El primer període de la literatura russa, constituït sobretot per l'obra de clergues de principats russos que escrivien en una llengua anomenada eslau eclesiàstic, i aristòcrates consagrats a la guerra, que escrivien en antic eslau oriental, que no s'ha de confondre amb l'eslavón, és denominat "Període de Kíev", i arriba fins a 1240. Es tracta fonamentalment de hagiografia s i poemes èpics.
La literatura russa del període està sotmesa a la influència de literatura romana d'Orient. Són obres eclesiàstiques importants diverses traduccions: l'Evangeliari d'Ostromir (1056) i els Florilegis  (extractes de Pares de l'Església, vides de sants, preceptes morals) composts al segle xi pel príncep Sviatoslav II de Kíev, obres de Basili el Gran, Joan Malales, Joan Crisòstom. Les traduccions de textos profans inclouen la Novel·la d'Alexandre, rus: Александрия Aleksandria, basada en la història d'Alexandre el Gran, i Acció de Devgenis (Digenis Acritas) (rus: Девгениево деяние Devguénievo deiánie), cants de gestes militars, Physiologus.

#### Obres
Les obres més importants originals de l'antiga literatura russa són:
- Crònica Primària (Póvest vremennikh let, literalment "Relat dels anys passats"), segona meitat del segle xi - principi del segle xii) és una crònica important, on s'exploren els orígens de Rússia i s'enllaça la seva història amb la dels països limítrofs. La crònica cobreix el període des del 852 a Vladímir II Monómac.
- Sermó de la Llei i la Gràcia (rus: Слово о законе и благодати Slovo o zakone i blagodati) (1037 - 1050) per Hilarió de Kíev, metropolità de Kíev (cap a 1050). En aquest primerenc treball propagandístic, Hilarió contraposa la Llei a la Gràcia. La llei no és la veritat, sinó només una ombra; tanmateix la llei prepara per acceptar la veritat. Assenyala que la nova Gràcia divina pertany equitativament a cada nació i que l'Imperi Romà d'Orient no la pot monopolitzar.
- El text laic més famós és El conte de la campanya d'Ígor (finals del segle xii) escrit en antic eslau oriental. El llibre està basat en un atac sense èxit dut a terme pel príncep Ígor Sviatoslàvitx de Nóvgorod-Síverski (del Principat de Txerníhiv que formava part de la Rus de Kíev) contra els polovtsesos o cumans de la regió del Baix Don en 1185. L'autor apel·la als bel·licosos prínceps russos, i els fa una crida a la unitat davant la constant amenaça dels pobles turquesos de l'est.
- L'Homilia de Vladímir II Monómac (rus: Поучение Владимира Мономаха Poutxenie Vladímira Monomakha) (c. 1117). És un testament moral, en què Vladímir II Monómac explica el deure d'un príncep, esbossa els principis morals d'un duc i cita la seva vida com a exemple.
- Vida i pelegrinatge de Daniïl, hegumèn de la Terra de la Rus  (rus: Житие и хождение игумена Даниила из Русской земли Jitie i khojdénie igúmena Daniïla iz Rússkoi zemli) (principi del segle xii). En aquesta obra s'explica l'itinerari a Palestina de forma realista i es recopilen diferents llegendes religioses.

Del 1240 al 1480 la literatura russa va alentir el seu creixement a causa de la invasió mongola de Rússia en 1223, que va provocar la decadència de la Rus de Kíev juntament amb el sorgiment de nous centres culturals com Nóvgorod. S'escriuen relats militars en prosa rítmica, com l'anònima Història de la ruïna de la terra russa (rus: Слово о погибели Русской земли Slovo o poguíbeli zemlí Rússkoi) (segle xiii) (en aquesta obra lírica i tràgica l'autor anònim es lamenta pel destí de Rússia, trepitjada pels mongoles de Batu Khan i fa una crida als prínceps russos perquè s'uneixin i repel·leixin a l'enemic), o el Cicle de Kulikovo (Zadónxina) (finals del segle xiv - segle xv): quatre relats que evoquen la gran derrota dels mongols en 1380. El "Cicle" dona fama a la batalla de Kulikovo i té semblança amb El conte de la campanya d'Ígor.
Les obres eclesiàstiques del període més destacades són:
- Kíevo-Petxerski Paterik (primera meitat del segle xiii) - vides de primers sants russos de la Petxérskaia Lavra de Kíev, també conegut com el monestir de les Coves de Kíev;

- Súplica de Daniel el Presoner (rus: Моление Даниила Заточника Molénie Daniïla Zatótxnika) de Daniïl Zatótxnik (Daniel el Presoner) (segle xiii). En aquest document, Daniïl denuncia l'arrogància dels rics i demana caritat per als menys afavorits, a més de dedicar un himne a la intel·ligència humana;

- La vida d'Alexandre Nevski  (Jitié Aleksandra Névskogo ) (segle xiii) que barreja hagiografia i crònica realista.

## Període moscovita de Rússia (segles XV - XVII)

### Segle XV
A partir del regnat de Ivan III de Rússia - que en 1480 va posar fi a la relació de vassallatge que el Principat de Moscou mantenia amb l'Horda d'Or, i fou el primer Gran príncep de Moscou a adoptar el títol de «Gran príncep de tota Rússia» - Moscou es converteix en el centre cultural. Els avenços del laïcisme renaixentista al segle xv provoquen turbulents conflictes religiosos i polítics que van generar una àmplia literatura polèmica en prosa (obres de Nil Sorski (Nil de Sora) i Ióssif Vólotski (Ióssif de Volokolamsk) i els seus respectius adeptes. Ióssif Vólotski intenta imposar l'Església sobre l'Estat i advoca per ampliar el seu poder i la seva riquesa. Nil Sorski, per contra, proposa que l'església i els monjos renunciïn a la riquesa secular i es reorganitzi la vida dels clergues segons els ideals cristians de pobresa, treball i simplicitat.
Dins de la literatura laica destaca Un viatge més enllà dels Tres Mars  (rus: Хождение за три моря, Khojdénie za tri mória) d'Afanassi Nikitin. Va ser aquest, un mercader, viatger i escriptor el que, al segle xv, va descobrir l'Índia als russos viatjant-hi des de la ciutat de Tver. El viatge es va desenvolupar entre 1466 i 1472 i el formen les notes de les seves impressions i observacions que va prendre durant el seu itinerari.

### Segle XVI
La literatura eclesiàstica del segle xvi continua la tradicional disputa entre Nil de Sora i Ióssif de Volokolamsk; aquesta literatura polèmica i propagandística està representada per les obres de Màxim el Grec (Mikhaïl Trivolis) (1480-1556), un seguidor de Nil de Sora. La seva obra principal és Àmplia relació de les desgràcies esdevingudes a causa del desordre i excessos dels tsars i autoritats contemporànies (rus: Слово, пространно излагающее с жалостью нестроения и бесчиния царей и властей последнего времени Slovo, prostranno izlagàiusxeie s jàlostiu nestroiénia i besxínia tsarei i vlastei poslédnego vremeni) (1534  - 1539). En aquesta obra Màxim el Grec denuncia les crueltats, indolències i altres pecats dels governants russos, els tsars, reclama un règim just i savi i explica el deure i els principis morals que han de regir la conducta del príncep que dirigeixi l'estat. Per primera vegada, en la història de Rússia, Màxim el Grec escriu que el tsar és el responsable del destí del seu país i dels seus súbdits, de manera que pot ser cridat a capítol.
En 1553-1564 va arribar la impressió de llibres a Rússia. El primer impressor rus va ser Ivan Fiódorov, el qual va desenvolupar la seva tasca a Moscou per invitació d'Ivan IV. El primer llibre rus imprès va ser l'Apòstol, rus: Апостолу Apostolu (1564); l'aparició de la impremta va ser un esdeveniment importantíssim per al desenvolupament i difusió de la literatura i la cultura a Rússia.
El sobirà Ivan IV de Rússia fou també un escriptor notable. La seva obra més destacada és Epístoles al príncep Andrei Kurbski. Aquest personatge havia desertat durant la Guerra de Livònia al Gran Ducat de Lituània i acusava Ivan IV de ser un tirà en diverses epístoles que va dirigir al seu exsobirà. Ivan IV li va respondre que els enemics autèntics de l'Estat eren els boiars, que intentaven dividir Rússia en petits principats. La polèmica es va perllongar durant dues dècades, però Ivan IV també va deixar escrita la seva opinió sobre l'estil de la llengua escrita en aquest període i va compondre a més alguns poemes i cànons musicals de tema eclesiàstic.
La literatura profana o laica del segle xvi es veu representada per les obres següents:

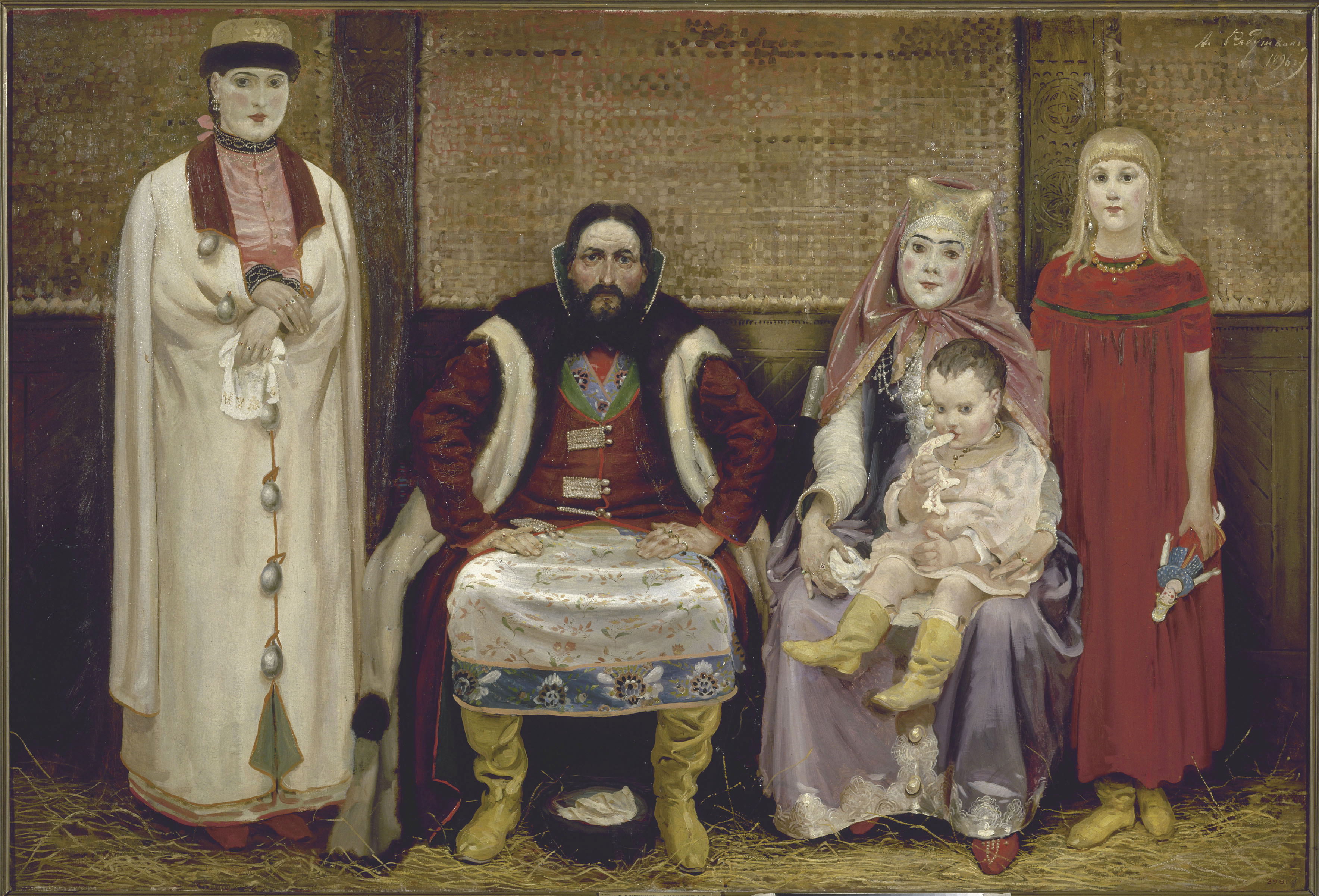
Una família del mercader rus al, quadre pintat per Andrei Riàbuixkin, 1896.

• El Domostroi, rus: домострой (segle xvi), atribuït a l'arxipreste Silvestre, confessor d'Ivan IV de Rússia. El Domostroi aplega les diverses normes que regulaven la vida corrent d'una família russa d'aquest període. En el llibre es tracta del deure d'un ciutadà respecte al tsar i l'església. L'home ha de ser cap de família i responsable de la vida de tots els seus cercles pròxims i de la veritable educació cristiana dels mateixos. El  Domostroi  proclama que la dona es troba subordinada enterament al marit i recomana castigar els casos de mala conducta amb càstigs físics o corporals. També és una enciclopèdia domèstica que assenyala com cal administrar una hisenda exemplar o com realitzar els treballs casolans. Al segle xix la paraula domostroi va passar a denotar en rus tot el que hi havia d'endarrerit i antiquat en la vida familiar.
• Història de Pere i Fevrònia (rus: Повесть о Петре и Февронии Муромских, Povest o Petre i Fevronii Muromskikh) per Ermolai-Erasmus (meitat del segle xvi). La Història barreja hagiografia i novel·la sentimental. Alguns experts opinen que es tracta de la primera novel·la per complet profana en la literatura russa.
No es conrea una altra lírica que la de tema sacre, i la forma usada segueix sent la prosa rítmica utilitzada en narracions militars com l'anònim Relat de la presa de Pskov (rus: Повести о Псковском взятии Póvesti o Pskóvskom vziati) (1510).

### Segle XVII

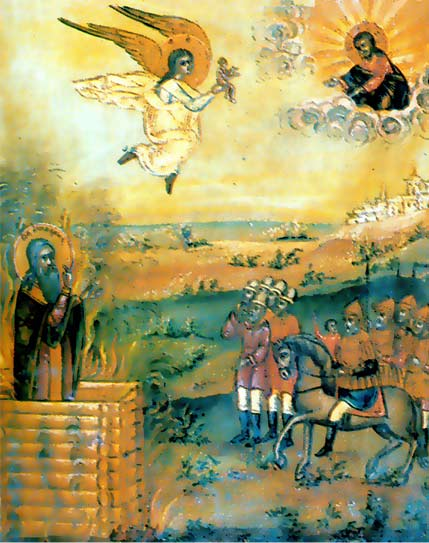
La mort d'Avvakum a la foguera. Icona del.

Durant el segle xvii va tenir lloc un esdeveniment transcendental per a la història i cultura de Rússia: un cisma a l'Església Ortodoxa Russa. En 1652, el patriarca Nicó va reformar la litúrgia i ritus de l'Església Ortodoxa Russa per adequar-los a l'Església Ortodoxa Grega contemporània. Aquesta reforma va suposar també una subordinació major de l'estament eclesiàstic a l'Estat, el que va impulsar una forta i tenaç resistència per la part del poble que va ser més tard denominada Vells creients, autors del cisma religiós. En aquest període l'obra literària més important és l'autobiografia del vell creient Avvakum, excomunicat pel sínode de Moscou i condemnat a morir a la foguera a Pustoziorsk. Hom la coneix pel títol de Vida de l'arxipreste Avvakum (1672 - 1675).
També destaquen en aquest període les anònimes narracions costumistes Relat del dolor i la desgràcia, (rus: Повесть о Горе-Злочастии Póvest o Gore-Zlotxasti) (segona meitat del segle xvii), El conte de Savva Grudtsin, rus: Повесть о Савве Грудцыне Póvest o Savve Grúdtsine (1670) i la satírica Història del jutjat de Xemiaka, rus: Повесть о Шемякином суде Póvest o Xemiàkinom sudé (segle XVII).
La literatura russa del període es troba sotmesa ja a l'influx de la literatura occidental. En 1569 Rússia occidental queda sota la influència de Polònia i la cultura d'aquesta nació exerceix un cert influx. Després de la mort d'Ivan IV de Rússia, comença al país una època de guerres civils coneguda com a Període Tumultuós. Diverses guerres se succeeixen: la de la Comunitat polonesolituana contra Rússia, la Guerra russopolonesa (1605-1618), la d'Íngria i la Guerra de Smolensk; de tot aquest caos en va sorgir com a tsar rus de fet Ladislau IV Vasa, que va governar entre 1610 i 1612.
A Ucraïna, la Rebel·lió de Khmelnitski va conduir a la desintegració de la Confederació de Polònia i Lituània. La revolta va alliberar els cosacs de Zaporòjia del domini polonès, i van preferir aliar-se amb el Tsarat Rus. Bohdan Khmelnitski, l'ataman dels cosacs de Zaporòjia, va acordar amb Aleix I de Rússia un tractat de protecció, el Tractat de Pereiàslav (1654), i des de llavors Ucraïna estableix relacions més estretes amb Rússia. Mitjançant la literatura ucraïnesa i belarussa, arriben a Rússia algunes obres de gèneres i autors occidentals, com els contes còmics del Liber facetiarum de l'humanista Poggio Bracciolini, biografies de cèsars romans, novel·les cavalleresques, novel·les picaresques, novel·les d'aventures, miscel·lànies i poemes polonesos, que eren retraduït i russificats a partir de les versions en llengua polonesa i belarussa.
El vers apareix en ple XVII amb Simeon Pólotski (Simeon de Pólotsk) (1629-1680) per influx de la literatura polonesa. Això escindeix la mètrica russa en duess arts, una de prosa mètrica rítmica, popularitzant i sentida com a més nacional, i una altra més semblant a l'occidental i considerada més culta. Destaquen en aquest període El jardí multicolor, rus: Вертоград многоцветный Vertograd Mnogotsvetni (1677 - 1678) de Simeó Pólotski (1629-1680) i l'Epitafi rus: Епитафион Epitafion de Silvestre Medvédev (1641-1691).
Simeon Pólotski va ser també el fundador del teatre rus. Va escriure i va posar en escena la Comèdia paràbola del fill pròdig (Komédia prittxi o blúdnom sine) i Comèdia de Nabucodonosor, rei rus: Комедия о Навуходоносоре царе Komédia o Navukhodonosore tsare (1673 - 1678), al teatre de la cort d'Aleix I de Rússia, que era un gran aficionat de teatre.

## Era petrina
Al segle xviii Rússia es va occidentalitzar i secularitzar sota el ceptre de ferro de Pere I de Rússia. Es pot dir que la literatura profana o laica comença veritablement a Rússia amb aquest segle. Pere I en persona va revisar i va reformar l'alfabet rus eliminant lletres en desús, va simplificar el sistema ortogràfic, la qual cosa feu la lectura més accessible, i també va modificar el tipus de lletra d'impremta introduint l'anomenat tipus de lletra civil (rus: Гражданский шрифт Grajdanski xrift).

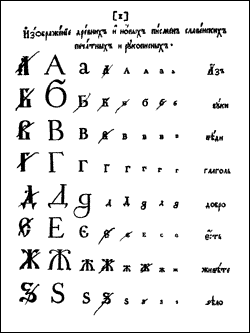
A-S
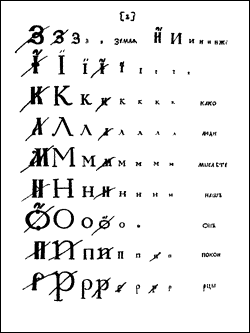
З-P
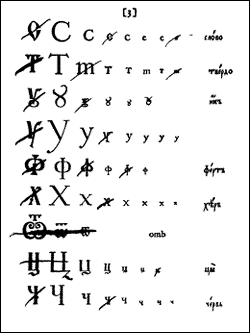
C-Ч
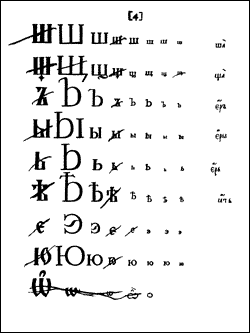
Ш-Ω

Pàgines revisades per Pere I; alfabet ciríl·lic: selecció de lletres per a l'alfabet civil
Igual que en les altres literatures occidentals d'aquest segle, la Il·lustració va entrar en la cultura russa, que va tenir en aquest segle el seu període clàssic. Aquest Classicisme va tenir els seus pilars en el domini de la raó i l'experiència, per la qual cosa el període es coneix també com a "Segle de les Llums" o "Segle de la raó".
El primer escriptor notable del segle xviii és Antiokh Kantemir (1708-1744), fill del príncep moldau Dimitrie Cantemir. Fou un important poeta satíric i la seva obra mestra és la sàtira en vers Al meu parer: sobre aquells que culpen a l'educació, rus: На хулящих учение Na khuliàsxikh utxénie 1729), contra aquells que volien aniquilar el llegat cultural de Pere i nou sàtires.
Vassili Trediakovski (1703-1769), poeta, dramaturg, assagista, traductor i contemporani d'Antiokh Kantemir, també es va trobar profundament empeltat per les convencions de la Il·lustració en el seu treball amb l'Acadèmia de Ciències de Rússia i les seves innovadores traduccions d'obres franceses i clàssics a la llengua russa. Un punt d'inflexió en el curs de la literatura russa és la seva traducció de l'obra Paul Tallemant Viatge a l'Illa de l'Amor. Fou el primer a utilitzar la llengua vernacla de Rússia en oposició al formal i antiquat eslau eclesiàstic. Aquesta introducció estableix un precedent perquè les obres seculars siguin escrites en llengua vernacla, mentre que els textos sagrats romandrien en esclau eclesiàstic.
La principal polèmica literària d'aquest segle es va produir entre Vassili Trediakovski i Mikhaïl Lomonóssov sobre la poesia i les tècniques de versificació en rus. Vassili Trediakovski va publicar en 1735 la seva obra teòrica titulada Nou i concís mètode de composició de versos russos, rus: Новый и краткий способ к сложению стихов российских Novi i kratki spóssob k slojéniu stikhov rossískikh. En oposició al vers sil·làbic tradicional emprat, per exemple, per Antiokh Kantemir, va introduir les bases del vers sil·làbic-accentual així com els peus anomenats troqueu (_U) i iambe (U_).
Mikhaïl Lomonóssov (1711-1765) en el seu Assaig sobre la mètrica de la versificació russa (rus: Письмо о правилах российского стихотворства Pismo o právilakh rossíiskogo stikhotvórstva) de 1739 va introduir tres tipus de ritmes o peus: el dàctil (_UU), l'amfíbrac (O_O) i l'anapest (UU_), així com les rimes planes i esdrúixoles.
El científic Mikhaïl Lomonóssov es considera el fundador de la literatura russa moderna en establir les normes que havien de regir el bon gust del rus literari; distingeix tres estils, el noble, de vocabulari eslavònic per al poema èpic, la tragèdia i l'oda; el mitjà per a la sàtira i els drames i el vulgar (amb vocabulari popular) per a la comèdia i la cançó. Va escriure odes sacres, panegírics i una  Epístola sobre la utilitat del vidre (1752).
El teatre rus també va rebre un gran impuls. Els dramaturgs més destacats del segle van ser Aleksandr Sumarókov (1717-1777), Mikhaïl Kheràskov (1733-1807), i, sobretot, Denís Fonvizin.
L'obra més important d'Aleksandr Sumarókov és la tragèdia Khorev, rus: Хорев (1747), tot i que en va escriure vuit més, a part de tretze comèdies, tes llibrets d'òpera i també alguns versos.
S'estima que l'obra mestra de Mikhaïl Kheràskov és el seu poema èpic Rossiada, rus: Россияда (1778), però també va compondre nou tragèdies, dues comèdies i cinc drames per al teatre entre 1758 i 1807.
Altres escriptors notables del període són els poetes Ivan Khemnítser (1745-1784), Vassili Kàpnist (1758-1823), Ivan Dmítriev (1760-1837), i el dramaturg Iàkov Kniajnín (1742 (1740?) - 1791).
Denís Fonvizin (1745-1792) és un brillant comediògraf que a més va obtenir importants èxits i reposicions, va aconseguir en la seva mateixa època una gran popularitat. Els seus millors i més celebrades comèdies són El Brigadier rus: Бригадир Brigadir (1768) i El menor (rus: Недоросль, transcrit Nédorosl, (1782). Aquestes peces ridiculitzen la vanitat, la francofília o còpia irreflexiva de tot allò francès i la mandra i endarreriment dels terratinents, així com la seva avidesa, golafreria i brutalitat; moltes cites de les seves obres es van transformar en frases proverbials i s'empren fins i tot en la llengua russa d'avui dia.
La tsarina Caterina II de Rússia també posseïa talent literari i va escriure algunes peces de teatre, per exemple O tempora! rus: О, время! O vrémia !, L'enganyador rus: Обманщик Obmànsxik, Un seduït rus: Обольщенный Obolsxonni), Xaman de Sibèria, rus: Шаман Сибирский Xaman Sibirski i algunes peces més. A més va elaborar amb bon estil unes intel·ligents Memòries.
Pel que fa a la lírica, destaquen Derjavin i Karamzín.
- Aleksandr Sumarókov
- Gavriïl Derjavin
- Denís Fonvizin
- Aleksandr Radísxev
- Nikolai Karamzín
- Ivan Krilov

Gavriïl Derjavin (1743-1816) va ser influït per Lomonóssov i Sumarókov i es va interessar pels conats renovadors de Kheràskov; amant de les formes clàssiques, el seu alè líric és sincer. Les odes essencials de Derjavin van ser les impecables "Sobre la Mort del Príncep Mesxerski" Arxivat 2007-10-18 a Wayback Machine. (1779); la juganera "Oda a Felitsa" (1782); l'"Oda a Déu" (1785), que va ser traduïda a moltes llengües europees; "Cascada" (1794), amb ocasió de la mort de l'ocasionada per la mort del Príncep Potiomkin; i "Pinsà" Arxivat 2007-10-18 a Wayback Machine. (1800), una elegia commovedora sobre la mort del seu amic Suvórov. També proporcionà la lírica del primer himne nacional rus, Que ressoni el tro de la victòria!.
El maçó Nikolai Karamzín (1766-1826) va reformar la llengua literària introduint molts gal·licismes i suprimint elements intermedis, amb la qual cosa va obrir una certa distància entre el rus culte i el popular. Va ser també un important historiador i va modernitzar la poesia russa. Gràcies a Karamzín, la novel·la sentimental russa es va desenvolupar a partir del segle xviii. Les seves obres mestres són Pobra Liza, rus: Бедная Лиза Bédnaia Liza, la primera novel·la sentimental en la literatura russa (1792), Les cartes d'un viatger rus, rus: Письма русского путешественника Pisma rússkogo puteixéstvennika (1791 - 1792) i la Història de l'Estat rus rus: Истории государства Российского Istória gosudarstva Rossíiskogo (1816 - 1825), on per primera vegada s'intenta fer la història de Rússia amb el rigor crític i el mètode de la historiografia científica.
Una més assenyalada manifestació poètica en la literatura russa del segle xviii és l'obra "revolucionària" d'Aleksandr Radísxev (1749-1802)  Viatge de Sant Petersburg a Moscou rus: Путешествие из Петербурга в Москву Puteixestvie iz Peterburga v Moskvú (1790). En aquest llibre va simpatitzar amb els serfs camperols descrivint la seva vida miserable i denunciant el tracte inhumà amb què les autoritats i els terratinents els tractaven; va utilitzar la compassió com un mitjà de revolució i transformació social. Va commocionar l'opinió pública russa amb les seves representacions de la condició socioeconòmica dels serfs. L'emperadriu Caterina II va condemnar aquesta representació, fet que va obligar Radísxev a exiliar-se a Sibèria.
Al segle xviii van aparèixer les primeres revistes literàries russes publicades per Nikolai Novikov.

## Edat d'Or
El segle xix és conegut tradicionalment com "El Segle d'Or" de la literatura russa. Tant la poesia com la prosa van arribar al seu apogeu. A principis de segle el corrent principal de la literatura russa era el romanticisme, tot i que més tard ho seria seria el realisme literari el qual aconseguiria major importància.
La vida literària de la primera meitat del segle xix era molt animada i variada. La societat russa de l'època estava profundament influïda per les guerres napoleòniques i la victòria de Rússia en la Primera Guerra Patriòtica de 1812. Àmplies capes de la població experimentaven l'auge del patriotisme i s'interessaven per les idees de la revolució francesa. En aquesta època van aparèixer diverses revistes polítiques i literàries: El Missatger d'Europa (Karamzín),  L'Estel Polar  (Riléiev), El Contemporani (Puixkin) i, una mica més tard, El Telègraf de Moscou (Polevoi),  El Telescopi (Nadejdin), etc. La vida espiritual de l'època exercia influència en els principals corrents literaris. El romanticisme a Rússia es troba representat per dos corrents: el suposat romanticisme progressiu de Kondrati Riléiev, Wilhelm Küchelbecker, Aleksandr Bestújev (Marlinski), Aleksandr Odóievski, Denís Davídov (un heroi de la Guerra Patriòtica de 1812), Nikolai Iazíkov, Dmitri Venevítinov i Ievgueni Baratinski i el romanticisme passiu o tradicional. Els temes principals del la poesia del romanticisme progressiu són alguns dels esdeveniments claus en la història russa, la llibertat, el patriotisme i alguns motius folklòrics russos. El cop més dur per a les aspiracions idealistes del romanticisme progressiu va ser assestat per la derrota a la rebel·lió dels desembristes en 1825, com a resultat de la qual molts participants de la rebel·lió, com a membres de les famílies nobles de Rússia, poetes i figures públiques, van ser executats o deportats a Sibèria. El romanticisme passiu o tradicional es troba representat per les obres de Vassili Jukovski. De la mateixa manera, hi ha una autèntica lluita entre eslavòfils i occidentalistes.

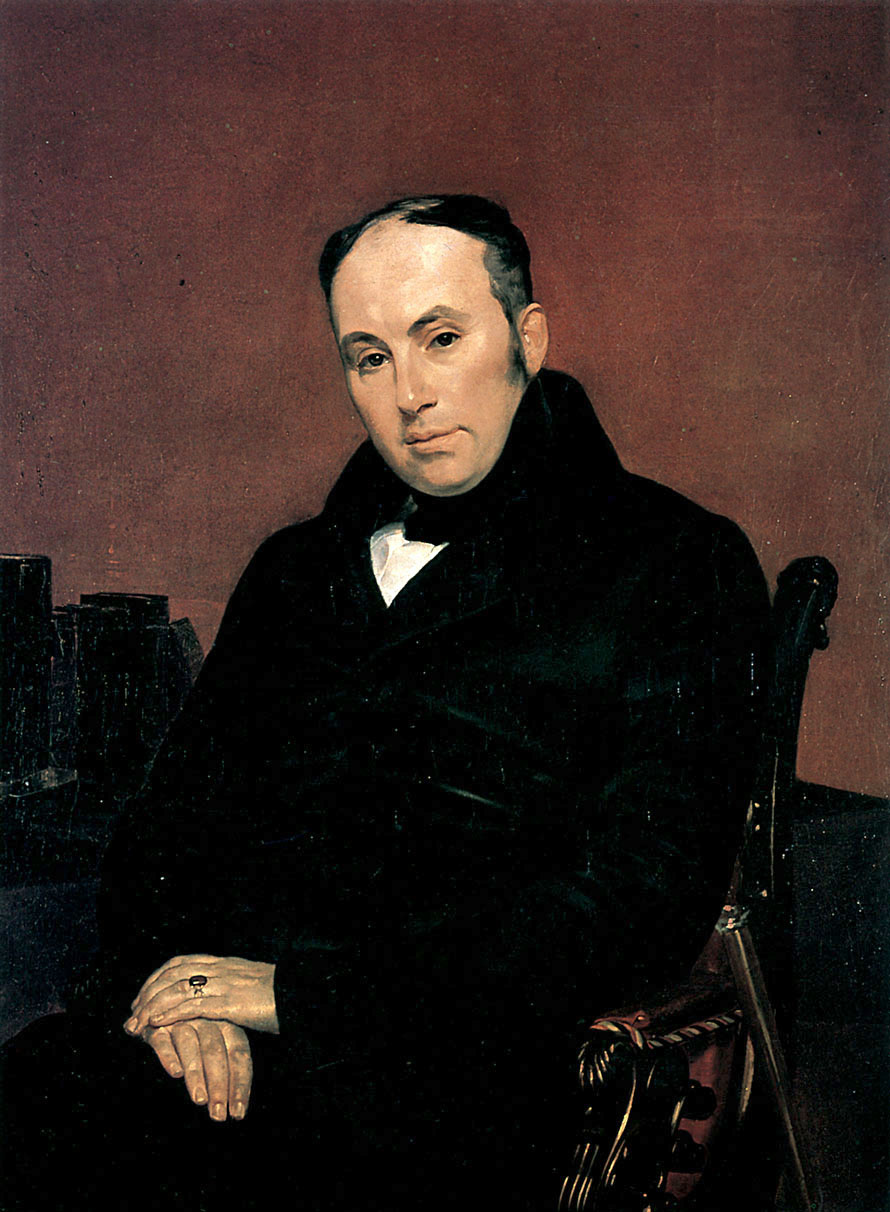
Vassili Jukovski
Aleksandr Griboiédov
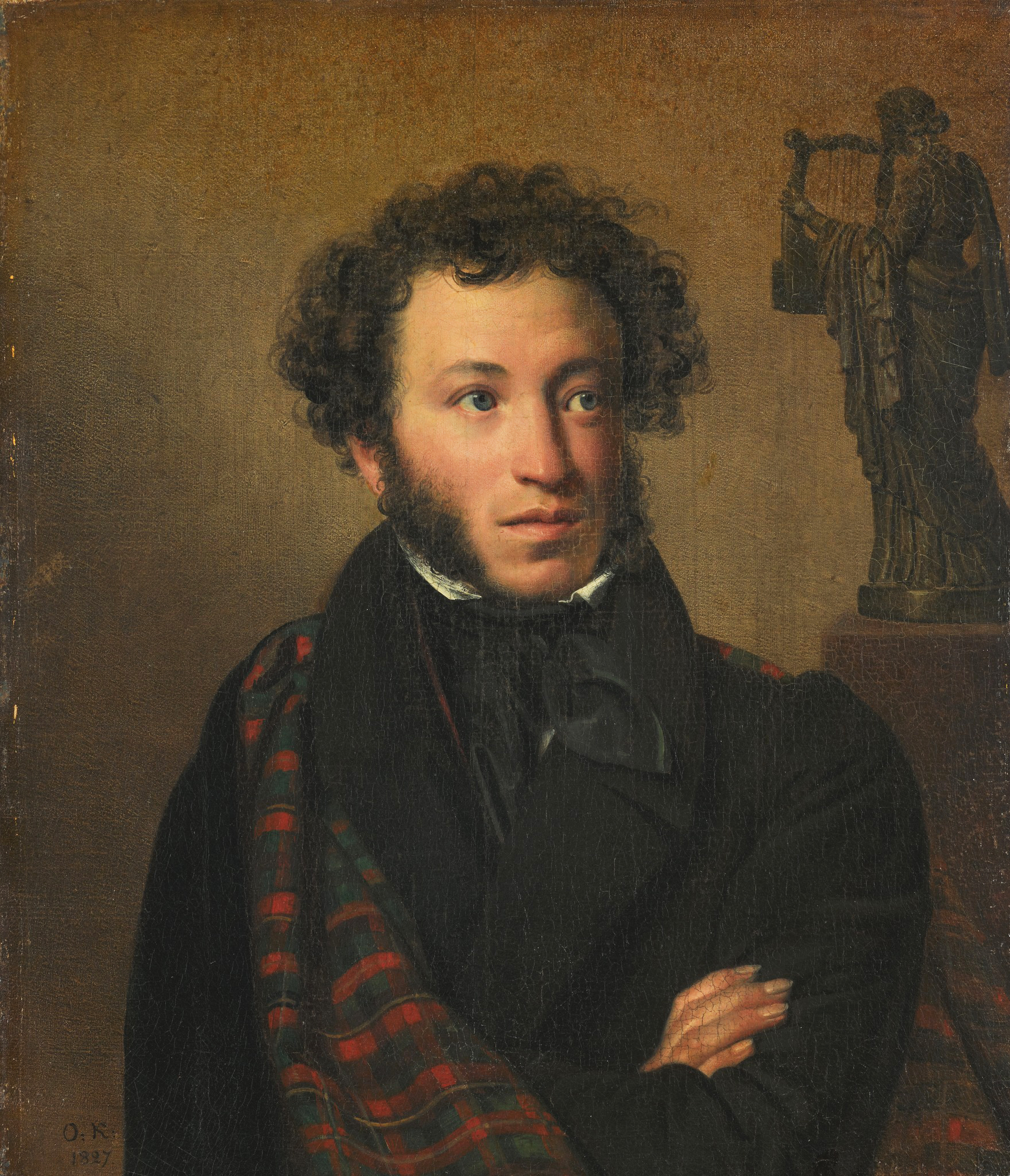
Aleksandr Puixkin
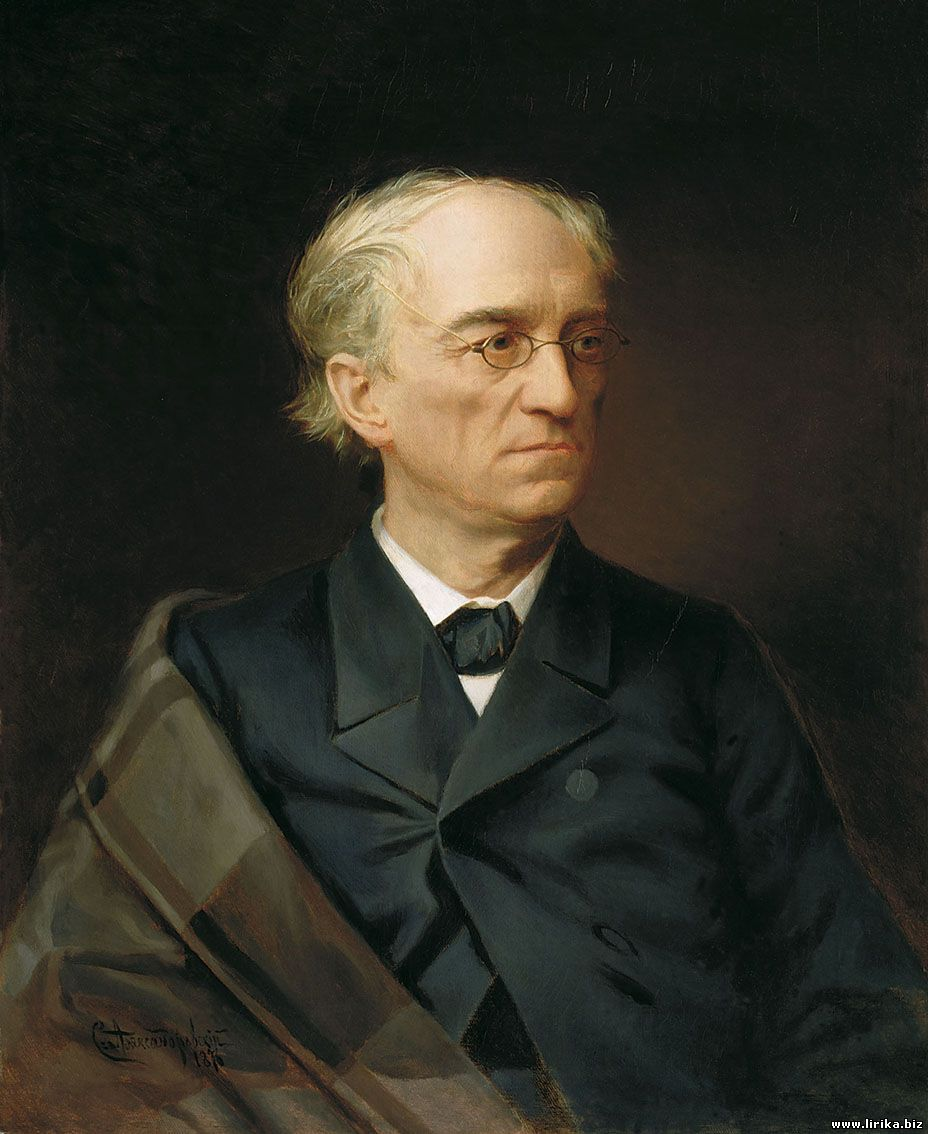
Fiódor Tiúttxev
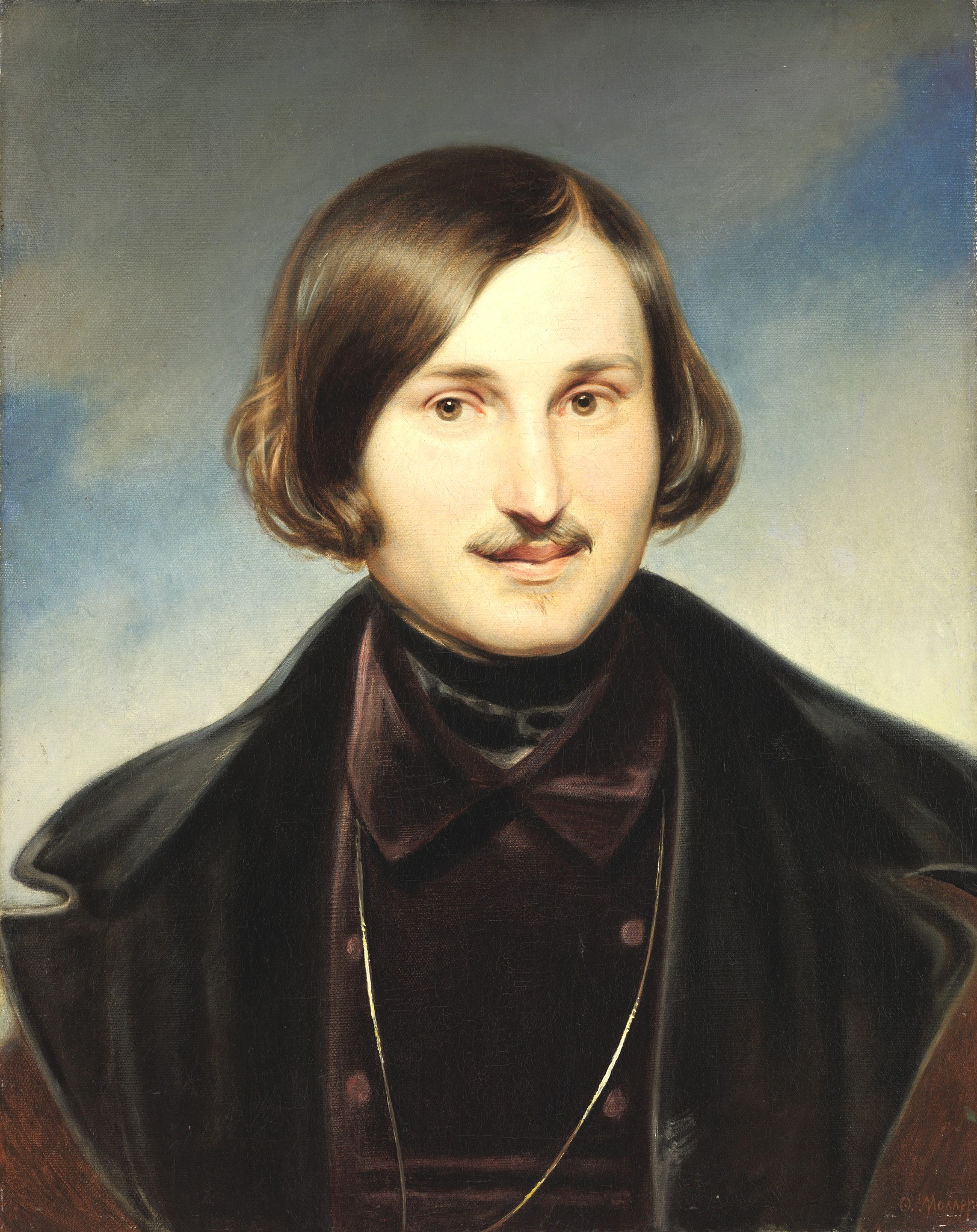
Nikolai Gógol

Menció especial mereix Aleksandr Puixkin, que s'alça per damunt de la resta de poetes russos. Posseïa un geni universal; va reformar la llengua russa literària trencant amb la tradició del segle xviii, escrigué consumats poemes lírics, poemes èpics (Poltava, El genet de bronze, Eugeni Oneguin), potents obres dramàtiques en versos ( Borís Godunov, Petites tragèdies), prosa brillant (Contes del difunt Ivan Petróvitx Belkin, La dama de piques, La filla del capità, Dubrovski), contes en vers (Ruslan i Liudmila, El conte del tsar Saltan, Conte de la princesa morta i els set cavallers). Es va convertir en la figura central de la poesia russa del segle xix, i va eclipsar altres poetes, els talents dels quals, en altres circumstàncies, podrien haver estat l'honor de qualsevol literatura nacional. Influïts per Puixkin, una sèrie de poetes van recollir el seu testimoni quan aquest va morir: Anton Délvig, Piotr Pletniov, Piotr Viàzemski, Pàvel Katenin i alguns altres, l'anomenada Plèiade puixkiniana.
Després de la tràgica mort de Puixkin la torxa de la poesia russa va passar a mans de Mikhaïl Lérmontov. En els seus primers poemes va imitar a Puixkin i a Byron, però el seu estil poètic es va afermar de seguida; es percep clarament en el canvi de temes com, per exemple, en el poema La vela en què parla d'un benestar que només s'aconsegueix lluitant. En altres poemes reflecteix amb vehemència el pensament i els sentiments dels joves estudiants que es rebel·len i mostren la seva indignació davant la situació del serf, el rebuig del despotisme tsarista i l'apassionada aspiració per la llibertat. Les seves obres més destacades són els seus versos lírics, Valerik, Borodinó, El dimoni, El novici, el drama El ball de màscares i la novel·la Un heroi del nostre temps.

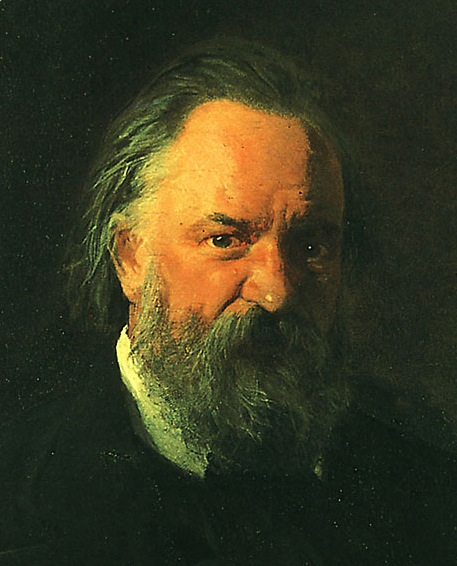
Aleksandr Herzen
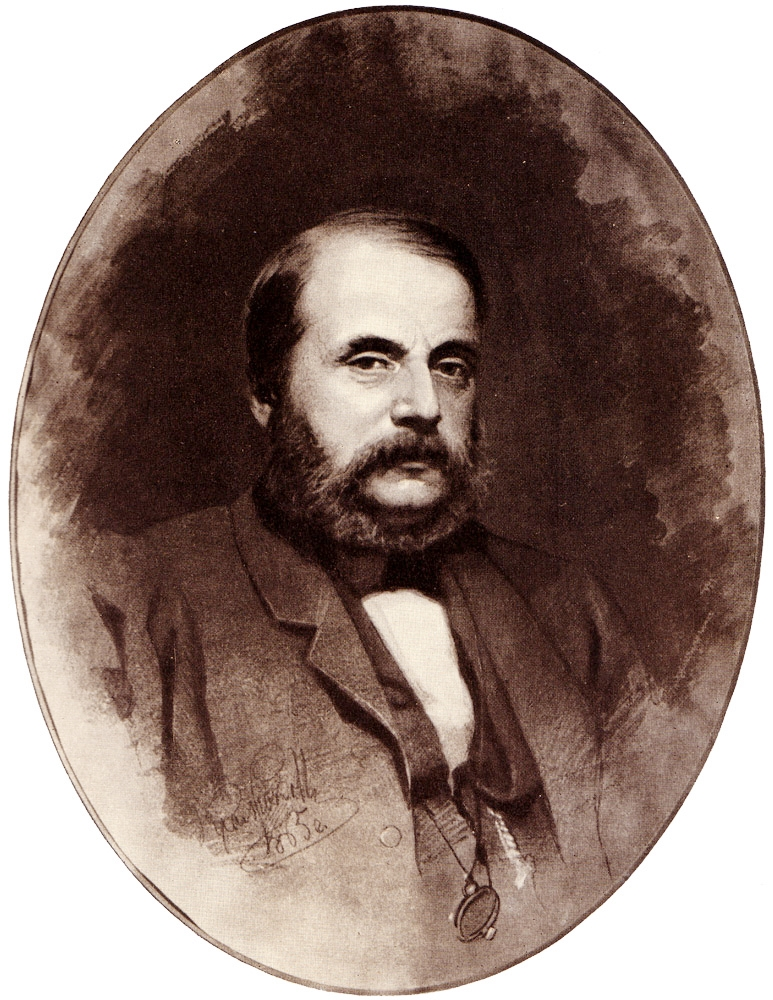
Ivan Gontxarov
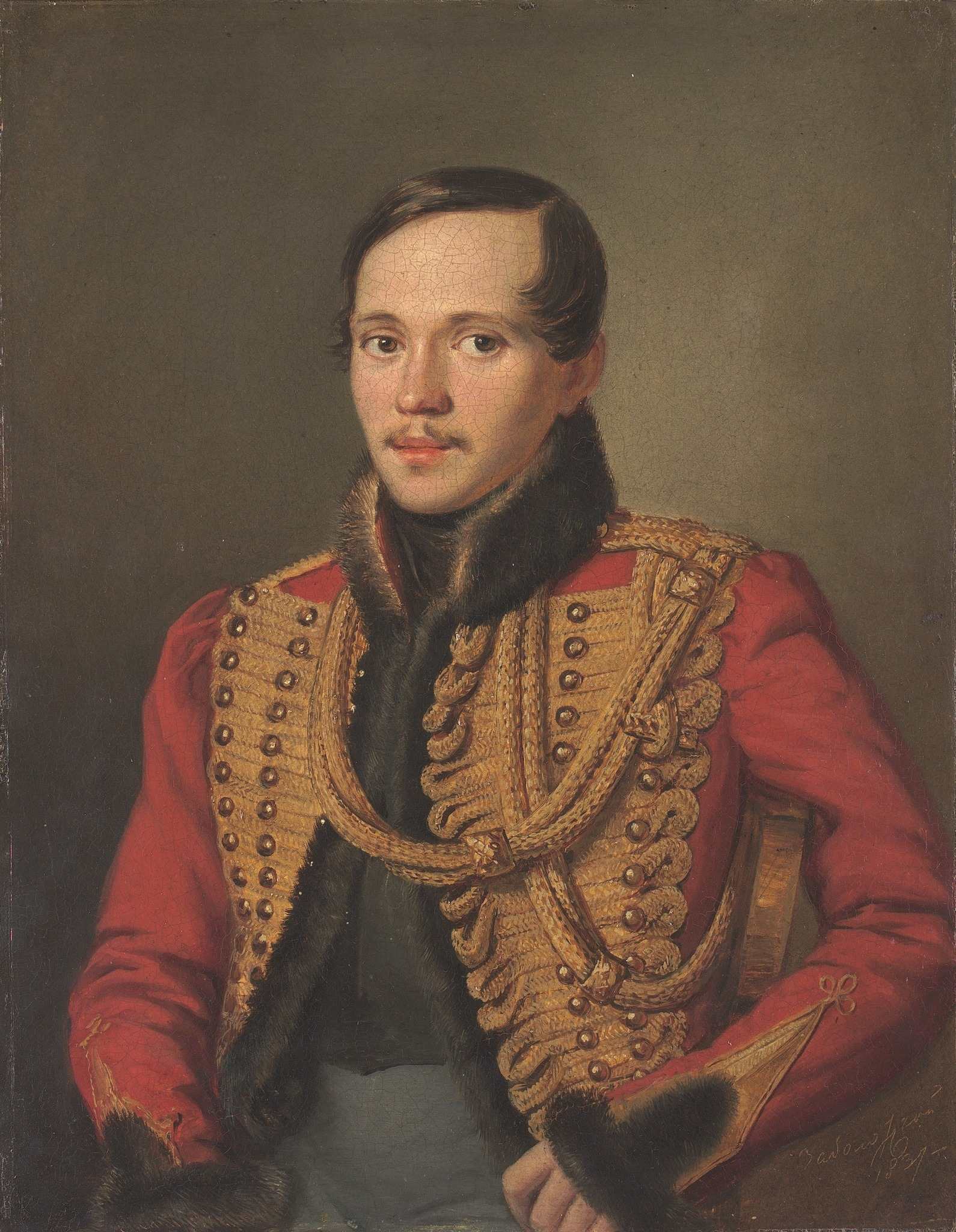
Mikhaïl Lérmontov
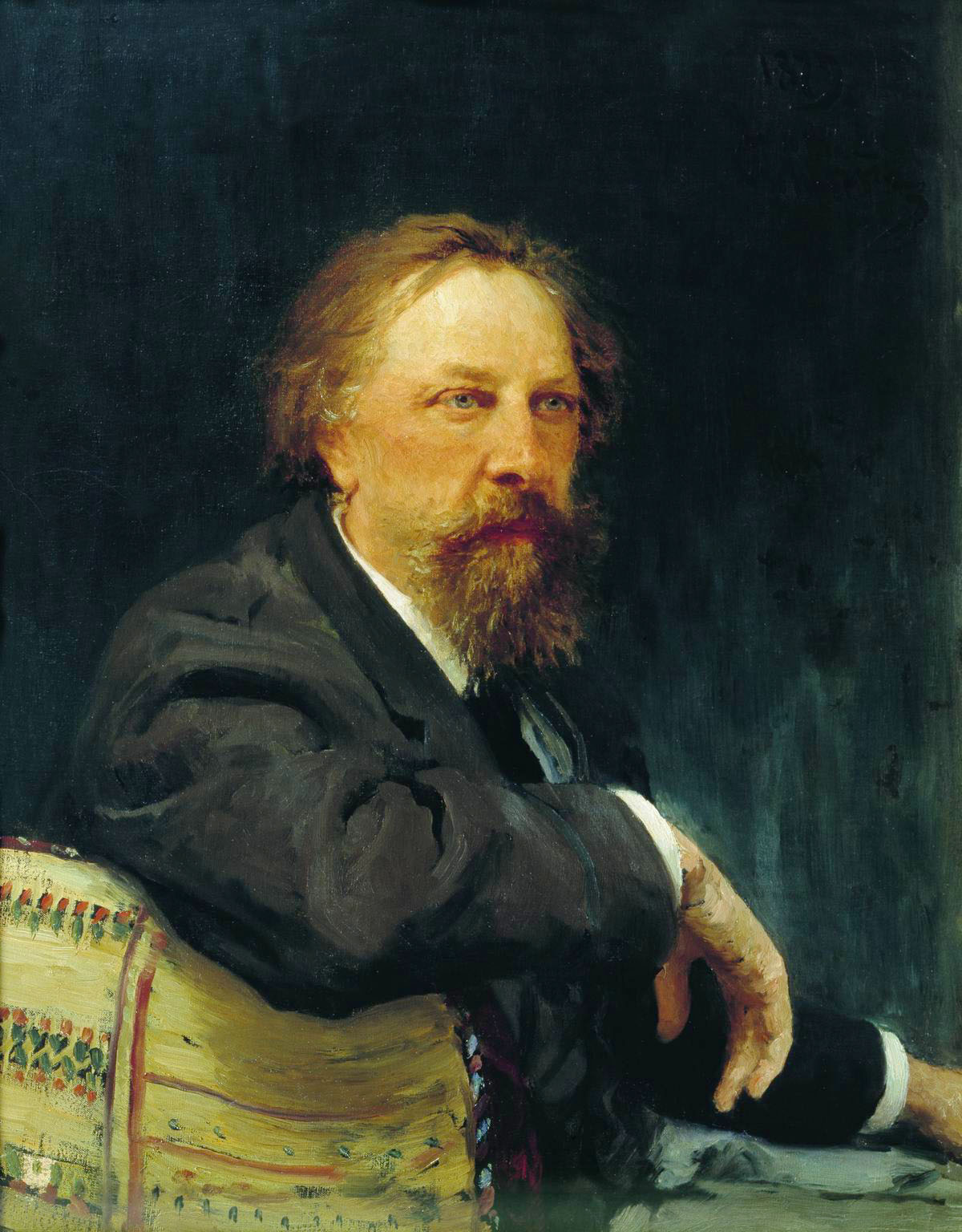
A. K. Tolstoi
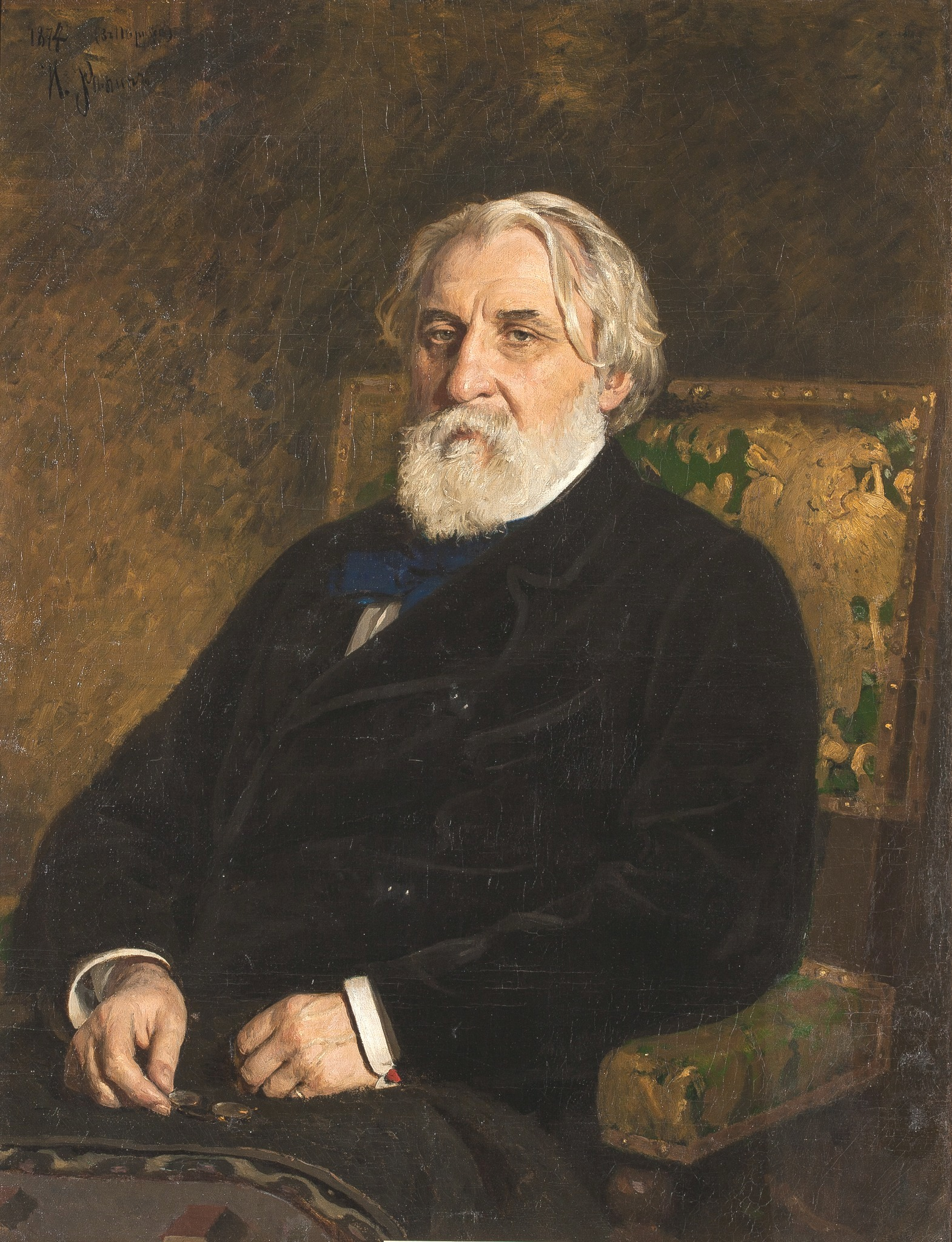
Ivan Turguénev

Altres poetes notables de la primera meitat del segle xix són el fabulista Ivan Krilov, el poeta i dramaturg Aleksandr Griboiédov, els poetes Ievgueni Baratinski, Konstantín Bàtiuixkov, Aleksei Koltsov, Ivan Kozlov i Piotr Ierxov.
La prosa de la primera meitat del segle xix està representada per les grans novel·les de Puixkin, Lérmontov i per les obres d'un geni més de la literatura russa, Nikolai Gógol. Les seves obres més destacades són Vetlles en un veïnat de Dikanka, Taràs Bulba, Ànimes mortes, la comèdia L'inspector i la seva obra més famosa El capot.
La segona meitat del segle xix contempla l'emancipació dels serfs de 1861, la humiliació nacional en la Guerra de Crimea i la victòria triomfal a Guerra russoturca (1877-1878), que allibera els pobles eslaus dels Balcans del jou turc. En general, la societat estava profundament influïda per les idees democràtiques i humanes del segle.
La poesia de la segona meitat del segle xix és principalment filosòfica i realista. Els poetes més notables del moment són Nikolai Nekràssov, Fiódor Tiúttxev, i Afanassi Fet. Altres poetes notables són Aleksei Konstantínovitx Tolstoi (que també escrivia prosa i drames teatrals), Apol·lon Màikov, Ivan Sàvvitx Nikitin o Aleksei Plesxéiev.
Si la primera meitat del segle va ser l'Edat d'Or de la poesia russa, la segona meitat del segle va ser l'Edat d'Or de la prosa russa. Els gegants de l'època són Lev Tolstoi, Fiódor Dostoievski, Nikolai Leskov, Ivan Turguénev, Mikhaïl Saltikov-Sxedrín, Ivan Gontxarov, Dmitri Mamin-Sibiriak, Vladímir Korolenko, Anton Txékhov.

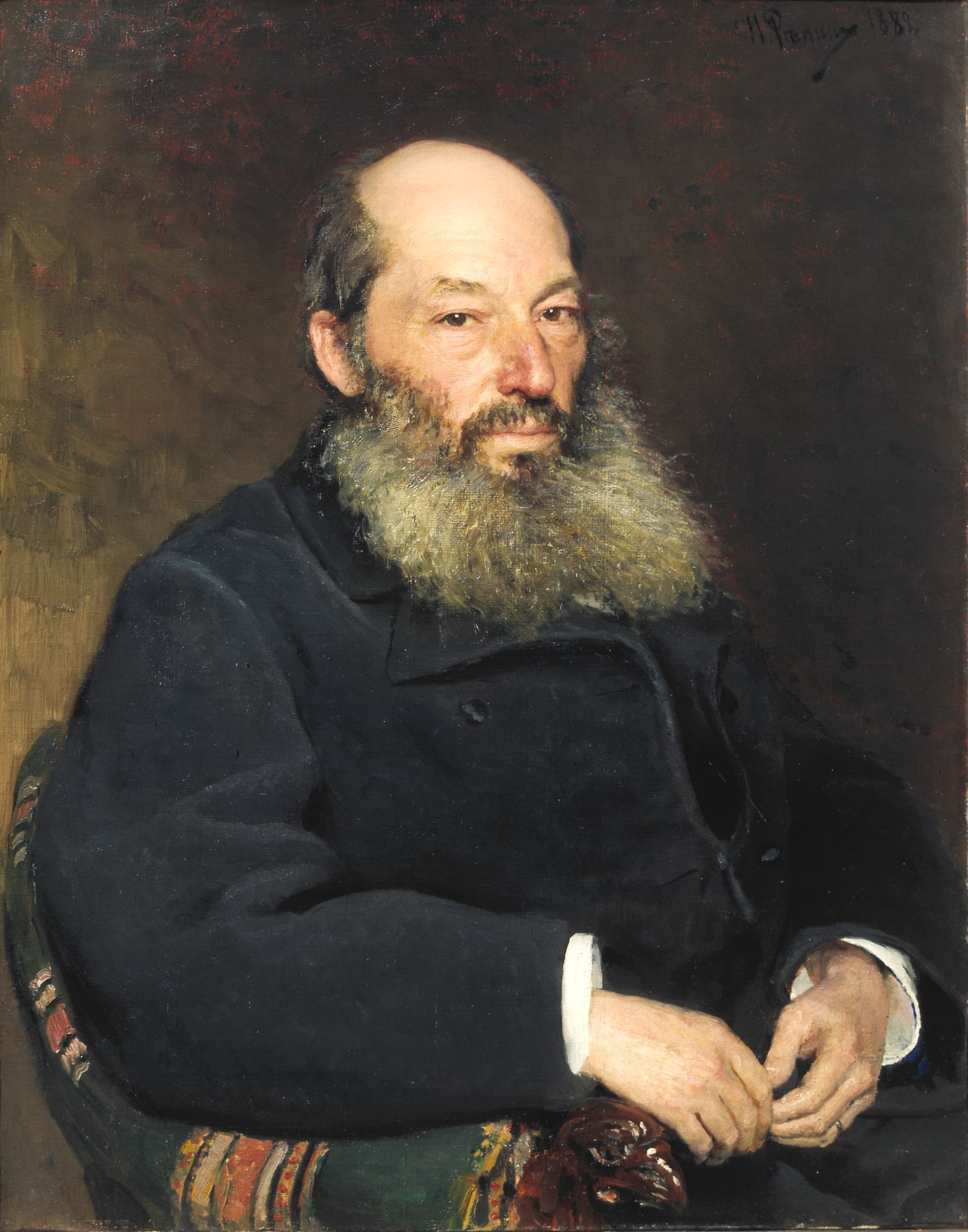
Afanassi Fet
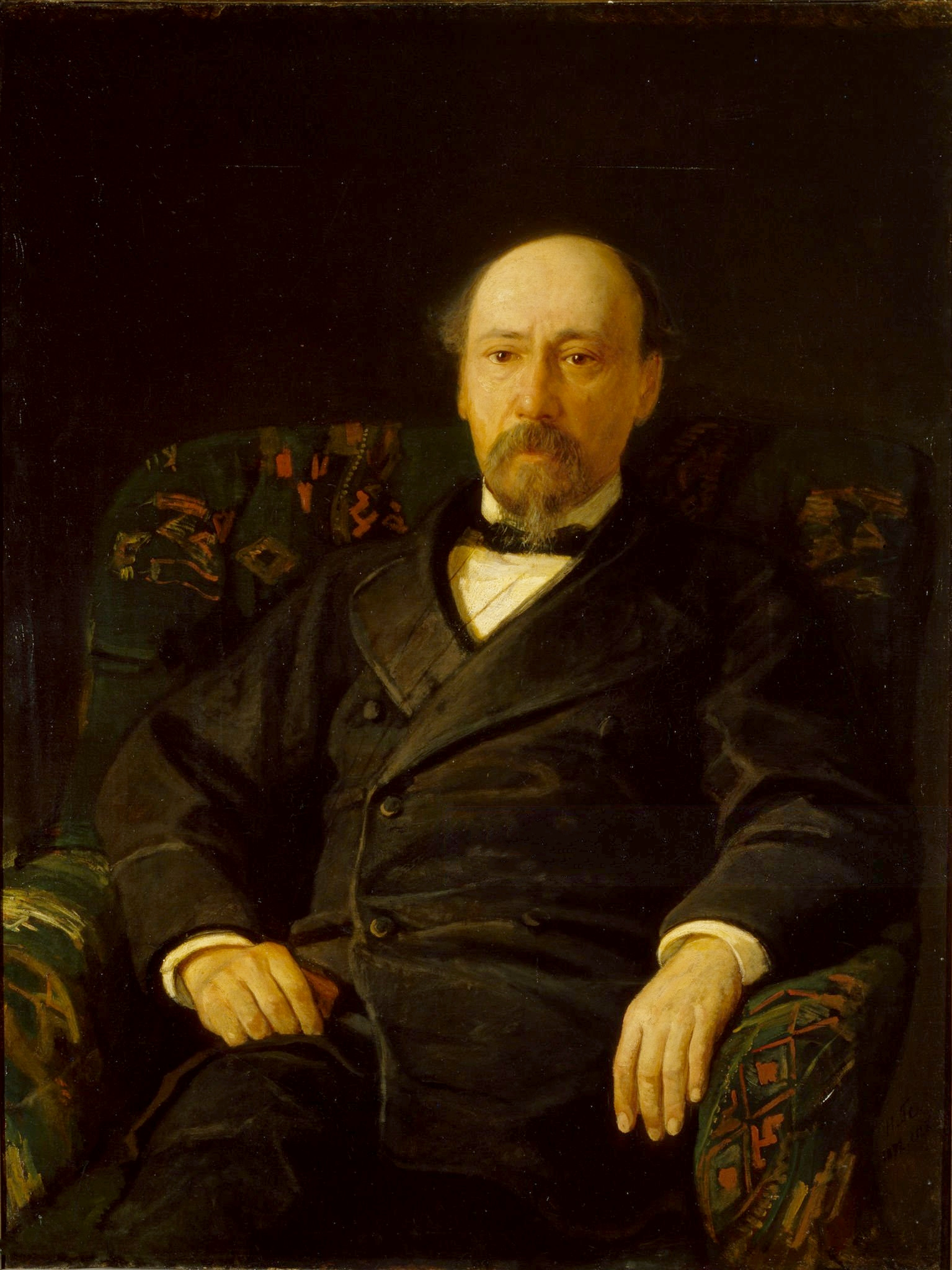
Nikolai Nekràssov
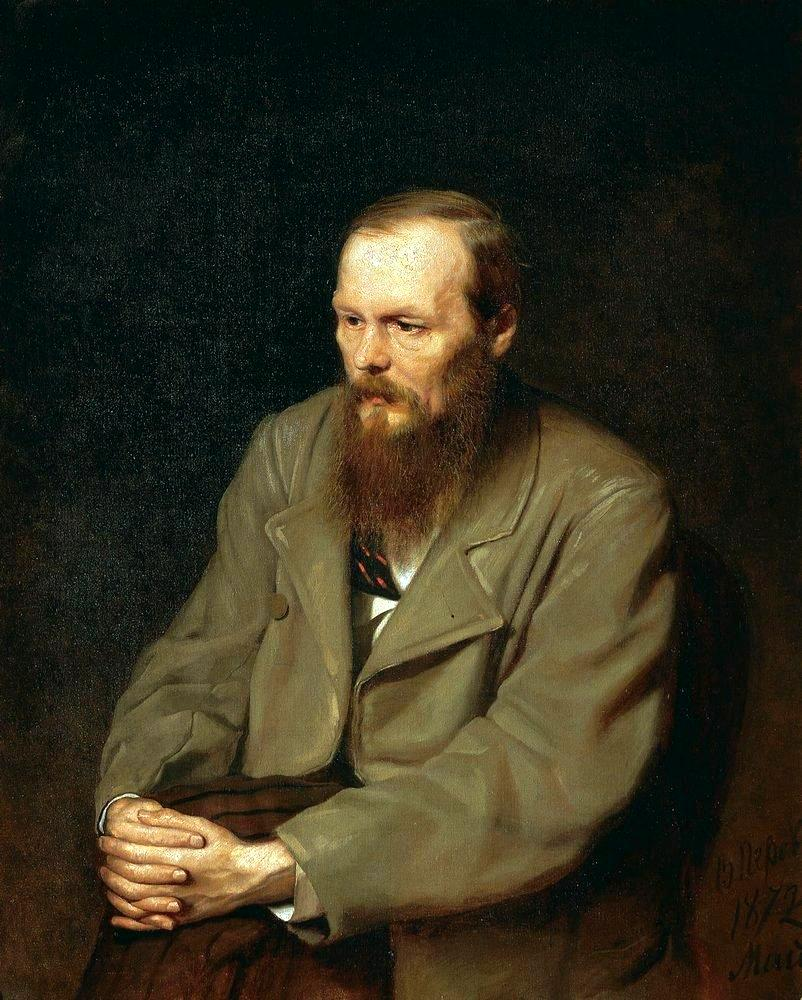
Fiódor Dostoievski
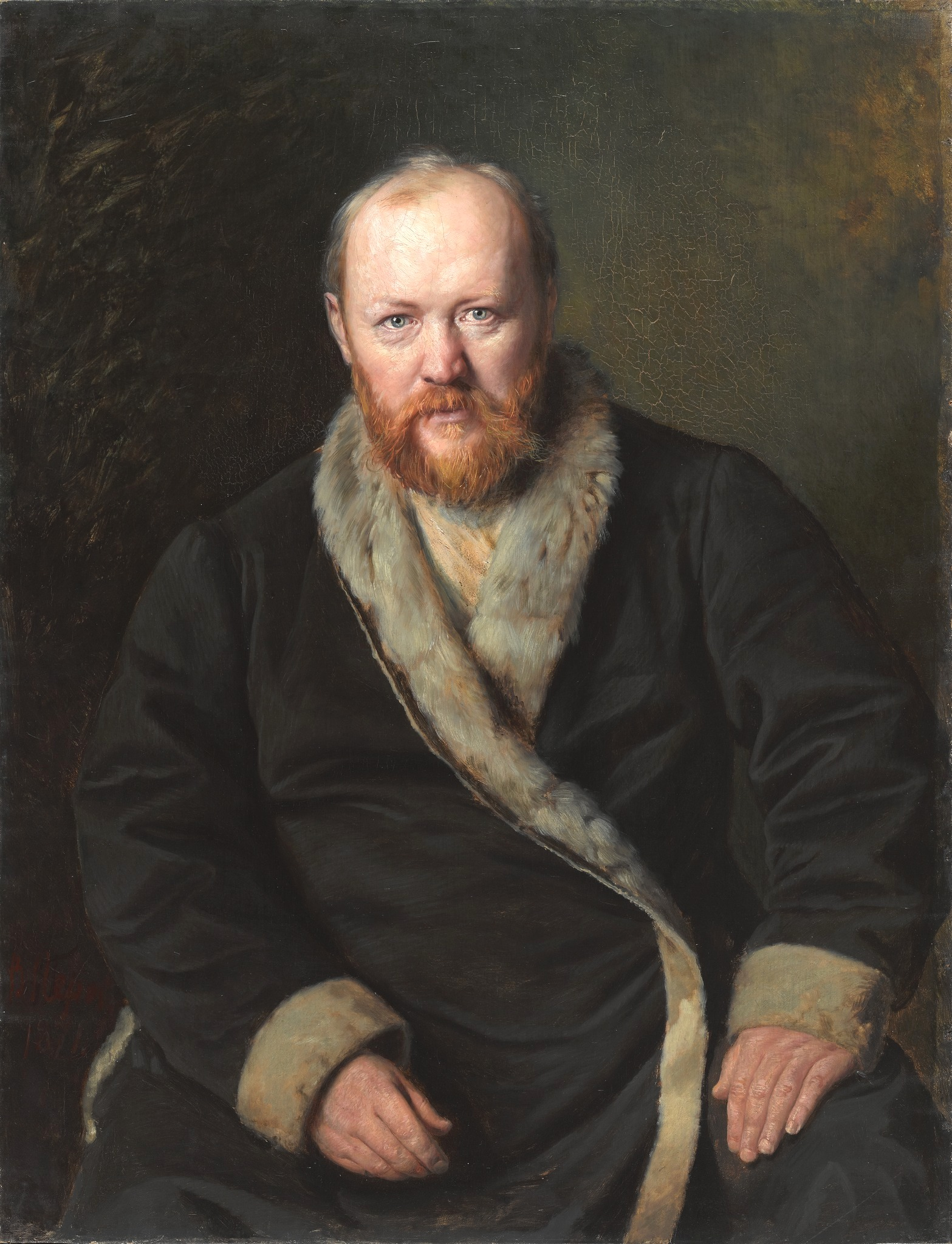
Aleksandr Ostrovski
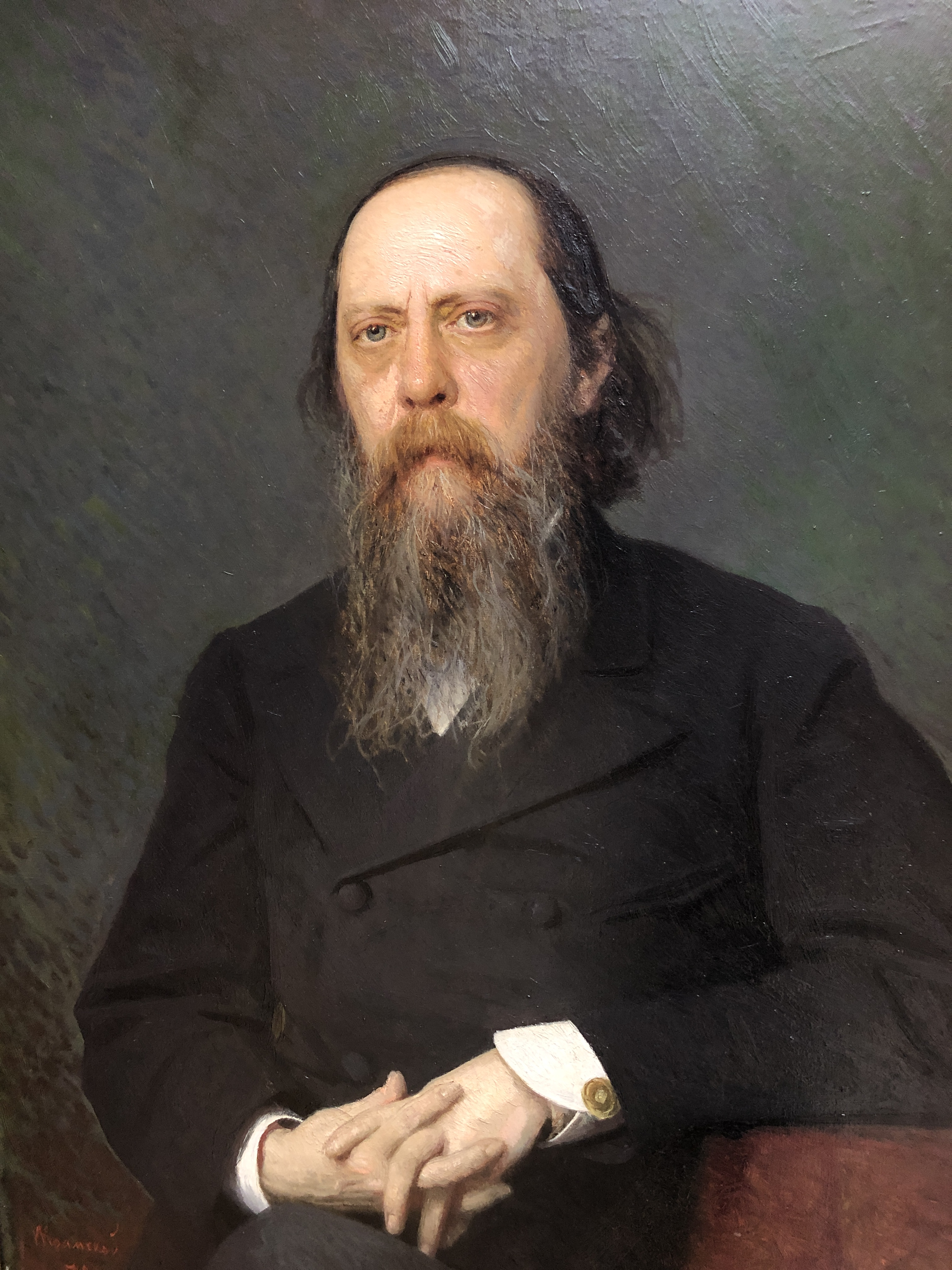
Mikhaïl Saltikov-Sxedrín

Altres escriptors notables són Serguei Aksàkov, Aleksandr Herzen, Nikolai Txernixevski, el satirista Kozmà Prutkov (un pseudònim col·lectiu), Dmitri Píssarev, Aleksei Píssemski, Gleb Uspenski, Konstantín Staniukóvitx, Vsévolod Garxin, Fiódor Reixétnikov. El dramaturg més notable fou Aleksandr Ostrovski. La crítica i literatura de tipus social en el segle xix estigué representada per les obres de Vissarion Belinski, Nikolai Dobroliúbov, Aleksandr Herzen i Nikolai Ogariov.
En els últims anys del segle Nikolai Garin-Mikhailovski, Aleksandr Serafimóvitx, Aleksandr Kuprín, Ivan Bunin, Leonid Andréiev van sortir a escena literària.
Alguns escriptors es van dedicar a la literatura infantil i juvenil (Vladímir Odóievski, que també va ser un dels primers escriptors russos a conrear el gènere de la ciència-ficció i Antoni Pogorelski).

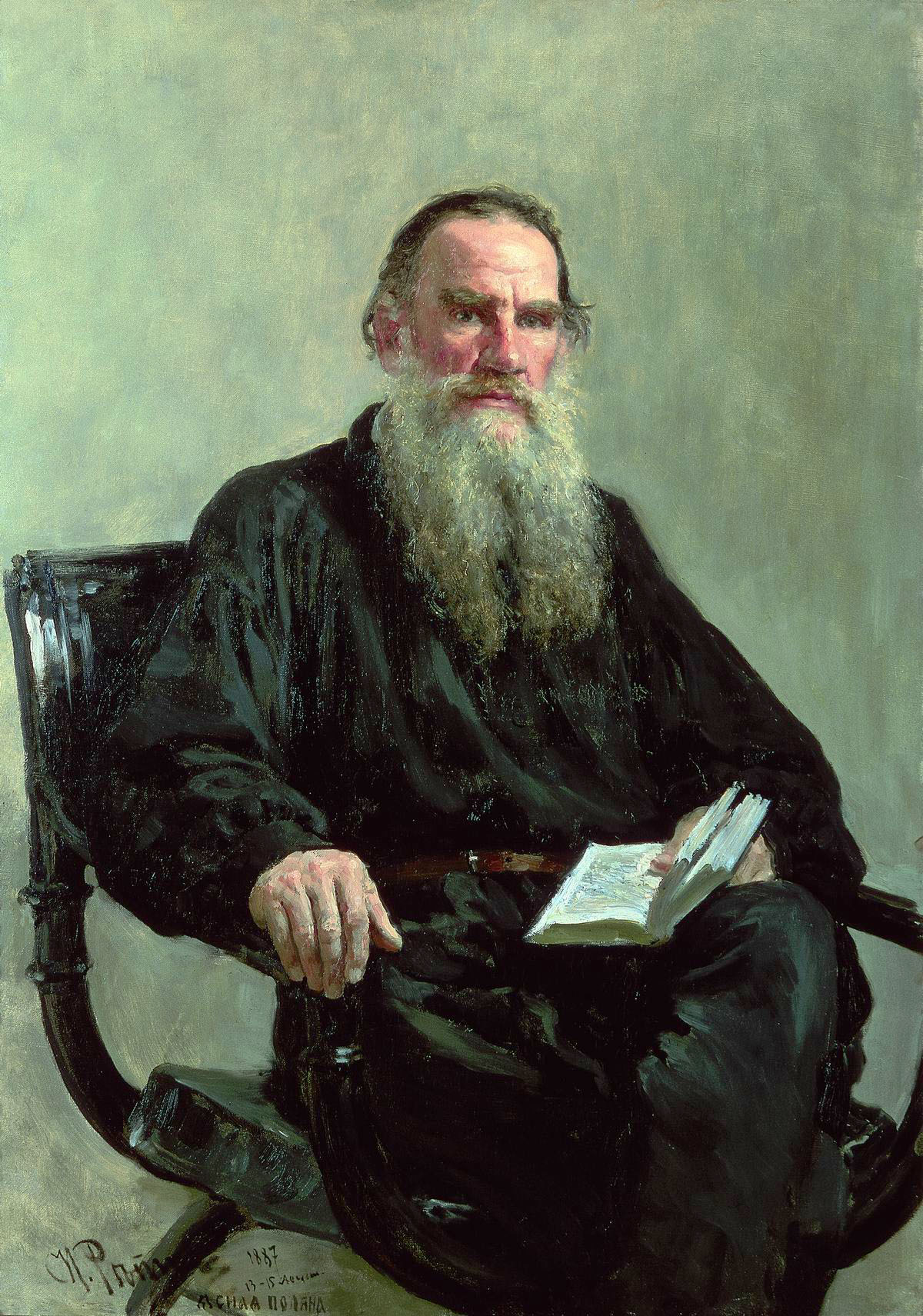
Lev Tolstoi
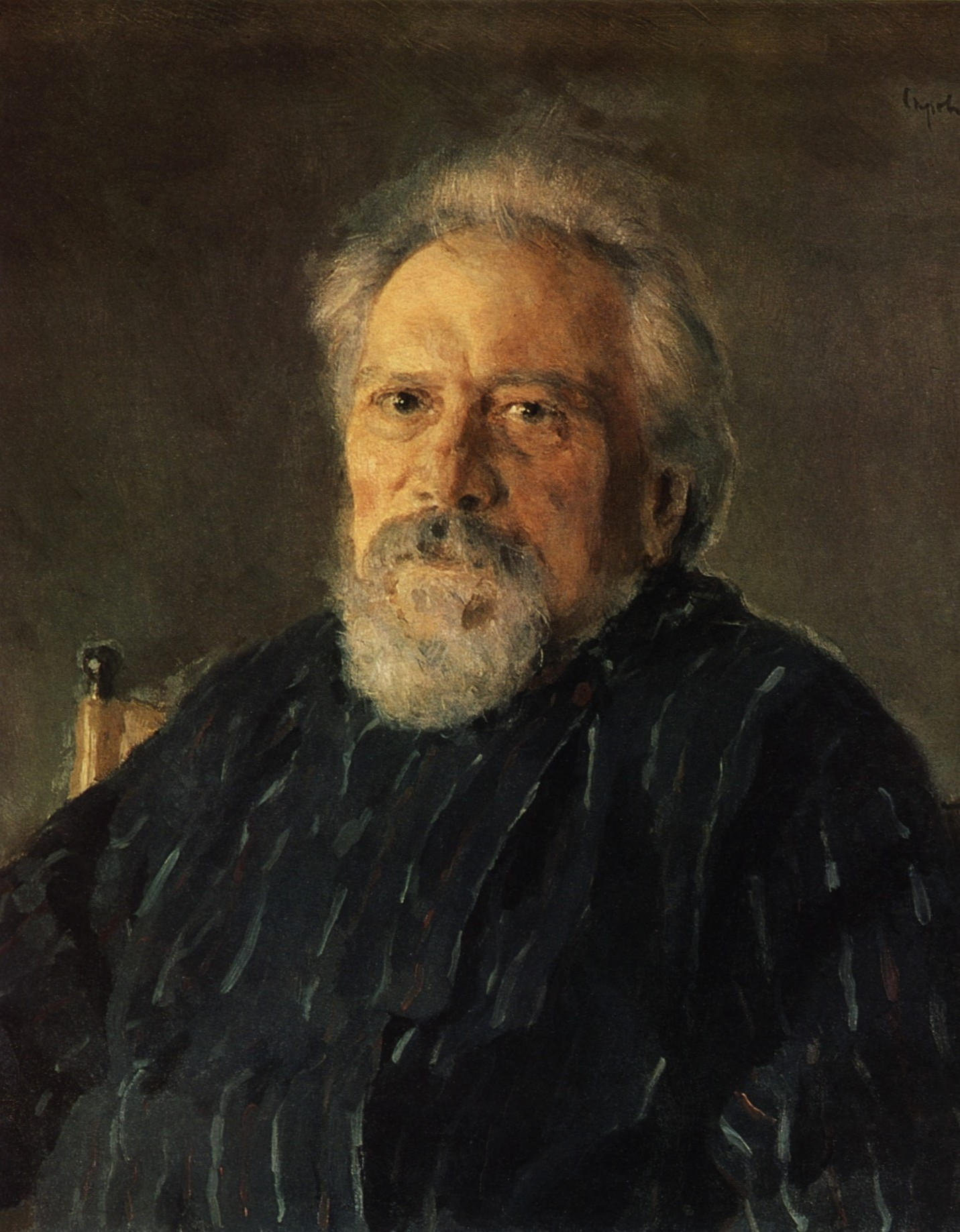
Nikolai Leskov
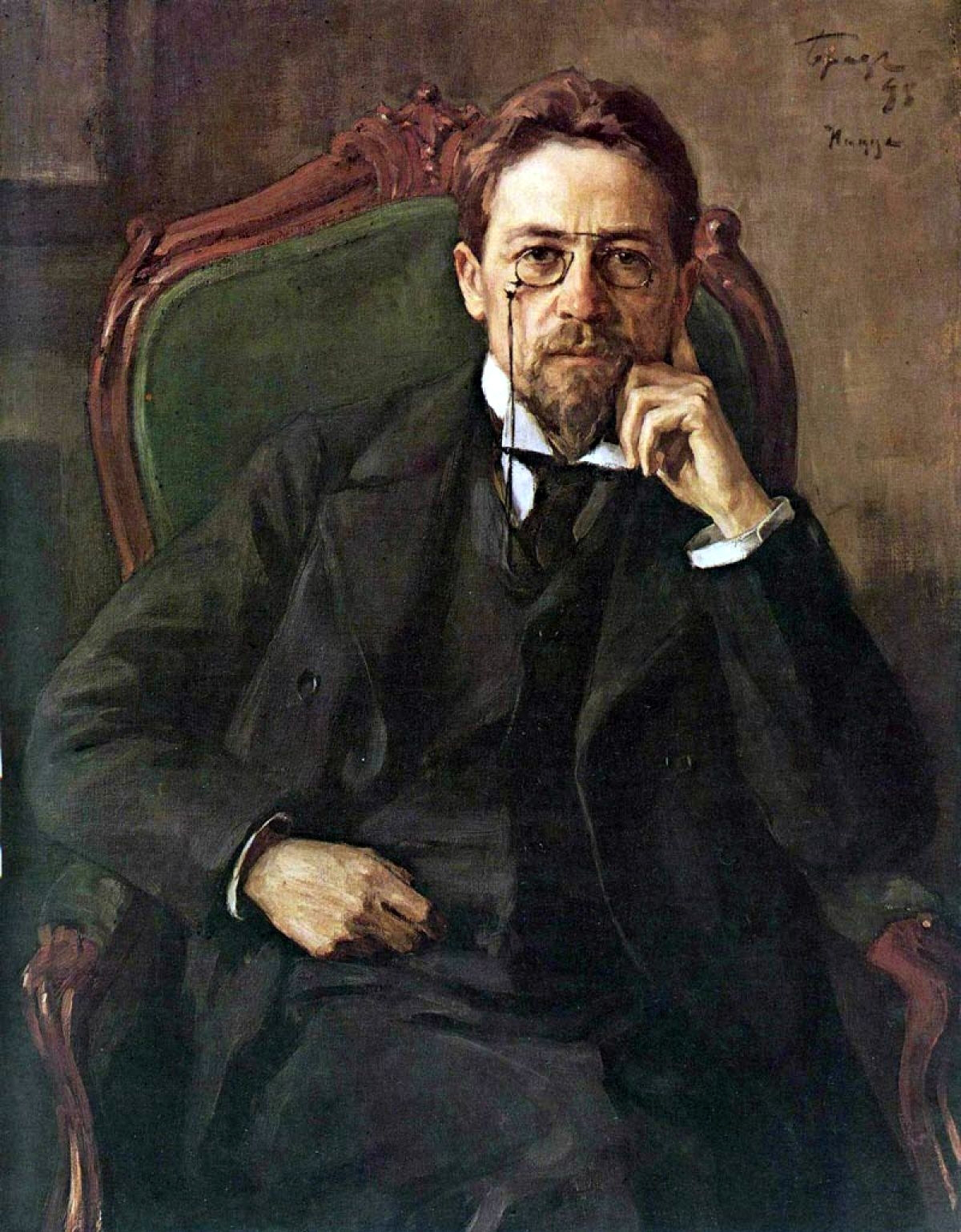
Anton Txékhov
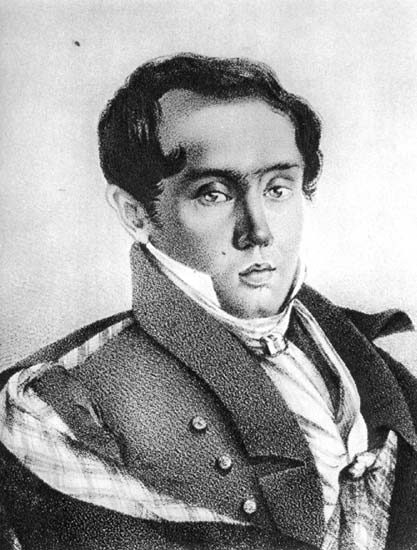
Ievgueni Baratinski
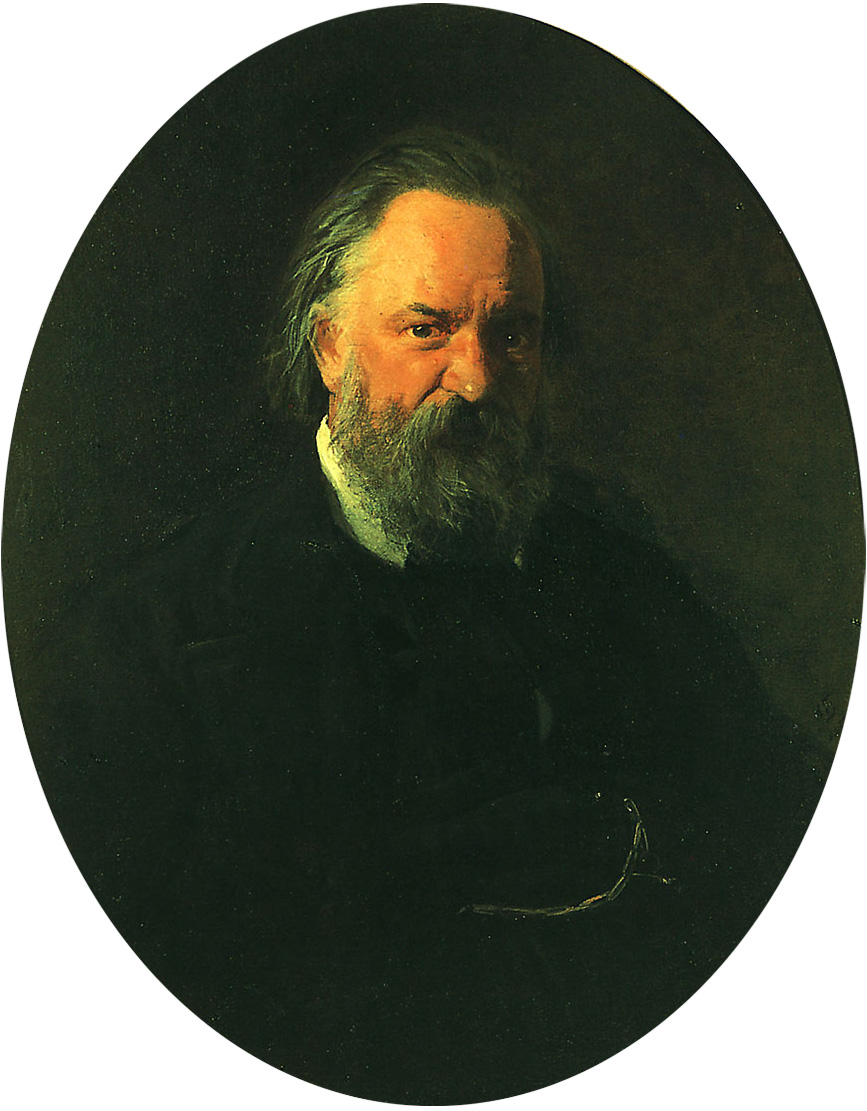
Aleksandr Herzen

### El suïcidi a la literatura russa delseglexix

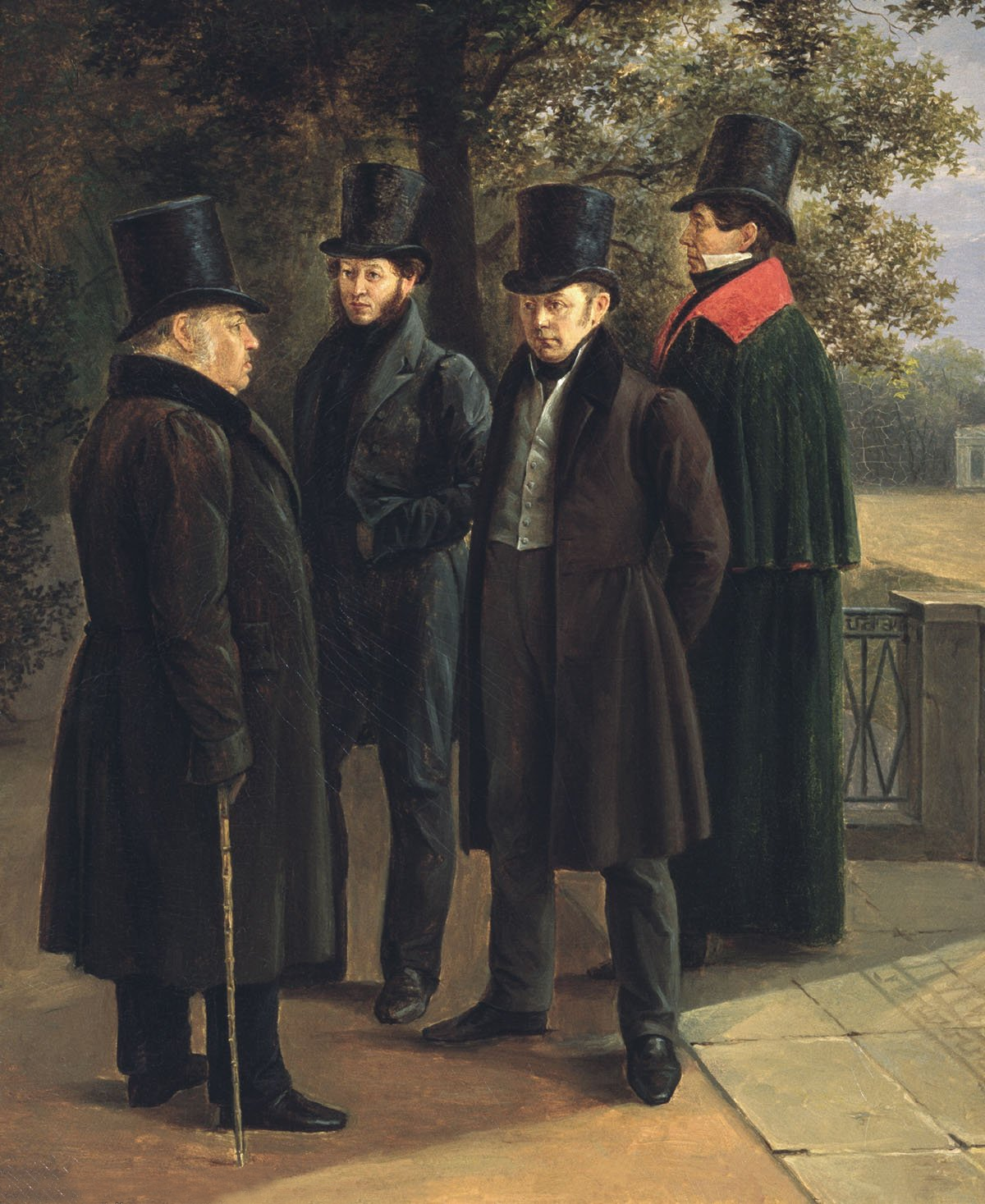
Krilov, Puixkin, Jukovski, i Gnéditx al Jardí d'Estiu per Grigori Txernetsov (1832)

La literatura russa del segle xix perpetua idees dispars sobre el suïcidi; va esdevenir una altra faceta de la cultura i la societat en la qual aquells homes eren contemplats i tractats de manera diferenciada. Una dona no podria cometre el noble, heroic suïcidi que un home sí que pot fer; ella podria no ser vista com una màrtir, sinó com una simple humana que, abassegada pels sentiments de l'amor no correspost, i en no tenir ningú que la protegeixi de ser victimitzada per la societat, es rendeix. Bona part de les heroïnes russes del segle xix van ser víctimes del suïcidi, així com víctimes de la forma de vida de Sant Petersburg, del qual s'ha dit durant molt de temps que va importar la idea de les justificacions de suïcidi a Rússia. Sant Petersburg, que va ser construïda com a ciutat occidental, més que com a ciutat russa, va ser acusada durant molt de temps, per part dels defensors del tradicional estil de vida rus, de ser importadora d'idees occidentals, idees per assolir notabilitat, cometre suïcidi i, la síntesi de les dues idees, del fet que la noblesa del suïcidi estigués entre ells.
Les novel·les ambientades a Moscou en particular, com ara Anna Karènina i Bednaia Liza (Pobra Liza), segueix una tendència de suïcidi de dones que suggereix una feblesa de caràcter que existeix pel sol fet de ser dones; els lectors han dit que les seves emocions les condueixen a situacions on el suïcidi sembla l'única via d'escapament. Aquests suïcidis no tenen un significat que vagi més enllà d'això i en el cas de Bednaia Liza, l'ambientació a Moscou serveix solament per donar una familiaritat que atraurà el lector a llegir aquests llibres, lluny de les novel·les occidentals.
En contrast amb això, moltes novel·les ambientades a Sant Petersburg, presenten el suïcidi vist, primerament, des de l'òptica d'un protagonista masculí (com ara Crim i càstig de Fiódor Dostoievski), en oposició a les dones que ocupaven el centre d'atenció en els títols anteriorment esmentats. Encara més, al contrari de les poques dones que se suïciden en aquests texts petersburguesos se senten impulsades a aquests extrems per un amor tan poderós i ineludible que les consumeix, o per dificultats financeres i una degradació moral a la qual han de fer front a la capital imperial, contaminada o destruïda llur feminitat; relacionat amb això, la prostitució va esdevenir notablement més prominent en la literatura popular del segle xix.
Un altre nou aspecte dels suïcidis literaris introduït als texts petersburguesos és que els autors han canviat les seves mirades des de les individuals i la seva manera de conduir les accions a presentacions de grans ideologies polítiques, que són comuns als herois grecs i romans. Aquest pas es va prendre a fi i efecte d'establir una connexió entre els protagonistes masculins russos que es lleven les seves pròpies vides i els clàssics herois tràgics, mentre que les dones de la literatura romanen com a microcosmos per a l'estereotipada idea de la condició femenina. La idea del suïcidi com a mitjà de protegir el dret a decidir per un mateix, era vista com a legítima dins de l'esfera de Sant Petersburg, una capital secular i “sense Déu…”. A diferència del que succeïa amb els herois de les tragèdies clàssiques, les morts dels protagonistes masculins, com ara a la novel·la de Nikolai Gógol Nevskii Prospekt i Svistul'kin de Dmitri Grigoróvitx, no comportaven grans celebracions en el seu honor, o fins i tot febles records entre els seus camarades.De fet, ambdós protagonistes moren amb una mort solitària, patint en calma i sols les seves últimes hores. Fins a la Revolució Russa de 1917, temes com aquests seran destacats en la literatura.

## L'Edat d'Argent de la poesia russa
El començament del segle xx és considerat l'Edat de Plata de la poesia russa. El terme "Edat de Plata" marca en realitat un nou rumb en la literatura russa. Després del positivisme i el realisme fins al naturalisme dels escriptors revolucionaris dels vuitanta, els poetes i escriptors d'aquesta denominació van viure en l'era de l'Art Nouveau o modernisme i el simbolisme. Però a Rússia aquestes línies culturals europees es van transformar i van emmotllar en formes i idees absolutament noves. Els poetes i escriptors de l'Edat de Plata rebutjaven el supòsit engagement o compromís social de l'artista i proclamaven que l'artista tenia una funció messiànica o de Messies; era una figura titànica que havia de trobar les arrels profundes de la religió i de l'estètica; havia estat assenyalat per preveure el Món Nou i l'Home Nou, era un demiürg lliure. Durant l'Edat de Plata, la cultura russa va arribar a l'apogeu del refinament. Aquest època va destacar com un renaixement espiritual sense precedents a Rússia.

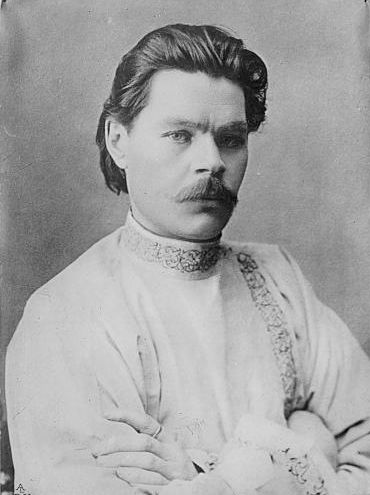
Maksim Gorki
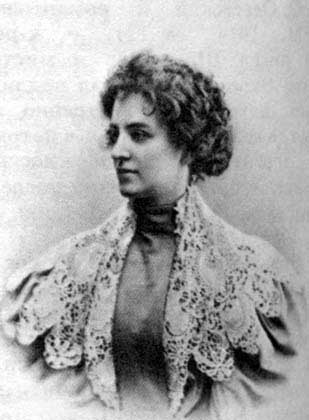
Zinaida Guíppius
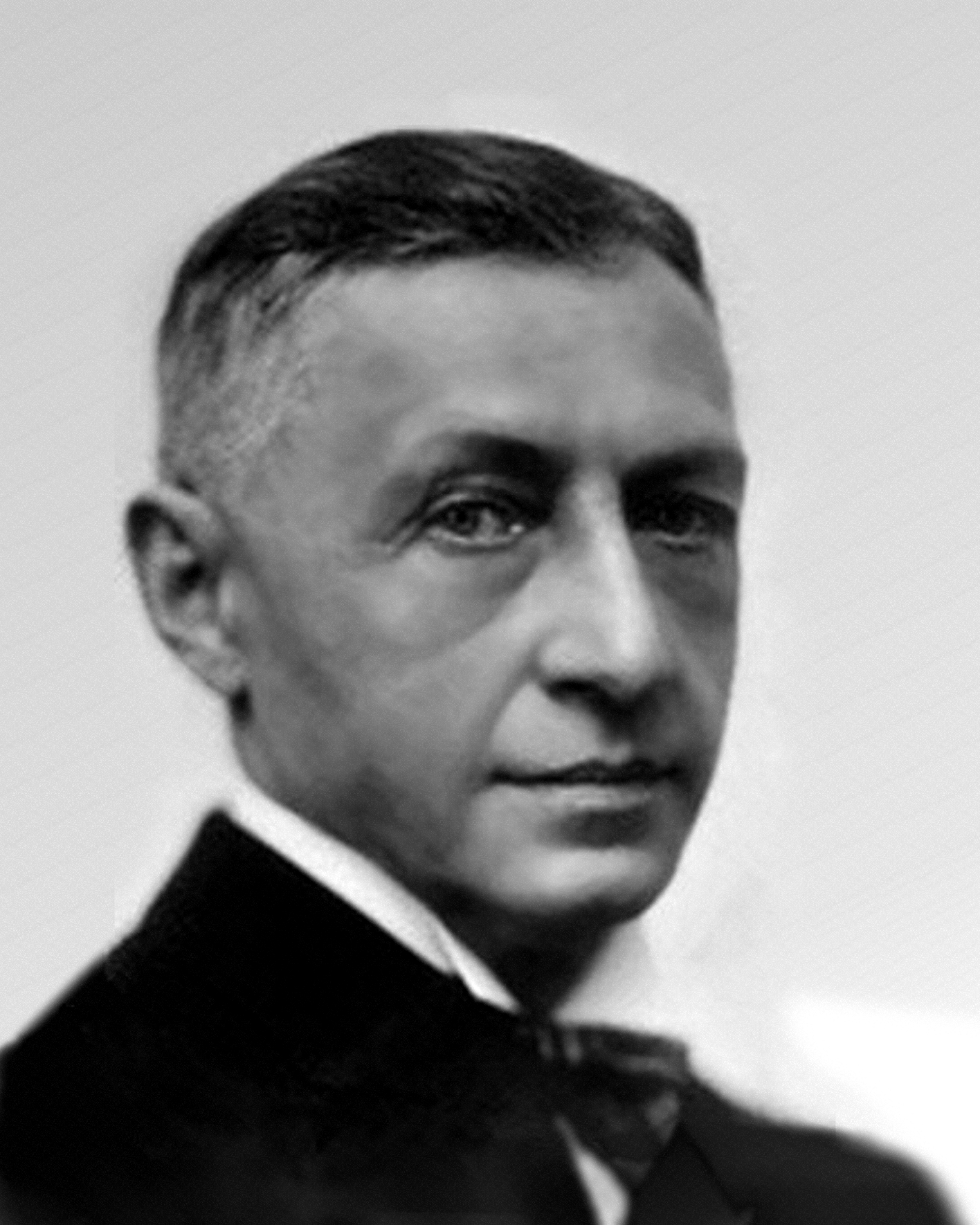
Ivan Bunin
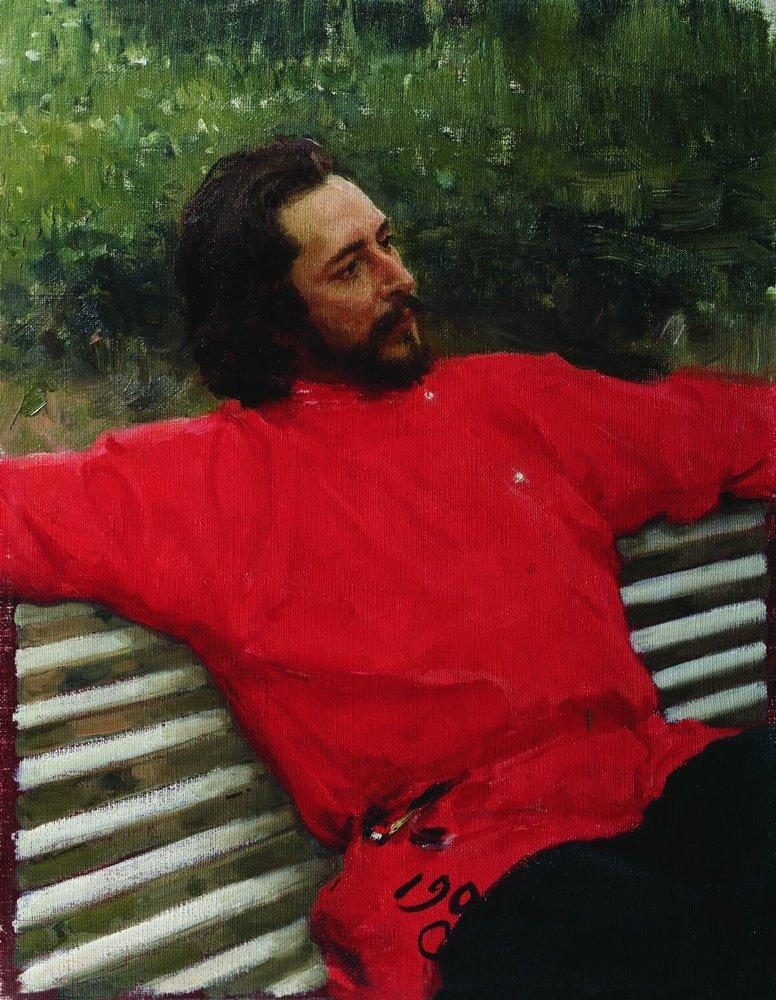
Leonid Andréiev
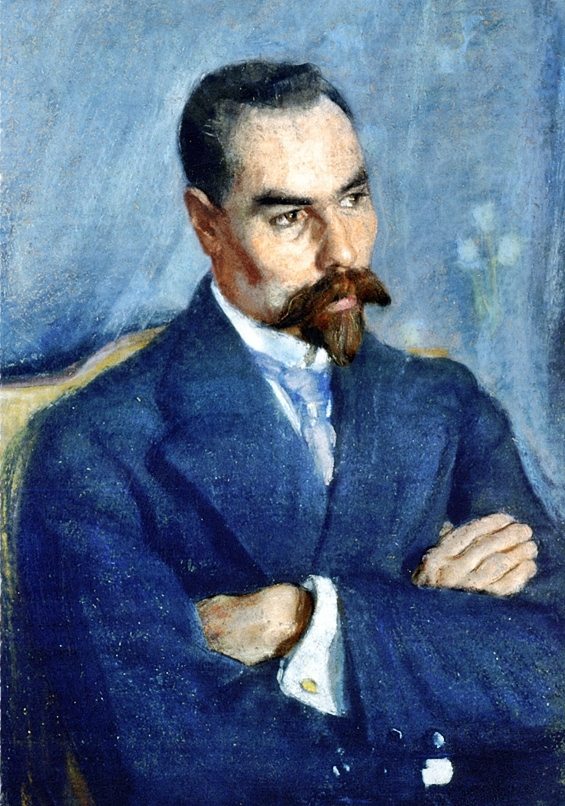
Valeri Briússov

Els corrents literaris més coneguts d'aquest període són el simbolisme - representat pel simbolisme místic tradicional i el simbolisme jove - és a dir, obres d'Innokenti Ànnenski, Vladímir Soloviov (1853-1900), Vassili Rózanov (1856-1919), Dmitri Merejkovski (1866-1941) i Zinaida Guíppius, Konstantín Bàlmont (1867-1942), Valeri Briússov (1873-1924), Fiódor Sologub (1863-1927), Andrei Beli (1880-1934) i Aleksandr Blok (1880-1921), Viatxeslav Ivànov, i poetes anàlegs pel seu esperit als simbolistes - Maksimilian Voloixin, Mikhaïl Kuzmín; futurisme rus (David Burliuk, Velimir Khlébnikov, Aleksei Krutxónikh, primer Vladímir Maiakovski, Vassili Kamenski, Ígor Severianin (Ígor Lótarev), primer Nikolai Asséiev, primer Borís Pasternak); acmeisme (primera Anna Akhmàtova, Nikolai Gumiliov, primer Óssip Mandelstam, Serguei Gorodetski, Gueorgui Ivànov, Irina Odóievtseva). Poetes del corrent anomenat "nous pagesos '" - Serguei Iessenin, Nikolai Kliúiev, Serguei Klitxkov (1889-1937), Piotr Oreixin (1887-1938), Aleksandr Xiriàievets (1887-1924) - mereixen menció també. Tots ells combinaven riquesa d'imatges populars i característiques religioses de la cosmovisió del camperol rus amb una recerca temerària d'innovació i canvis revolucionaris. Hi ha nombrosos poetes, però, que no poden ser enquadrats en algun corrent literari diferent, per exemple, Vladislav Khodassévitx, o Marina Tsvetàieva.

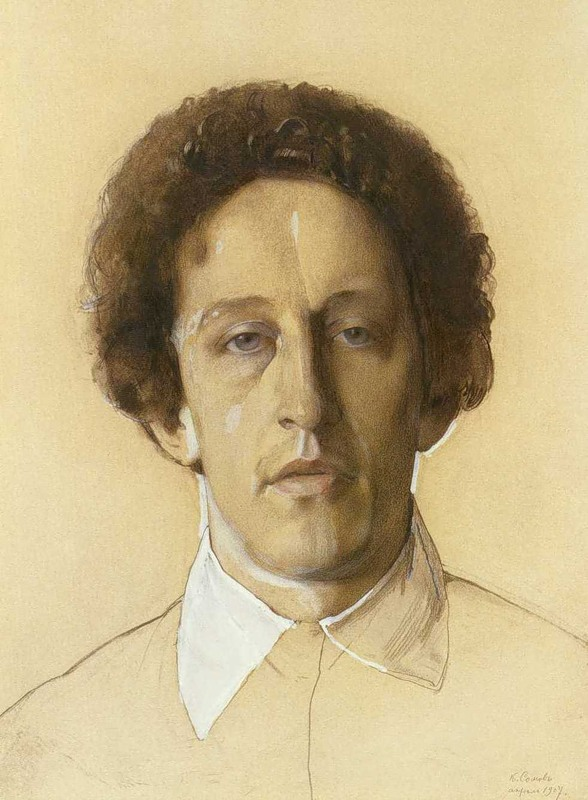
Aleksandr Blok
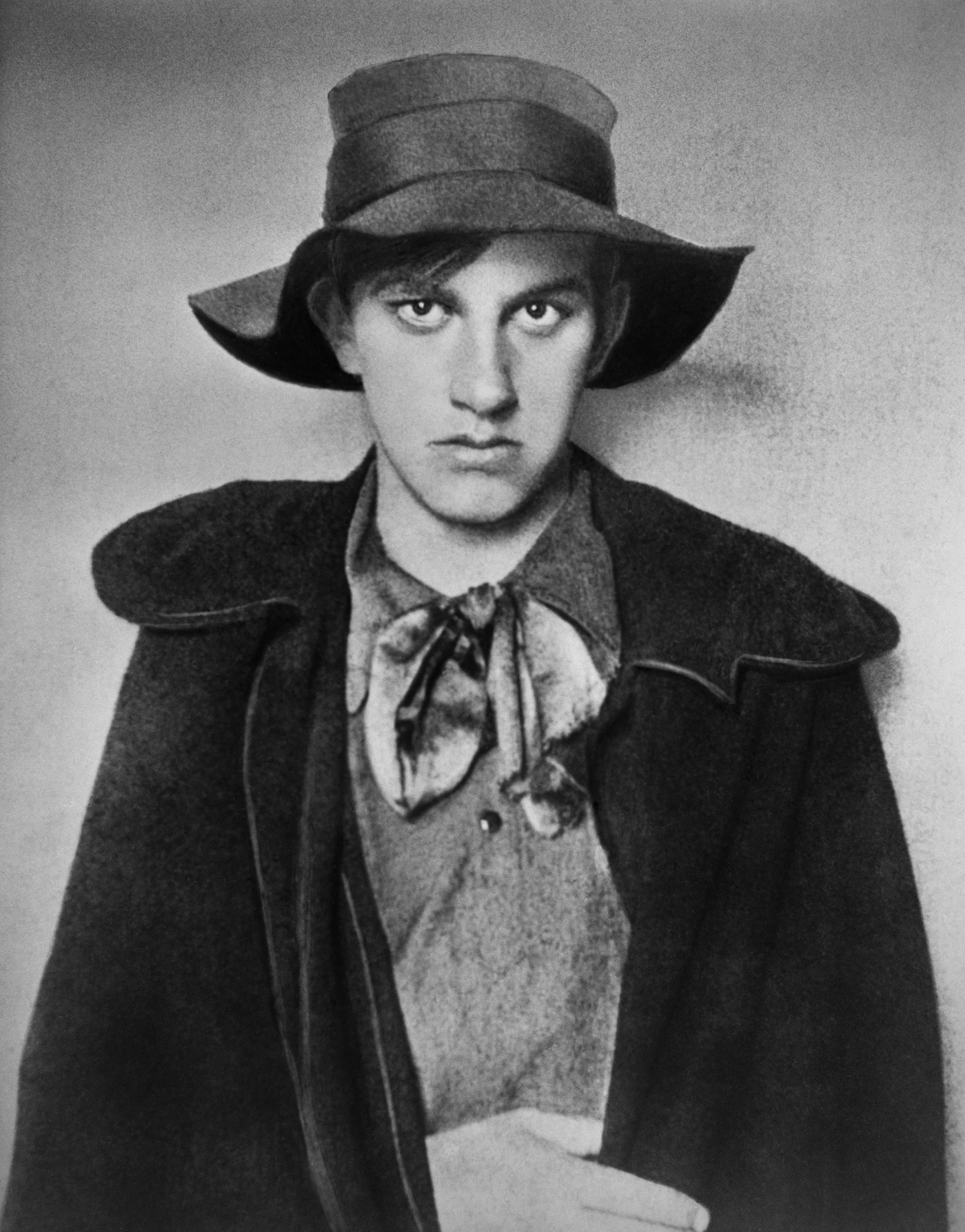
Vladímir Maiakovski
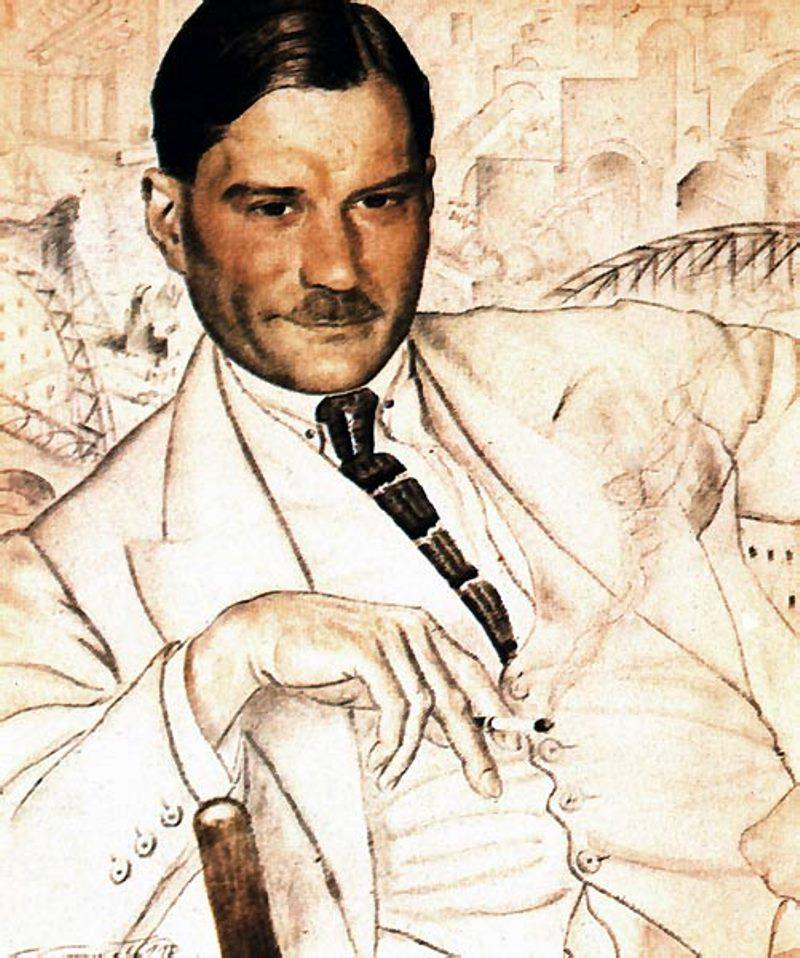
Ievgueni Zamiatin
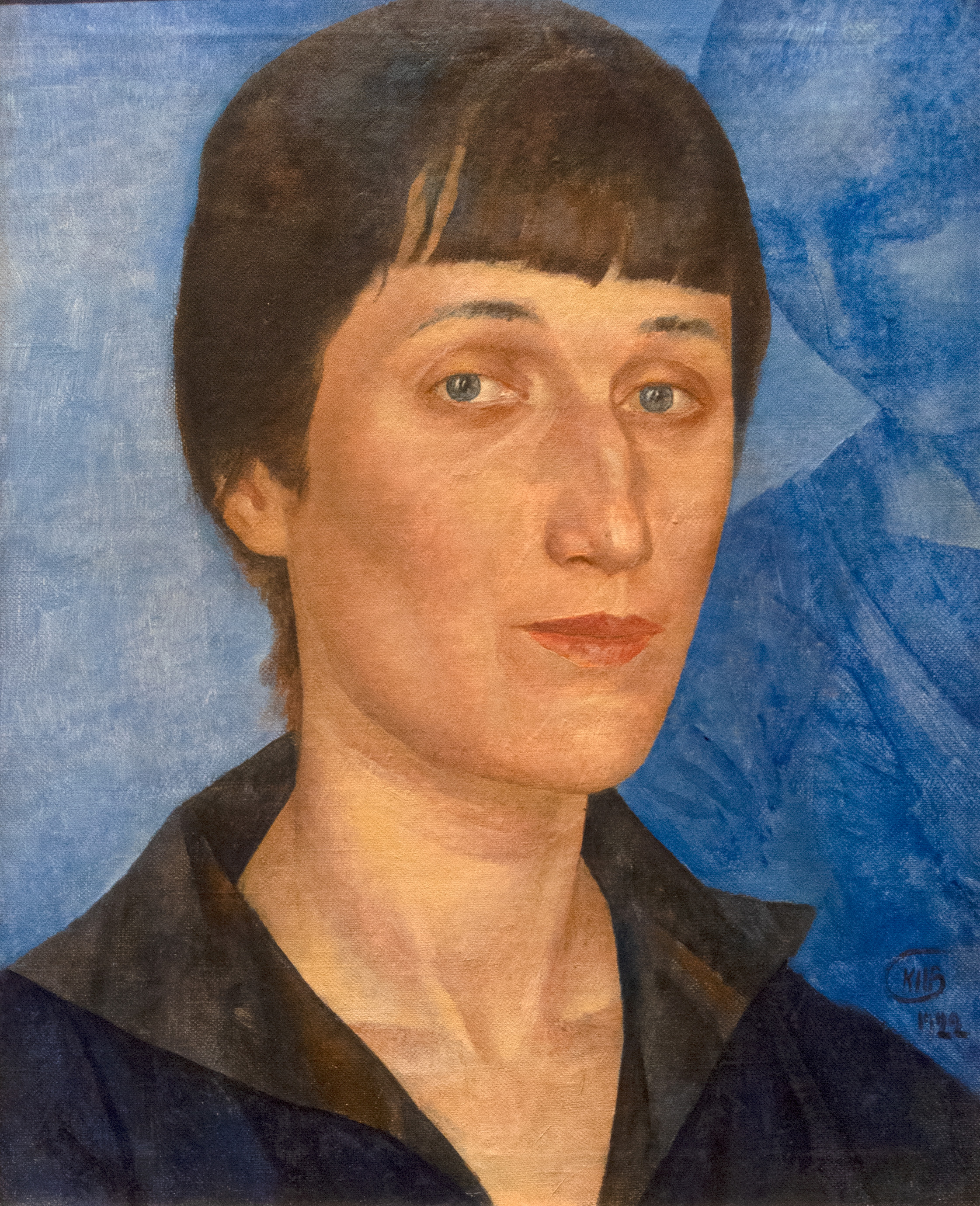
Anna Akhmàtova
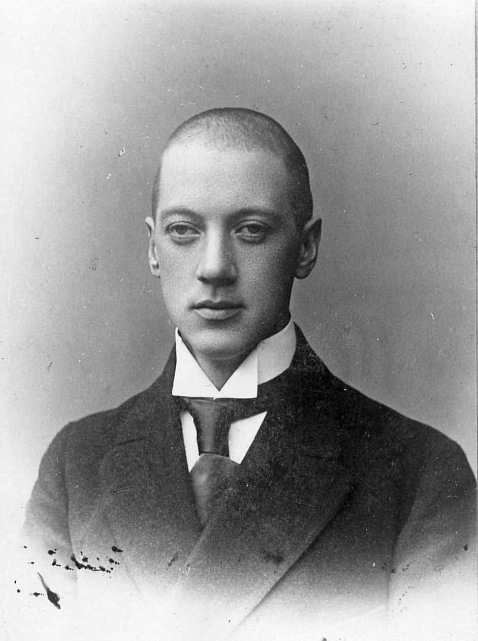
Nikolai Gumiliov

Els simbolistes russos empraven les idees d'Arthur Schopenhauer, Friedrich Wilhelm Nietzsche i Oswald Spengler, manifestaven interès pel misticisme i l'ocultisme, per les disputes religioses i per les sectes populars de Rússia. Les idees de poetes, escriptors i filòsofs del temps variaven de l'acceptació de l'Übermensch de Nietzsche a la professió de l' anima mundi, de l'individualisme extrem a 'sobornost' (esperit col·lectiu). El que tots ells van compartir fou una recerca intensiva de formes artístiques noves i d'una llengua poètica renovada. Els simbolistes posaven l'èmfasi en l'aspecte verbal dels símbols arquetípics, tot buscant una nova harmonia. Els futuristes advocaven per una innovació radical de la llengua, provant el simbolisme dels sons i recorrent a experiments audaços amb la llengua. Els acmeistes propugnaven la claredat de les imatges poètiques, anunciant que un equilibri entre el sentit i el so havia de ser assolit. Diferents grups artístics sorgien amb nombrosos manifestos literaris. El manifest més conegut i escandalós d'aquella època fou la Bufetada al gust del públic dels futuristes (1912).

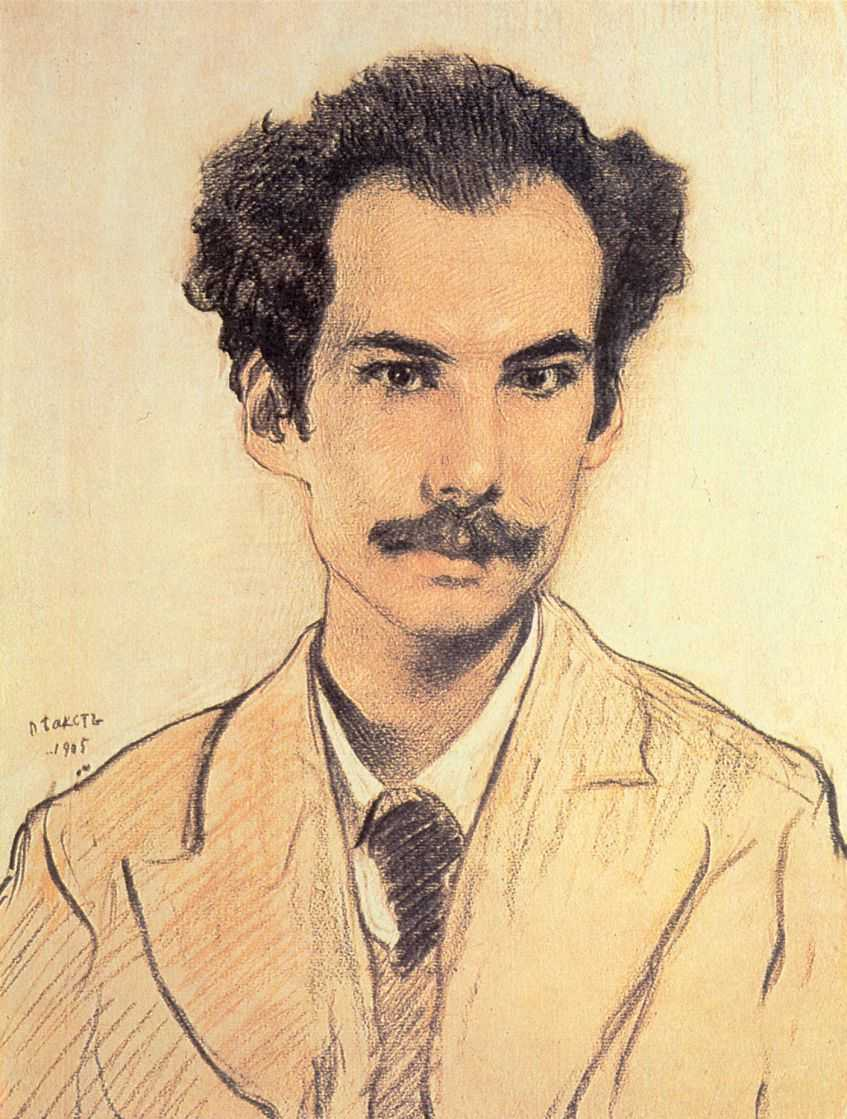
Andrei Beli
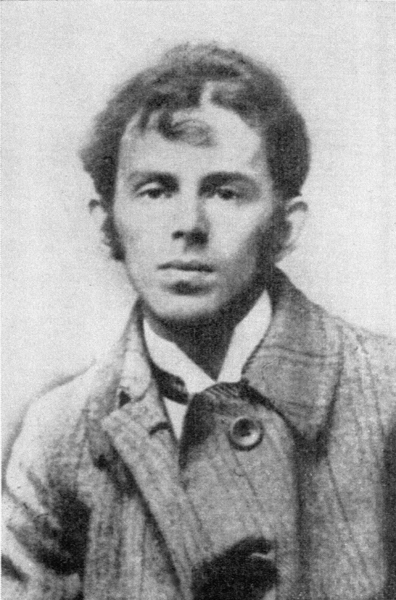
Óssip Mandelstam
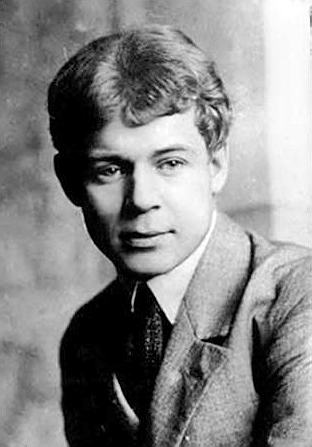
Serguei Iessenin
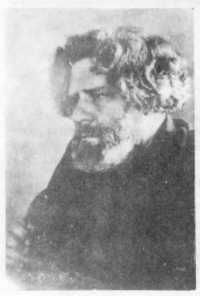
Maksimilian Voloixin
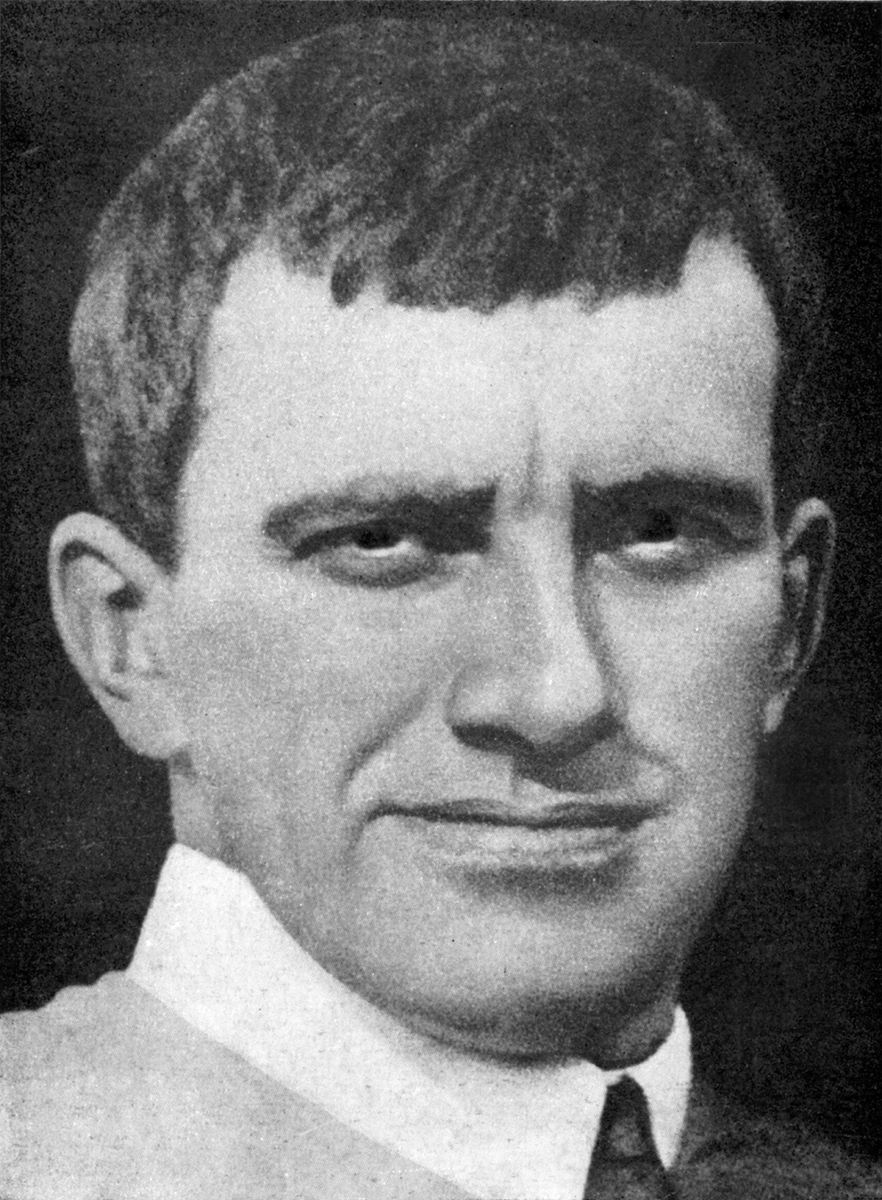
Vladímir Maiakovski

A la prosa, els escriptors russos del període (Andrei Beli, Leonid Andréiev, Fiódor Sologub, Aleksei Rémizov) usaven la tècnica del flux de consciència, alògica successió d'episodis de gramàtica desarticulada i imatgeria entrellaçada en brut, imitant noves maneres de l'organització dels textos semblant a les regles del muntatge cinematogràfic.
Els escriptors realistes (Anton Txèkhov, Ivan Bunin, Aleksandr Kuprín, Ivan Xmeliov, Borís Zàitsev, Aleksei Nikolàievitx Tolstoi, Mikhaïl Ossorguín, Maksim Gorki) també buscaven maneres noves d'expressió i formes literàries noves. Segons Vikenti Veressàiev, un teòric literari d'aquella època, el seu objectiu era no la representació de la vida quotidiana i costums, sinó la comprensió de l'essència de la vida a través de representació de la vida quotidiana, trobar una filosofia nova de vida. A causa d'això, la prosa va arribar a ser més lírica, i els escriptors empraven la síntesi de prosa, música i filosofia (simbolistes), prosa i acció social (futuristes).
Tradicionalment els filòsofs de l'Edat de Plata són Nikolai Berdiàiev, Serguei Bulgàkov, Borís Vixeslàvtsev, Semion Frank, Nikolai Losski, Fiódor Stepun, Piotr Struve, Ivan Ilín, Lev Karsavin, Pàvel Florenski, Lev Xestov, Serguei Trubetskoi i Ievgueni Trubetskoi, Vladímir Ern, Aleksei Lóssev, Gustav Xpet, Dmitri Merejkovski i Vassili Rózanov. Les obres d'Helena Blavatsky eren llegides i ben conegudes a la Rússia d'aquell temps.

## L'època soviètica

### 1917-1941
Després de la Revolució d'Octubre la literatura russa va entrar en certa desconnexió amb Occident, per la qual cosa es coneix molt poc, a excepció d'alguns autors.
Després d'octubre de 1917, la major part dels escriptors de l'Edat de Plata no va aprovar el nou règim bolxevic i acabaria abandonatn el país, la major part per sempre. Aquests escriptors van iniciar el que es coneix com a literatura russa de l'exili.
Els que, per contra, van optar per quedar-se a Rússia per compartir el destí del país i els seus compatriotes van arribar a l'apogeu de la seva llibertat creativa; però va passar poc temps perquè les seves conviccions i esperances en el futur del país entressin en col·lisió amb la realitat de la vida ordinària i molts van ser executats o assassinats lentament per la terrible mancança de gairebé tot que hi va haver durant la Guerra Civil Russa, o bé no van poder publicar res o van patir tal grau d'intimidació que els va condemnar a un silenci total. Els escriptors que no recolzen la revolució de forma incondicional són eliminats, arraconats, marginats, menyspreats o finalment es veuen obligats a emigrar.

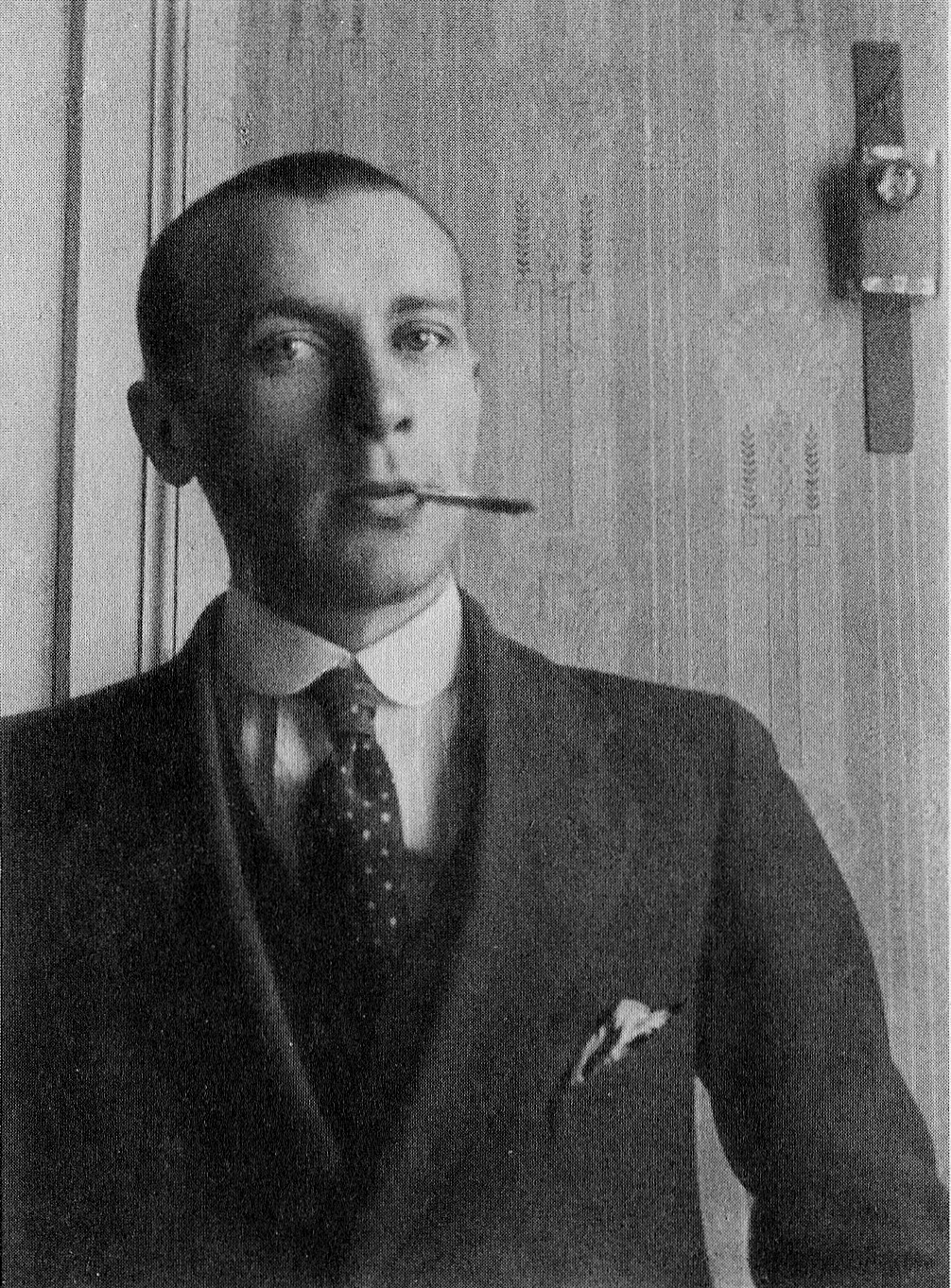
Mikhaïl Bulgàkov
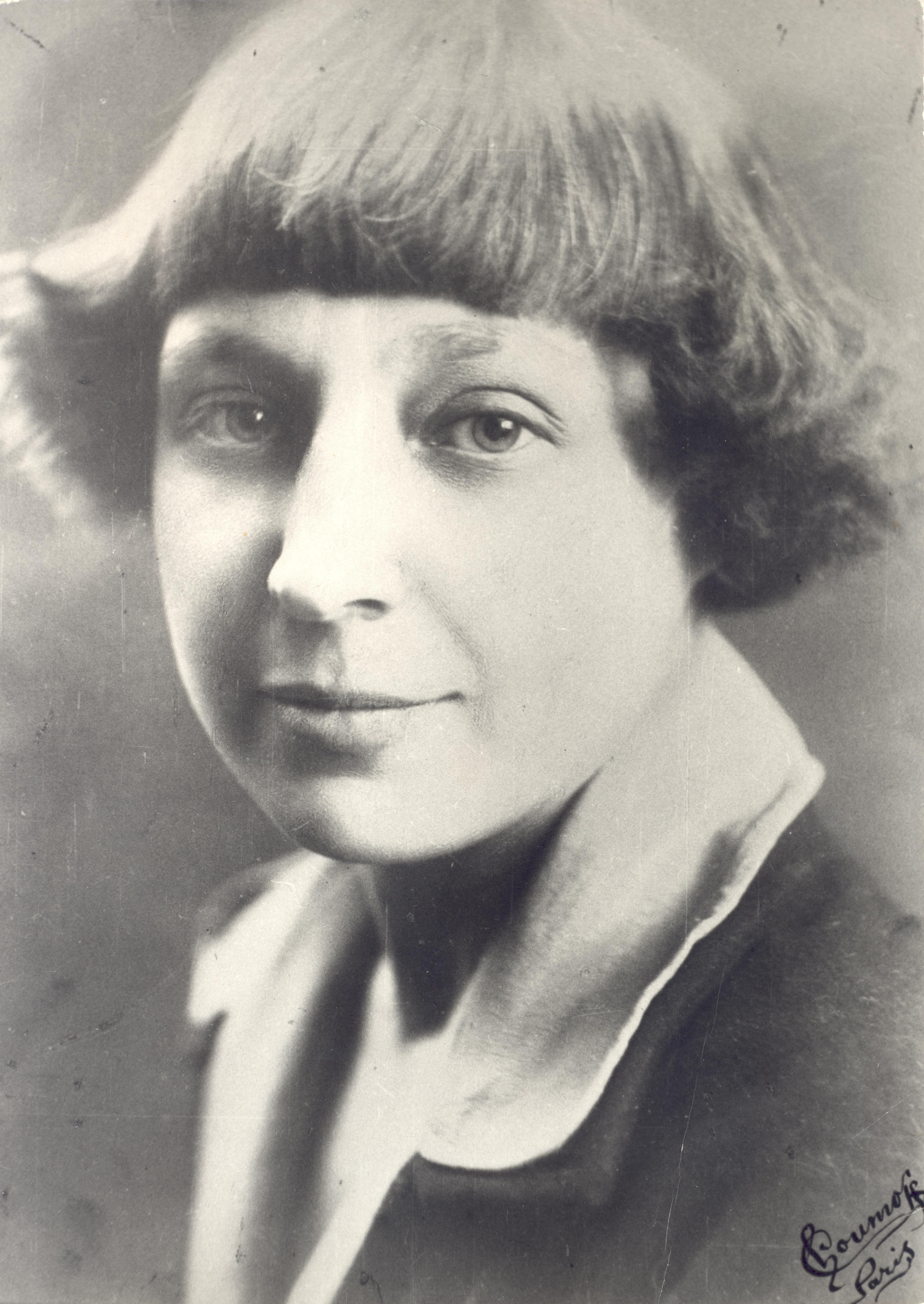
Marina Tsvetàieva
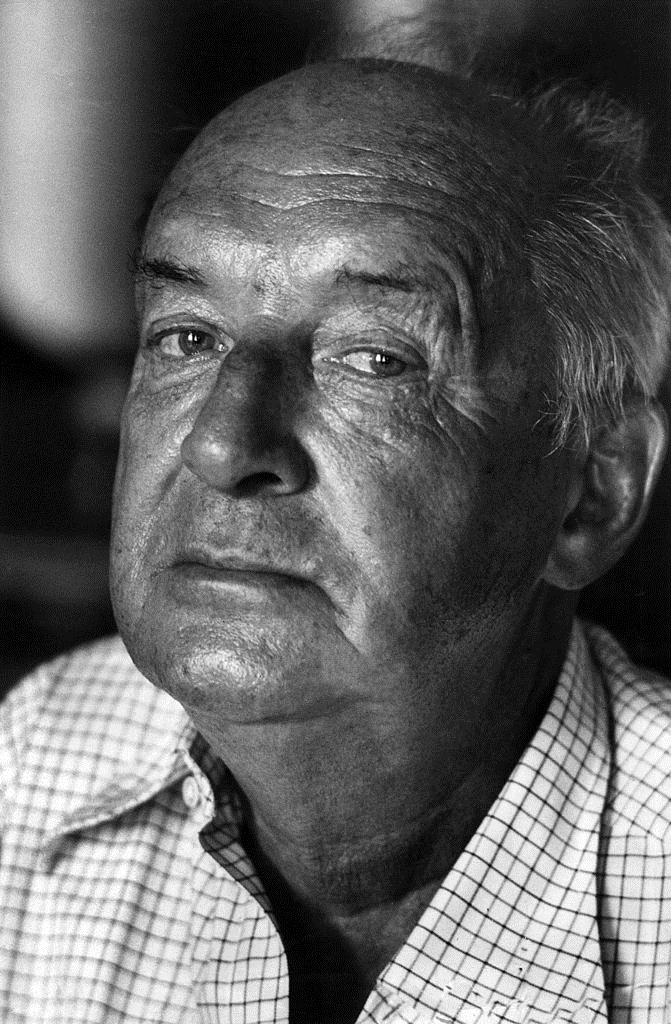
Vladímir Nabókov

Alhora, el primer període de la nova època soviètica es va caracteritzar per la gran proliferació de diversos corrents estètiques, veus poètiques i experiments literaris. En aquest temps van coexistir nombrosos grups literaris que van discutir, van rivalitzar i van canviar els seus membres, generalment, en un curt temps. Dins també de les Avantguardes històriques, va sorgir l'imaginisme rus, fundat per Vadim Xerxenévitx (1893-1942), que reivindicava la primacia de la imatge o metàfora sobre el símbol i la tornada a la poesia tradicional; va ser conreat per Borís Pasternak (la poesia destaca per sobre de la seva prosa), Serguei Iessenin, Riúrik Ívnev (1891-1981) i Anatoli Mariengof).
Els imaginistes provaven noves metàfores inesperades, i creien que la sorpresa de les imatges era l'objectiu final de l'art metafòric. Els talents de Iessenin i Borís Pasternak van arribar al seu cim. El corrent poètic prerevolucionari de l'acmeisme encara va continuar. Anna Akhmàtova encara va escriure poemes, tot i que les seves publicacions van ser escasses i més tard van cessar. A continuació apareix el futurisme rus i el cubo-futurisme (Hilaeia o "Guileia") (Vladímir Maiakovski, Velimir Khlébnikov, Borís Pasternak, Víktor Xklovski, Aleksei Krutxónikh (1886-1968)) van florir fins a cert temps. Van aparèixer nous grups com OBERIU (Nikolai Zabolotski, Daniïl Kharms) i els dadaistes "nitxevoki". Per primera vegada en la història de la humanitat, els escriptors van poder prendre part en la creació d'un món completament nou, i van aprofitar l'oportunitat. Per exemple, Velimir Khlébnikov va crear la poesia zaum rus: заумь poesia transmental (màgia, encantament a la manera dels bruixots asiàtics).

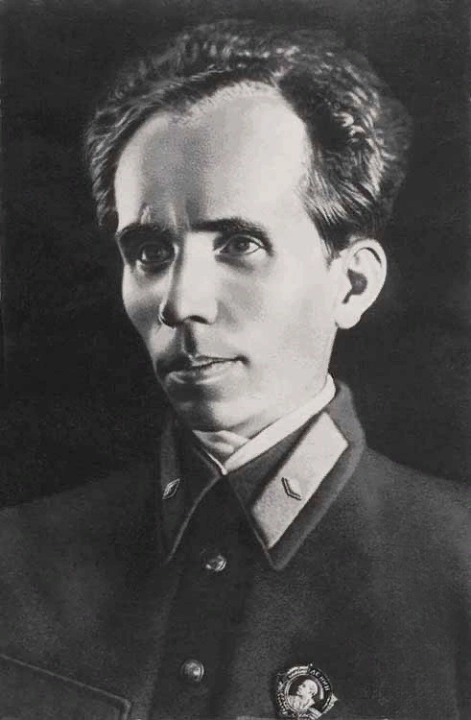
Nikolai Ostrovski
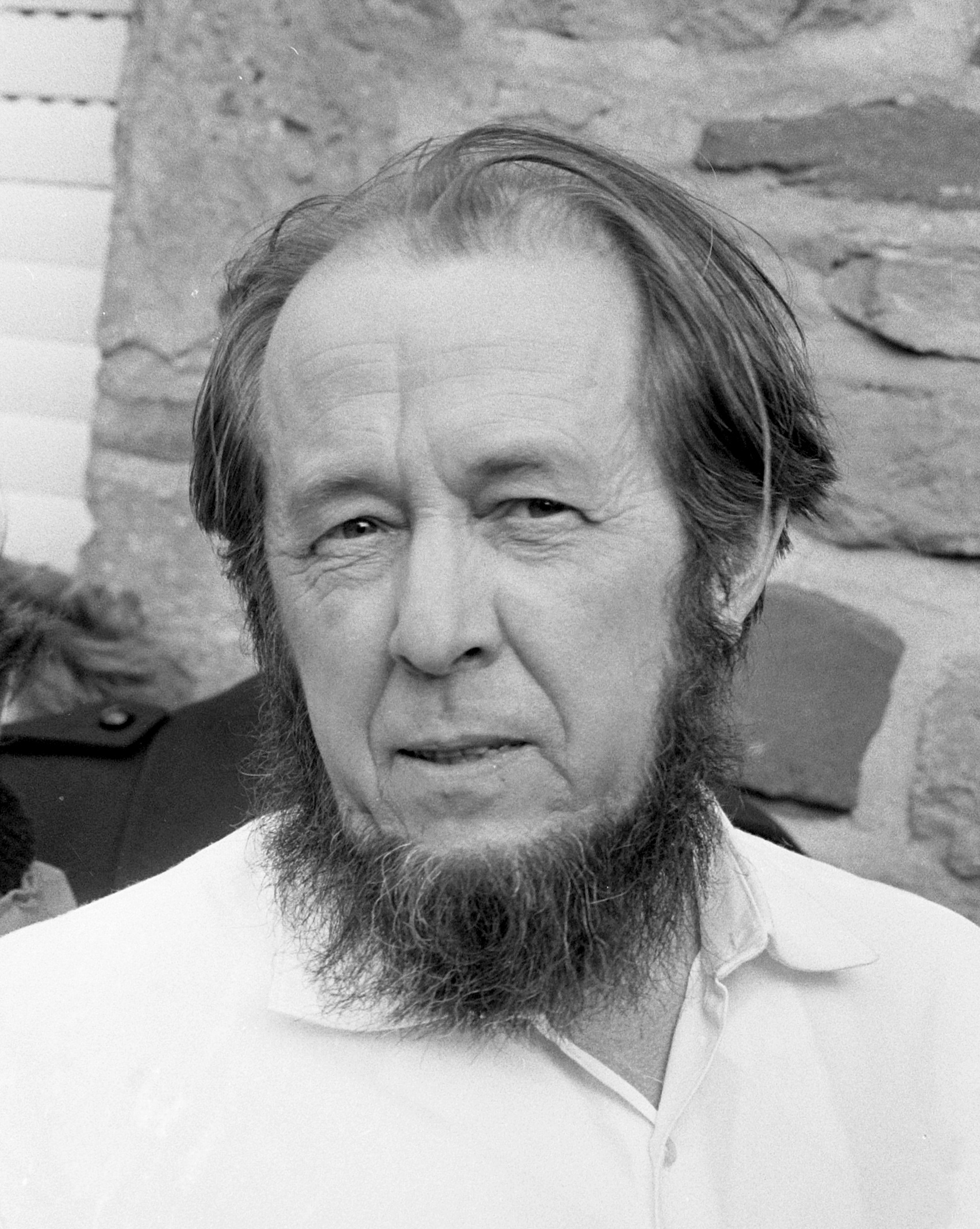
Aleksandr Soljenitsin
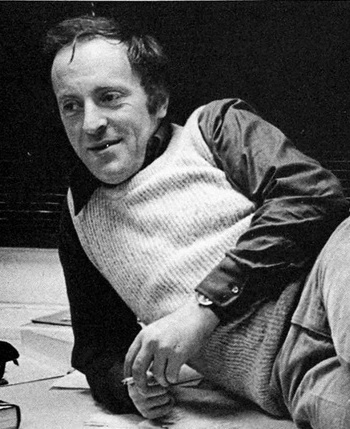
Joseph Brodsky

Cal esmentar la figura titànica del poeta i dramaturg Vladímir Maiakovski, el qual va posar el seu talent al servei de la Revolució. Marina Tsvetàieva va continuar en bona part la tradició de Akhmàtova i els seus poemes van ser l'última manifestació de l'Edat de Plata de la poesia russa. La poesia d'uns genis com Maiakovski, Iessenin, Akhmàtova, Pasternak, Tsvetàieva depassa els límits de grups o corrents literaris.
Fora d'aquests grups van existir també els famosos "germans Serapion" (Vsévolod Ivànov, Mikhaïl Slonimski (1897-1972), Mikhaïl Zósxenko, Veniamín Kaverin, Konstantín Fedin, Nikolai Tíkhonov), "Pereval" (encapçalat pel crític literari Aleksandr Voronski i incloent poeta Eduard Bagritski, escriptors Mikhaïl Prixvin i Andrei Platónov i molts altres), i associacions d'escriptors proletaris procomunistes - Proletkult, l'Associació d'escriptors proletaris de Rússia o RAPP (per exemple, Dmitri Fúrmanov, Aleksandr Fadéiev i molts altres), LEF (Vladímir Maiakovski, Óssip Brik, Nikolai Asséiev, Aleksei Krutxónikh, durant algun temps Borís Pasternak i alguns altres).
Aquests grups es diferencien dels anteriors pel següent:
Els germans Serapion i "Pereval" advocaven per uns valors humans en l'art universals i comuns a totes les nacions, mentre que altres grups com la RAPP i el LEF defensaven l'existència d'un criteri de classe social en literatura.
L'objectiu del grup LEF (Front Esquerrà de l'Art) i la seva homònima revista, com es va especificar en un dels primers números, era "revisar la ideologia i la pràctica de l'anomenat art d'esquerres, i abandonar l'individualisme per incrementar el valor de l'art per al desenvolupament del comunisme."
Membres de Proletkult i de la RAPP pensaven que literatura i art havien tingut un caràcter classista, i, consegüentment, les obres d'art creades per artistes no proletaris havien de ser abandonades i oblidades, perquè eren alienes a la nova societat i la "gent nova".
El constructivisme (1923-1930) (Ilià Selvinski (1899-1968); Vladímir Lugovskoi (1901-1957)) va glossar la transició de l'Estat capitalista al socialista i el triomf del proletariat i va ser la primera estètica lírica pròpia de la proletkult o "cultura proletària"; aquesta pretenia crear un art essencialment proletari i que exaltés el treball col·lectiu; els poetes canten a la Revolució, a les màquines i als obrers. Els membres de "Pereval", al contrari, van proclamar que la funció principal de l'art era el coneixement del món, el mèrit principal d'una obra literària no és el contingut classista, sinó la qualitat artística; proclamaven la continuïtat de l'art des dels temps antics fins a l'època present.
Des de 1925 s'enfronten dos bàndols literaris: els agrupats en l'Associació d'Escriptors Proletaris de Rússia, coneguda per l'abreviatura de RAPP, amb el suport de l'Estat, i els que aquests anomenen popúttxiki o companys de ruta, escriptors que van assistir i van acompanyar a la revolució. Els ràppovtsi lluiten contra el grup dels "germans Serapion", contra els constructivistes i contra les diverses escoles d'avantguarda, inclòs el grup LEF, i reclamen una literatura menys formalista i més vulgar i assequible a les masses en fons i forma.

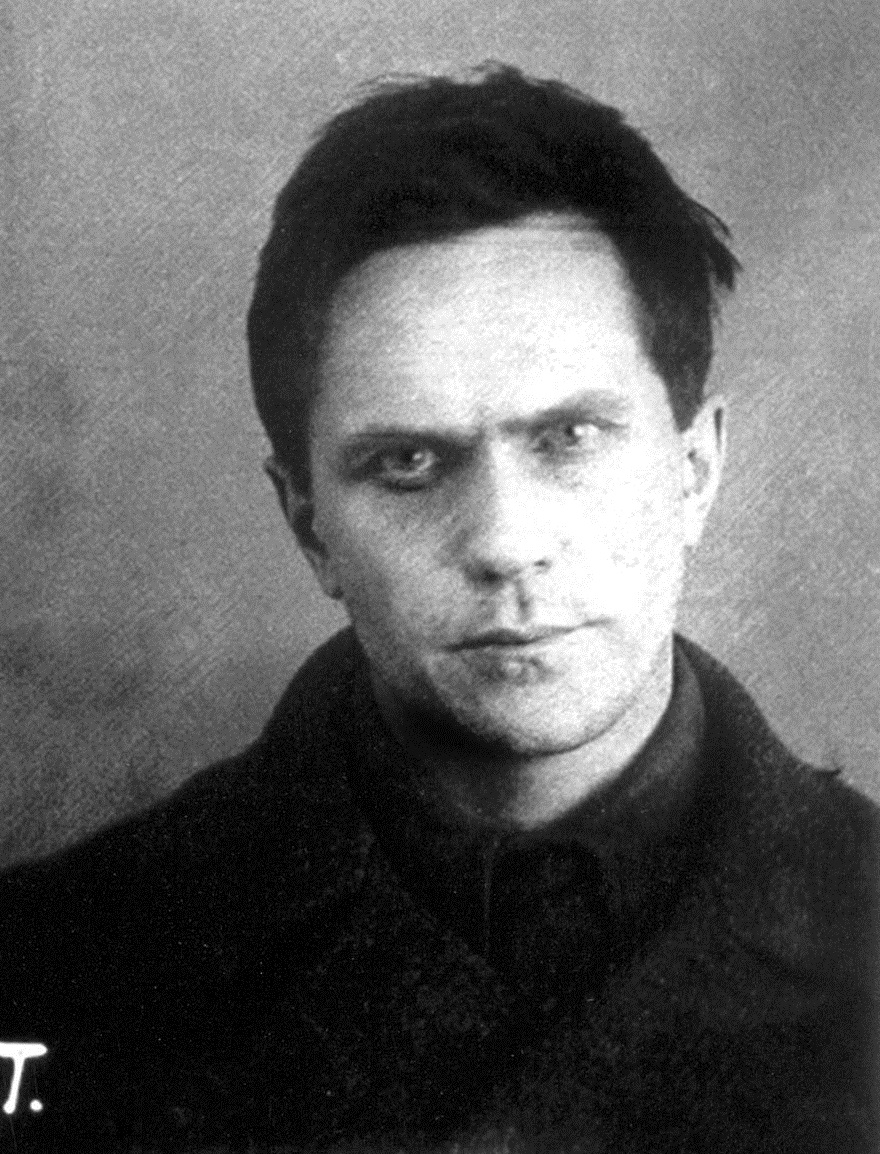
Varlam Xalàmov
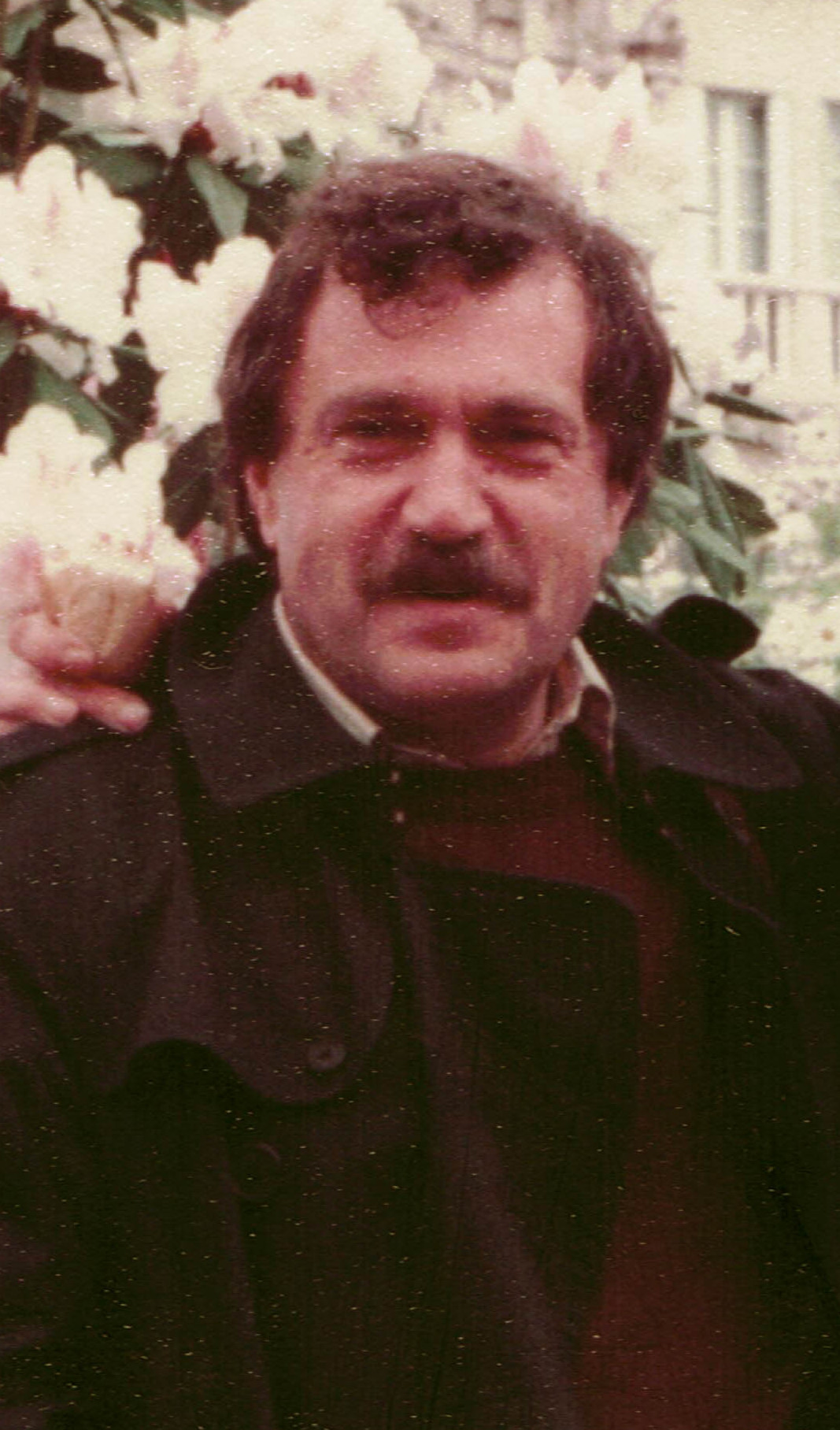
Vassili Aksiónov
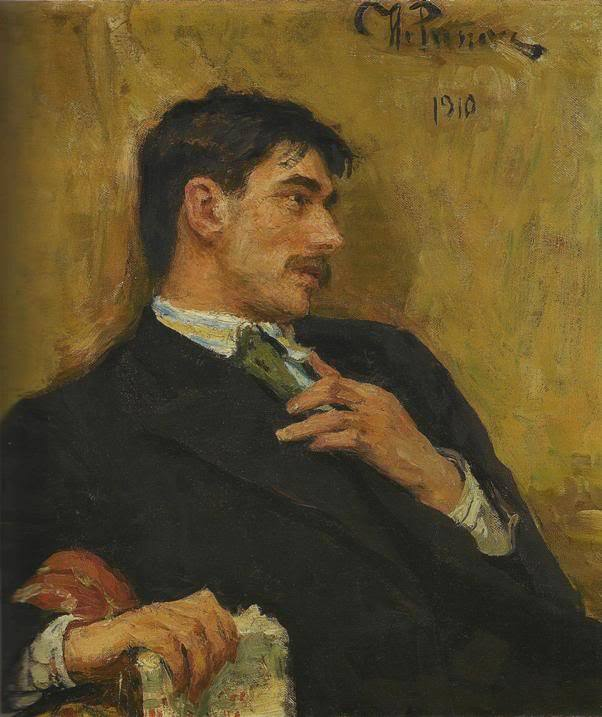
Kornei Txukovski
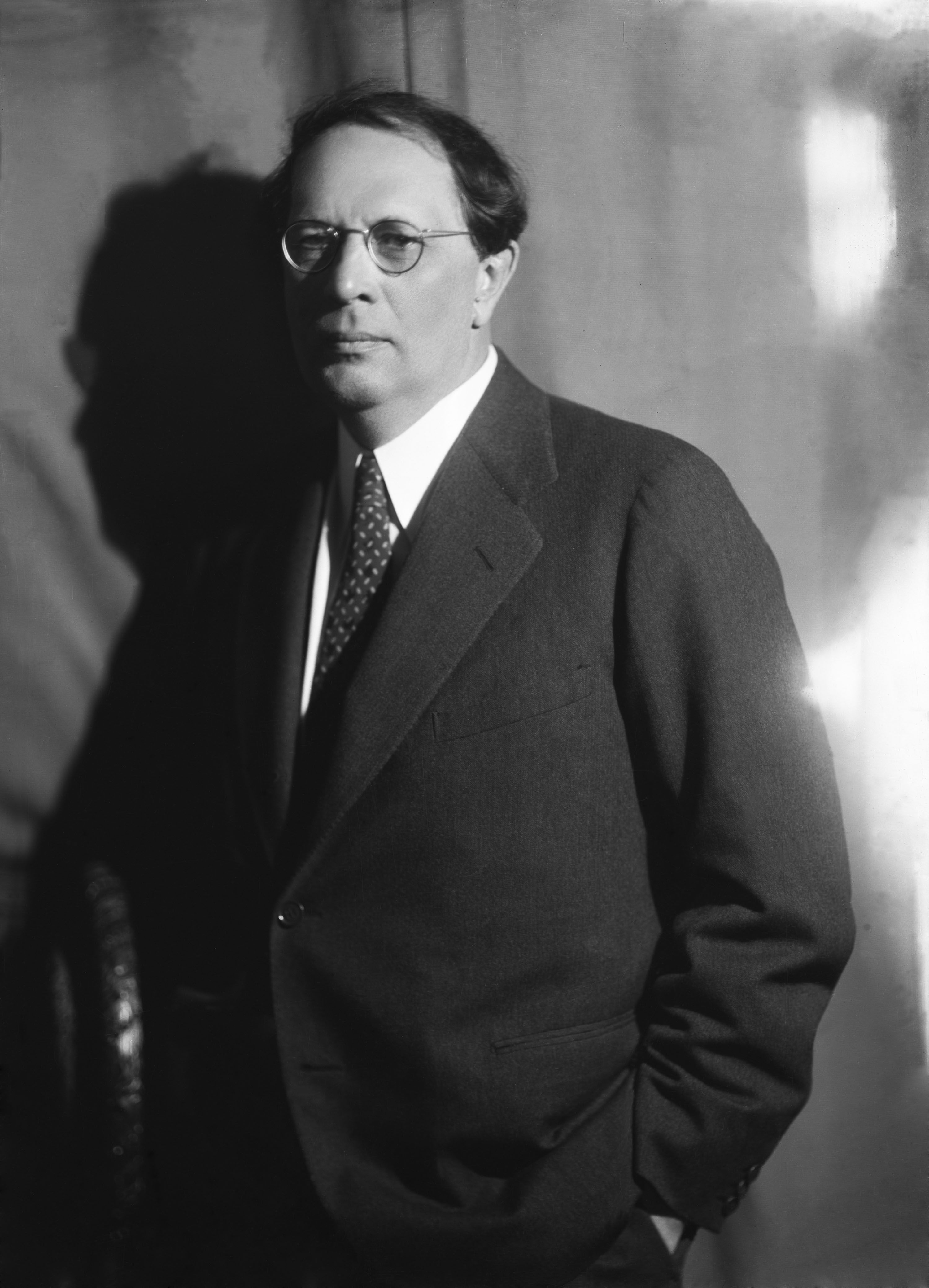
Aleksei Tolstoi
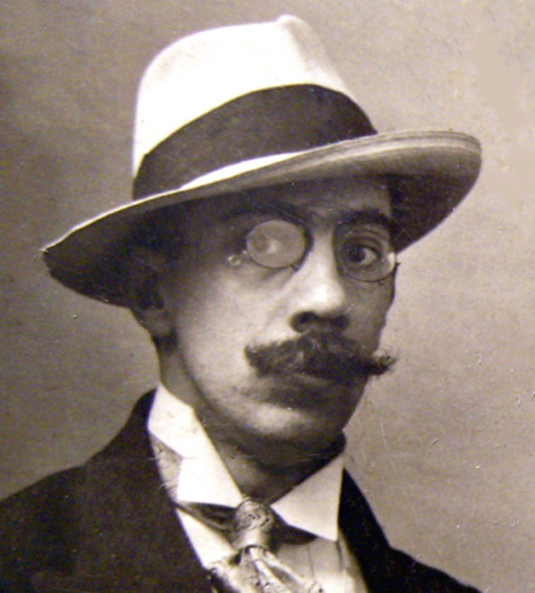
Aleksandr Beliàiev

Amb tot, el 1932, totes les associacions artístiques van ser prohibides i, el 1934, els escriptors van rebre la "proposició" d'incorporar-se a la Unió d'Escriptors Soviètics, i va començar l'administració burocràtica al món literari. Als anys trenta, Rússia va ser aïllada del món sencer per un teló d'acer, i va començar l'extermini físic dels escriptors i artistes desagradables per al règim, sense que fos possible cap altra emigraсió.
A partir d'aquest moment en la literatura russa s'instaura l'anomenat realisme socialista. Els principals representants del corrent són Maksim Gorki, Mikhaïl Xólokhov, Aleksei Nikolàievitx Tolstoi, Konstantín Fedin); el normativisme propugna una utopia social; allò social és superior a allò que és personal; la realitat ha de ser menyspreada i destruïda per un bell avenir. El representant principal del corrent és Aleksandr Fadéiev). El modernisme o postrealisme (buscant el sentit de la vida humana en l'horror existencial dek món), aquesta oposició de l'home i caos, se sent com a tràgica, però revela l'essència de l'home i el seu preu) (Ievgueni Zamiatin, Iuri Oleixa, Borís Pilniak, Andrei Platónov). Ells van continuar les tradicions del modernisme de l'Edat de Plata i van afirmar el dret de l'home a la vida privada. En 1932 va aparèixer el nou terme "realisme socialista", que fusionava les idees del realisme nou i normativisme.

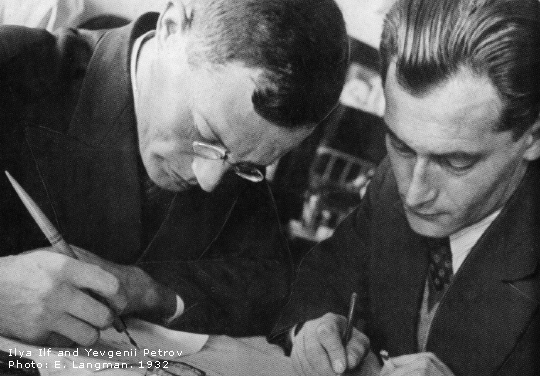
Ilià Ilf i Ievgueni Petrov
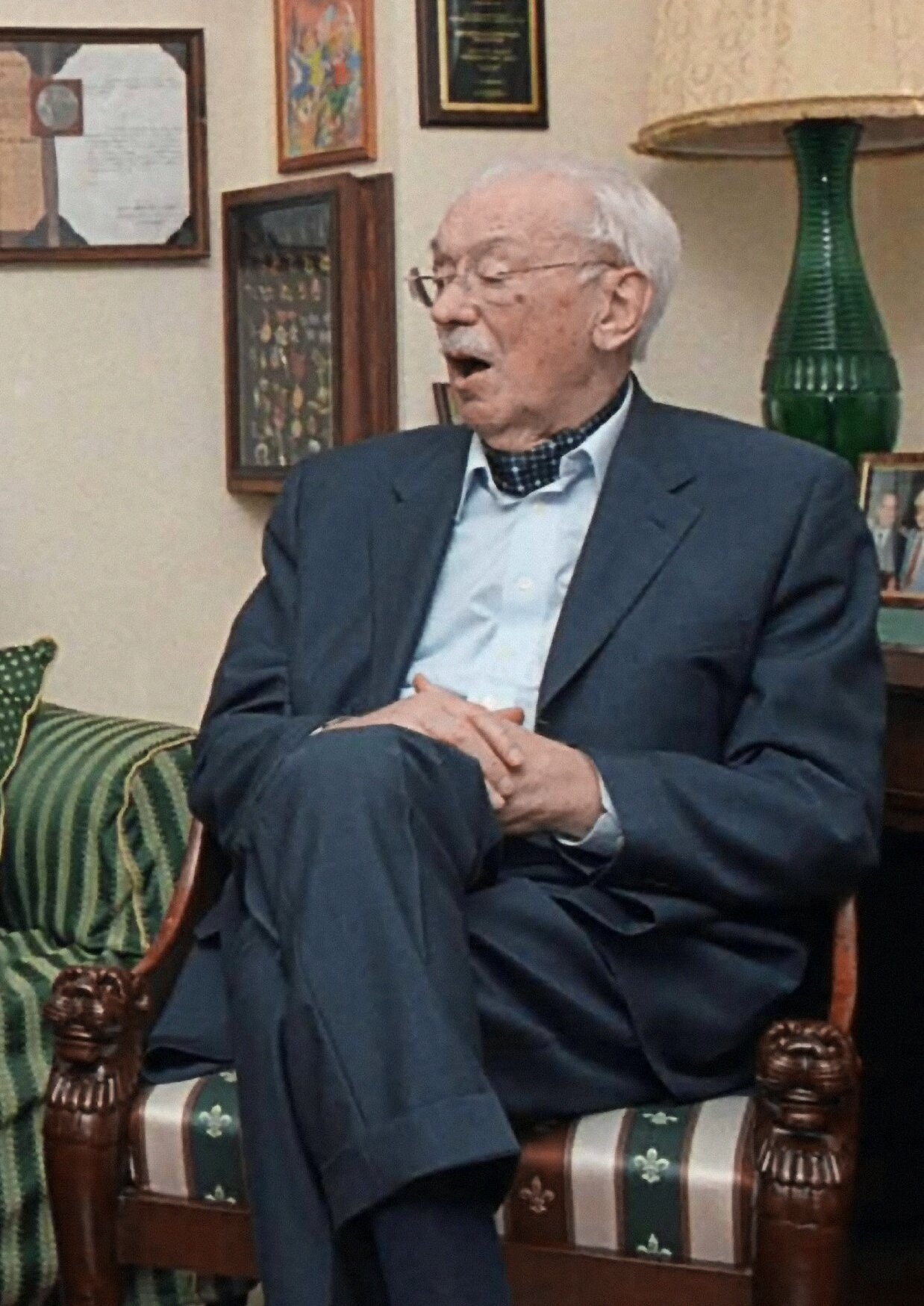
Serguei Mikhalkov
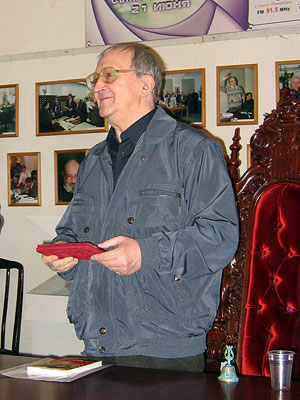
Borís Strugatski
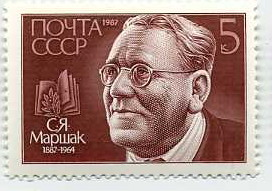
Samuïl Marxak
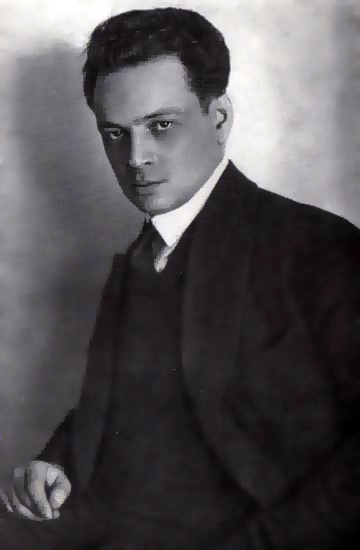
Iuri Tiniànov

No obstant això, entre els escriptors prosistes més destacats del temps (els anys 20-30) es poden esmentar: l'escriptor i publicista Ilià Ehrenburg, els prosistes Maksim Gorki, Borís Pilniak, M. Aguéiev, Mikhaïl Bulgàkov, Olga Forx, Aleksei Nikolàievitx Tolstoi, Konstantín Fedin, Andrei Platónov, Borís Lavreniov, Iuri Oleixa, Valentín Katàiev, Veniamín Kaverin, Pàvel Bajov, Borís Xerguin, Gleb Alekséiev, satiristes i humoristes Mikhaïl Zósxenko, Ilf i Petrov, escriptors que en essència descrivien els actes de l'Exèrcit Roig en la Guerra Civil Russa, com ara Isaak Bàbel, Dmitri Fúrmanov, Aleksandr Fadéiev, Nikolai Ostrovski, Aleksandr Serafimóvitx, escriptors de ciència-ficció i ficció social com Aleksandr Beliàiev, Ievgueni Zamiatin, Vladímir Obrutxev, Aleksandr Txauanov, el tràgic i romàntic Aleksandr Grin. Van aparèixer escriptors que descrivien la vida rústica i la naturalesa de Rússia, per exemple Mikhaïl Prixvin, Ievgueni Txaruixin. Alguns escriptors van conrear la literatura infantil i juvenil - com ara les obres de Kornei Txukovski, Arkadi Gaidar, Lev Kassil, Andrei Nekràssov, poemes de Samuïl Marxak, Serguei Mikhalkov figuren entre els llibres infantils més predilectes. La novel·la històrica va ser desenvolupada per Vassili Ian, Aleksei Nóvikov-Priboi, Serguei Serguéiev-Tsenski, Anatoli Stepànov, Iuri Tiniànov, Viatxeslav Xixkov, Maria Màritx. Aquests escriptors exploraren les relacions entre la història i la persona, tot analitzant el paper de persona en la història. Els més coneguts dramaturgs del període són Nikolai Pogodin, Vsévolod Vixnevski.
Als anys 30 van aparèixer els primers poemes d'Aleksandr Tvardovski i Mikhaïl Issakovski.

### 1941-1953
En 1941 va començar la Gran Guerra Pàtria. Van aparèixer nous talents, com ara Aleksei Surkov, Konstantín Símonov, Emmanuïl Kazakévitx, Ióssif Utkin, Borís Polevoi i Vera Panova, que van escriure sobre la tragèdia de la guerra i sobre les gestes i esforços dels soldats soviètics en la seva lluita a mort contra el feixisme; Vera Ínber i Olga Bergholz, que van sobreviure al Setge de Leningrad i van descriure els 900 dies heroics i tràgics; Pàvel Antokolski, Aleksandr Tvardovski, Mikhaïl Issakovski, Andrei Platónov, Borís Pasternak, Mikhaïl Xólokhov, Anna Akhmàtova i Ilià Ehrenburg van emprendre la defensa de Rússia, contra la inhumanitat de feixisme. Molts escriptors van morir en els fronts de la guerra o van morir de fam i fred.
Durant aquella època, la major part dels escriptors emigrats van abraçar temporalment la causa de Rússia donades les difícils circumstàncies que travessava el país.
En aquest període va tornar a la literatura russa l'home corrent com a personatge literari: herois modestos i de caràcter contradictori.
Les millors obres del període són "Vassili Tiorkin", d'Aleksandr Tvardovski; "El Dom afable", de Mikhaïl Xólokhov; "El fill del regiment", de Valentín Katàiev; "La Guàrdia Jove", d'Aleksandr Fadéiev; "Invasió" i "El cotxe d'or", de Leonid Leónov; "L'estrella", d'Emmanuïl Kazakévitx; el poema "Meridià de Púlkovo", de Vera Ínber; "El relat d'un veritable home", de Borís Polevoi; el drama "La gent russa"  i els llibres de poemes  "Amb tu i sense tu"  i  "Guerra" , de Konstantín Símonov; el poema "Fill", de Pàvel Antokolski, "Zoia", de Margarita Aliguer; la peça de teatre "Drac", de Ievgueni Schwartz; i la novel·la històrica  "Rússia jove", de Iuri Guerman.
Després de la guerra, les autoritats van exercir una dura repressió, i fins a la defunció de Stalin l'Estat va intervenir freqüentment en la creació literària.

### La literatura del "desglaç" (1953-1968)
El període comença amb la mort de Ióssif Stalin i el Desglaç de Khrusxov i s'acaba amb la fi de la Primavera de Praga. Aquest període es caracteritza per la renúncia gradual del "realisme socialista" com un mètode de literatura, el procés literari divers i saturat, i la tornada als valors humans perpetus.

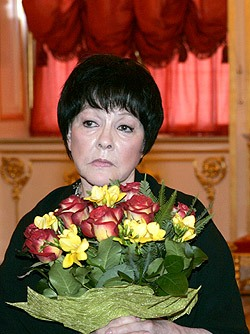
Bel·la Akhmadúlina

La cèlebre novel·la "Doctor Givago" de Borís Pasternak, la publicació de la qual va estar prohibida a l'URSS fins al 1988, va ser publicada per primera vegada a Milà el 1957 en la seva versió en llengua italiana. Els poetes prohibits de L'Edat de Plata Russa i dels anys vint, incloent Iessenin, Zamiatin i Nabókov, van recobrar gradualment els seus lectors.
En poesia, podem parlar de nous corrents i grups:
- L'anomenada poesia dels estadis, els representants de la qual són Ievgueni Ievtuixenko, Andrei Voznessenski, Róbert Rojdéstvenski i Bel·la Akhmadúlina. Aquests poetes busquen la vida i la poesia que qualifiquen de consciència, delicadesa, fermesa de l'ànima, energia, i la veritat de la vida. La seva poesia va ser social, dirigida principalment als joves dels anys seixanta, que anhelaven canvis profunds.

- Els «poetes amb guitarra» (com Bulat Okudjava o Iuli Kim), que cantaven la «romança de les ciutats», proclamaven humanitarisme, delicadesa, atenció a la vida quotidiana amb la seva comèdies i tragèdies privades, i els "bards amb motxilles" (Iuri Kukin, Ievgueni Kliatxkin, Aleksandr Gorodnitski, Iuri Vízbor entre d'altres) van instar a la vida independent, a dur a la pràctica valors romàntics com la fugida de les ciutats confortables a la vida al si de la natura, on un home és més lliure que a la ciutat i prova la seva força i capacitat de romandre viu i determina els seus recursos interiors.

Aquests corrents també advocaven per valors romàntics com l'amistat, el socors mutu, la responsabilitat personal i individual de cada home vivint per al mal del món, advocaven pel caràcter ardent, maximalisme moral, renunciant a tot compromís moral, tant en la vida social com en la privada.
- Els poetes baixos representats, en primer lloc, per Nikolai Rubtsov amb el seu interès per la vida en el llogaret, les arrels morals i històriques de la nació, la tradició, la naturalesa i la filosofia popular.

- La neovanguardia o neofuturisme (Vladímir Kazakov, Víktor Sosnora, Guennadi Aigui entre d'altres) i el Grup de Lianózovo (neo-OBERIU) (Oleg Grigóriev, Ígor Kholin, Vsévolod Nekràssov) que van traçar els camins cap al conceptualisme.

Pel que fa a la prosa, algunes notables novel·les èpiques van ser escrites a finals del realisme socialista -  "Els vius i els morts" (Jivie i miórtvie), la trilogia de Konstantin Símonov (durant els anys seixanta es van publicar les primeres dues parts), "El destí d'un home" (Sudbà txeloveka ) de Mikhaïl Xólokhov, "Vida i destí" (Jizn i sudbà) de Vassili Grossman.
Va sorgir una nova tendència cap a la representació de la Gran Guerra Pàtria - la suposada "prosa lírica del front" o "prosa de soldats". Els principals representants d'aquesta tendència són Iuri Bóndarev, Grigori Baklanov, Víktor Astàfiev. Van plantejar la qüestió del preu d'una sola vida humana durant la guerra entre els munts de víctimes i pèrdues, es van dirigir als valors humans i van estudiar els secrets del decaïment moral d'un home per les condicions inhumanes de la guerra.
Altres corrents de prosa són:
- Prosa del llogaret - "Germans i germanes" (Bratia i siostri) de Fiódor Abràmov, les primeres col·leccions de contes de Vassili Xukxín i les primeres novel·les de Piotr Proskurin.
- Neosentimentalisme o realisme clàssic (el seu màxim exponent és Iuri Kazakov) que tenia com a fi la representació minuciosa dels moviments de l'ànima, psicologia intensa.
- Movisme (movizm) de Valentín Katàiev.
- Postrealisme -  "Un dia en la vida d'Ivan Deníssovitx", "El primer cercle" , "El pavelló del càncer" d'Aleksandr Soljenitsin o els primers llibres de Varlam Xalàmov.
- Realisme fantàstic, els representants del qual són Andrei Siniavski (Abram Terts) i Iuli Daniel (Nikolái Arzhak).

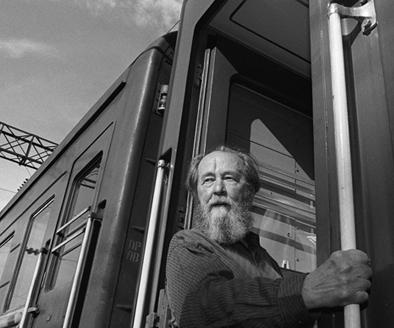
Aleksandr Soljenitsin

Podem esmentar així mateix obres d'escriptors pertanyents a altres cultures nacionals, però que també escrivien en rus com són el gran escriptor en rus i en kirguís Txinguiz Aitmàtov i el belarús Vassil Bikau. Les seves obres es van convertir en part orgànica de la literatura russa.
La ciència-ficció russa arriba a un nou nivell en els anys seixanta amb les novel·les gairebé propagandístiques d'Ivan Iefrémov i els primers llibres d'Arkadi i Borís Strugatski.
En la literatura propagandística, destaquen els llibres de Valentín Katàiev dels anys seixanta i "La Fortalesa de Brest" (Bréstskaia Krepost) de Serguei Smirnov.
Quant a la literatura infantil i juvenil està representada per les obres d'Àgnia Bartó, Vitali Gubarev, Nikolai Nóssov, Lev Daviditxev, Borís Zakhoder, Anatoli Ribakov, Valeri Medvédev o Ievgueni Veltístov.
En dramatúrgia, els seus majors exponents del període són Aleksandr Vampílov, Ievgueni Schwartz, Víktor Rózov, Aleksei Arbúzov.

### La literatura dels anys 70 (1968 - mitjans dels 80)
El període convencionalment comença amb el final de la Primavera de Praga i conclou a mitjans dels vuitanta amb els símptomes d'agreujament de la crisi de l'estat soviètic i de la ideologia soviètica .
En poesia pot parlar-se dels següents nous corrents i grups:
• Neoacmeisme, els principals representants són Arseni Tarkovski, Semion Lipkin, i Bel·la Akhmadúlina, que continua la tradició filosòfica, complexa i refinada de l'Edat de Plata. Aquests autors van proclamar vincles personals universals amb tot al món, provaven imatges de la cultura i el seu paper en la formació i 'manteniment' d'una personalitat humana.

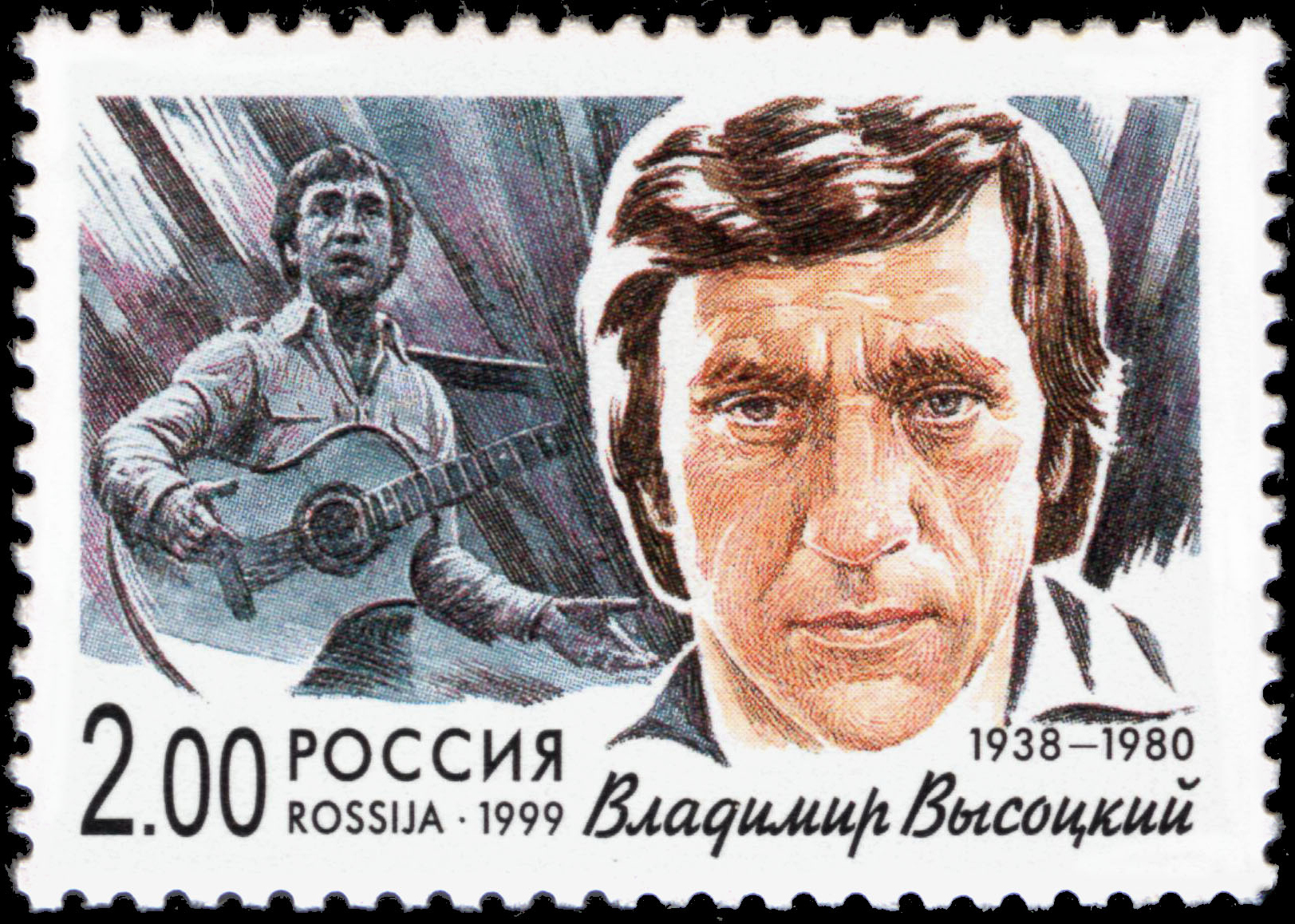
Vladímir Vissotski

• Els poetes amb 'guitarres'- Vladímir Vissotski, Aleksandr Gàlitx, Iuli Kim. Aquests poetes van utilitzar sovint allò grotesc com a mitjà per criticar la vida contemporània, tot i que de vegades la seva poesia està marcada per un lirisme tràgic sense precedents, així com pel psicologisme i la identificació total amb els herois dels seus versos (soldats de la Gran Guerra Pàtria, artistes, gamberros (Vissotski)). Aquests poetes van ser la consciència del país durant els anys setanta. Gàlitx va ser obligat a emigrar i Vissotski va morir prematurament.
• El corrent dels `poetes baixos' fou continuat, en primer lloc, per Iuri Kuznetsov, el qual, a la seva obra, va explorar la tragèdia del medi rural tradicional rus, la seva vida i els seus valors, i la seva destrucció gradual. La seva poesia està marcada per un lirisme melancòlic i per la recerca de Déu en la vida quotidiana.
• Neovanguàrdia  - Neofuturisme (Vladímir Kazakov, Víktor Sosnora, Guennadi Aiguí) i Grup de Lianózovo (neo-OBERIU) (Oleg Grigóriev, Ígor Kholin, Vsévolod Nekràssov), que van obrir un camí cap al conceptualisme, continuant la seva recerca creativa.
• Primers versos de poetes de rock rus (principis dels anys 80) - 'joves enfadats', que lluitaven pel seu dret a ser diferents, tenir les seves opinions, la seva estètica i el seu estil que eren diferents del punt de vista oficial.
Es pot esmentar també Ígor Guberman, un distingit poeta, que també va utilitzar la sàtira en la seva poesia. Les seves mordaços quartetes satíriques van fer d'ell una persona non grata a l'URSS i va haver d'emigrar a Israel.
De la mateixa manera cal fer esment del corrent poètic anomenat neoromanticisme, practicat per cantautors i poetes com Bulat Okudjava, Iuri Vízbor, Ievgueni Batxurin, Aleksandr Dolski, Iunna Mórits, etc. La seva poesia era una poesia 'baixa', intel·lectual, de vegades trista i irònica, intel·ligent, molt lírica. En la seva major part es va manifestar en forma de cançons, que són conegudes i valorades fins ara.
Ievgueni Ievtuixenko i Andrei Voznessenski van continuar escrivint, però la seva poesia va tenir menor ressonància que en la dècada de 1960.
En prosa, cal destacar l'evolució o desintegració gradual del realisme socialista i el retorn al realisme crític.
• Apareix llavors un nou corrent en prosa, l'anomenada 'epopeia popular' (Anatoli Ivanov amb la seva obra "La crida perpètua", Piotr Proskurin, Fiódor Abràmov). Aquestes obres estudiaven les vides d'algunes generacions de famílies russes, en el fons famílies camperoles i les seves destinacions en la Rússia 'emprenyada' per la Revolució i martiritzada a la Gran Guerra Pàtria i en la vida quotidiana moderna. Aquests escriptors examinaven el nervi moral i els valors espirituals que van permetre a la gent sobreviure i vèncer en la guerra, però ells no idealitzen la gent. Aquests escriptors van ser els primers a veure que la vida sadollada porta els seus propis perills - 'insuficiència cardíaca', recerca de profit, oblit de valors eterns, sordesa moral. Afí al corrent és la 'prosa del llogaret' els principals representants de la qual són Vassili Belov, Valentín Rasputin, Víktor Astàfiev, Vassili Xukxín, amb seus herois que busquen intensament 'alguna cosa més', el sentit de la vida, la justificació de la seva existència.
• La prosa de guerra està representada per les obres de Borís Vassíliev, Vitali Zakrutkin, Víktor Astàfiev, Iuri Bóndarev i Viatxeslav Kondràtiev. Els escriptors intentaven descobrir què va fer que la gent continués sent humana enmig de la carnisseria sagnant de la guerra, i retien homenatge a les gents senzilles que no es van permetre a si mateixes de convertir-se en inhumanes.
• Pot esmentar-se també el desenvolupament subsegüent del movisme (rus: мовизм movizm) representat per les més avançades i més madures obres de Valentín Katàiev. El mauvism és una barreja interessant amb parts quasi-documentals, visions, somnis amb el moviment lliure a través del temps en totes les direccions.

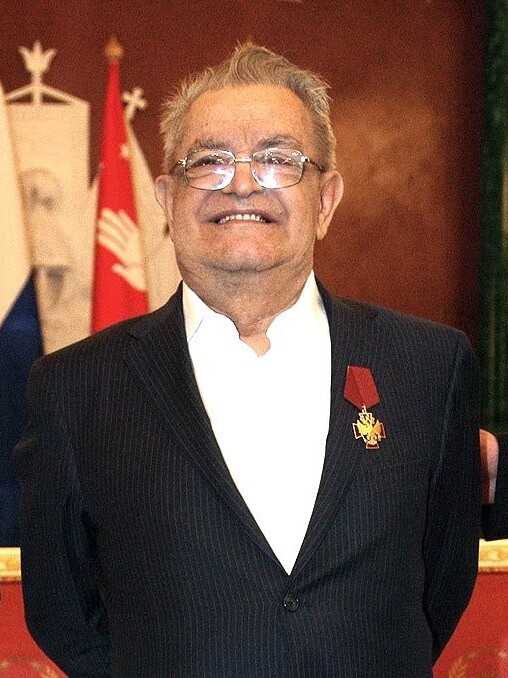
Fazil Iskander

És fa difícil etiquetar els prosistes de l'època com a partidaris d'un corrent literari concret. No obstant això, poden destacar-se escriptors notables com ara Vladímir Voinóvitx, Fazil Iskander i Vassili Aksiónov, els que van preferir el gènere satíric per als seus estudis de l'absurd dels mites totalitaris, l'avançat Iuri Trífonov i Gavriïl Troiepolski, que en la seva obra Bim blanc, orella negra rus: Белый Бим Чёрное ухо Beli Bim txornoie ukho revelava i estudiava la sordesa moral i la depreciació de valors en la vida quotidiana, Vladímir Tendriakov i Iuri Dombrovski amb la seva valent revelació de la injustícia del règim soviètic amb mètodes gairebé realistes però usant paràboles, el postrealisme místic de Vladímir Orlov i Anatoli Kim. El tema d'"Arxipèlag Gulag" està estudiat més profundament per Aleksandr Soljenitsin i Varlam Xalàmov. La prosa històrica del període està representada per les novel·les de Valentín Pikul, Dmitri Balaixov, Aleksei Iúgov, que van estudiar el progrés històric de Rússia.
Va aparèixer un nou corrent literari en prosa, la suposada prosa pedagògica. Són novel·les i contes que examinen la psicologia dels adolescents, com es fan grans i 'els problemes de la seva socialització i del seu contacte personal i tracte amb els adults. Aquestes obres també plantegen una qüestió de la responsabilitat dels adults per al fiasco i la falta de valors espirituals dels adolescents. Aquest corrent és representada per les obres de Albert Likhànov, Simin Solovéitxik, Borís Vassíliev i Vladímir Jeléznikov.
Es pot dir que el període va estimular el postmodernisme rus literari, i els escriptors postmodernistes més notables del període són Venedikt Ieroféiev, Saixa Sokolov i Andrei Bitov.
És també una època d'abundant producció de ciència-ficció social i filosòfica, amb obres madures d'Arkadi i Borís Strugatski, Olga Lariónova, Kir Bulitxov, Séver Gansovski, i la ciència-ficció espacial de Serguei Snégov. Aquestes obres analitzen la naturalesa humana extemporània, plantegen qüestions filosòfiques i examinen diferents models socials.
Pel que fa a la literatura infantil i juvenil, està representeada per les obres de Vladislav Krapivin, Kir Bulitxov i Eduard Uspenski, l'autor de Txeburaixka.
Els millors dramaturgs de l'època van ser Aleksandr Vampílov, Grigori Gorin, Aleksandr Gelman, Edvard Radzinski, Gueorgui Polonski, Aleksandr Volodin i Mikhaïl Xatrov.
La literatura en rus del període creada per escriptors pertanyents a altres cultures nacionals està representada per les obres madures del kirguís Txinguiz Aitmàtov i d'escriptors belarussos - Vassil Bikau, el mateix que per a la nova prosa documental d'Alés Adàmovitx i la prosa de guerra confessional i de multitud de veus de Svetlana Aleksiévitx, guardonada amb el Premi Nobel de Literatura en 2015. Les seves obres no només es van convertir en un tresor de la literatura en rus sinó que van influir fortament sobre la literatura russa.

## Era postsoviètica
Les darreries del segle xx s'han manifestat com un període difícil per a la literatura russa, amb poques veus relativament diferenciades. Entre els autors més coneguts d'aquest període es poden citar Víktor Pelevin, que va guanyar popularitat amb els primers contes i novel·les, a continuació, el novel·lista i dramaturg Vladímir Sorokin, i el poeta Dmitri Prígov.
Una tendència relativament nova en la literatura russa és que les dones que escriuen contes; per exemple Tatiana Tolstaia o Liudmila Petruixévskaia, i les novel·listes Liudmila Ulítskaia o Dina Rúbina han arribat a ser força destacades.
Les històries de detectius i els thrillers s'han revelat com a gèneres molt exitosos en la nova literatura russa; de la sèrie detectivesca dels 90, escrita per Aleksandra Marínina, Polina Dàixkova i Daria Dontsova es van publicar milions d'exemplars. En la dècada següent, un autor més culte, Borís Akunin amb la seva sèrie sobre el detectiu del segle xix Fandorin Erast es va convertir en molt popular.
La literatura fantàstica i la de ciència-ficció segueixen segueix estant entre les més venudes, amb autors com Serguei Lukiànenko, Nik Perúmov i Maria Semiónova. Una bona part de la ciència-ficció moderna de Rússia es produeix a Ucraïna, especialment a Khàrkiv, la llar de H.L. Oldie, Aleksandr Zóritx, Marina i Serguei Diatxenko, Iuri Nikitin i Andrei Valentínov. Una contribució significativa a la literatura de terror de Rússia s'ha fet per un altre escriptor ucraïnès, Andrei Dàixkova.
La tradició de la novel·la clàssica de Rússia segueix amb autors com Mikhaïl Xixkin i Vassili Aksiónov.
Els principals poetes de la generació jove són, possiblement, Dmitri Vodénnikov i Andrei Rodiónov, famosos no només pels seus versos, sinó també per la seva capacitat artística de recitar.

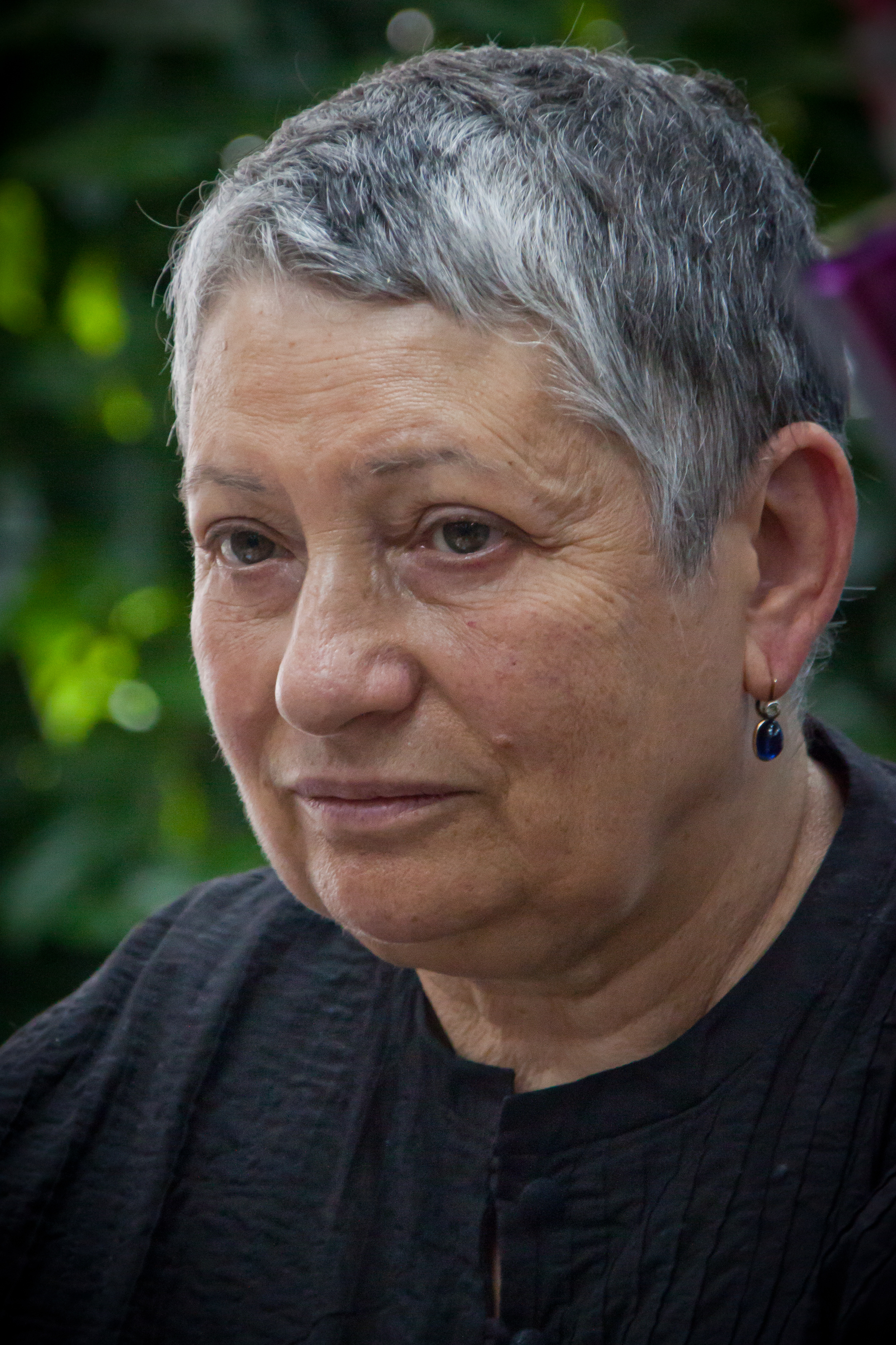
Liudmila Ulítskaia
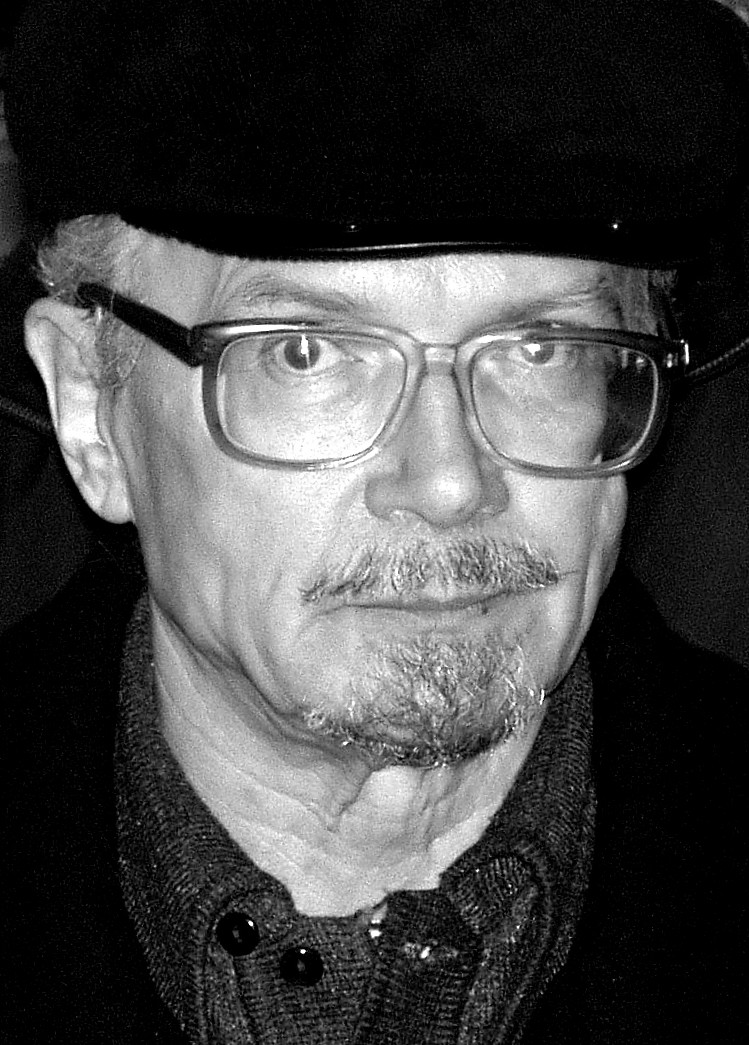
Eduard Limónov
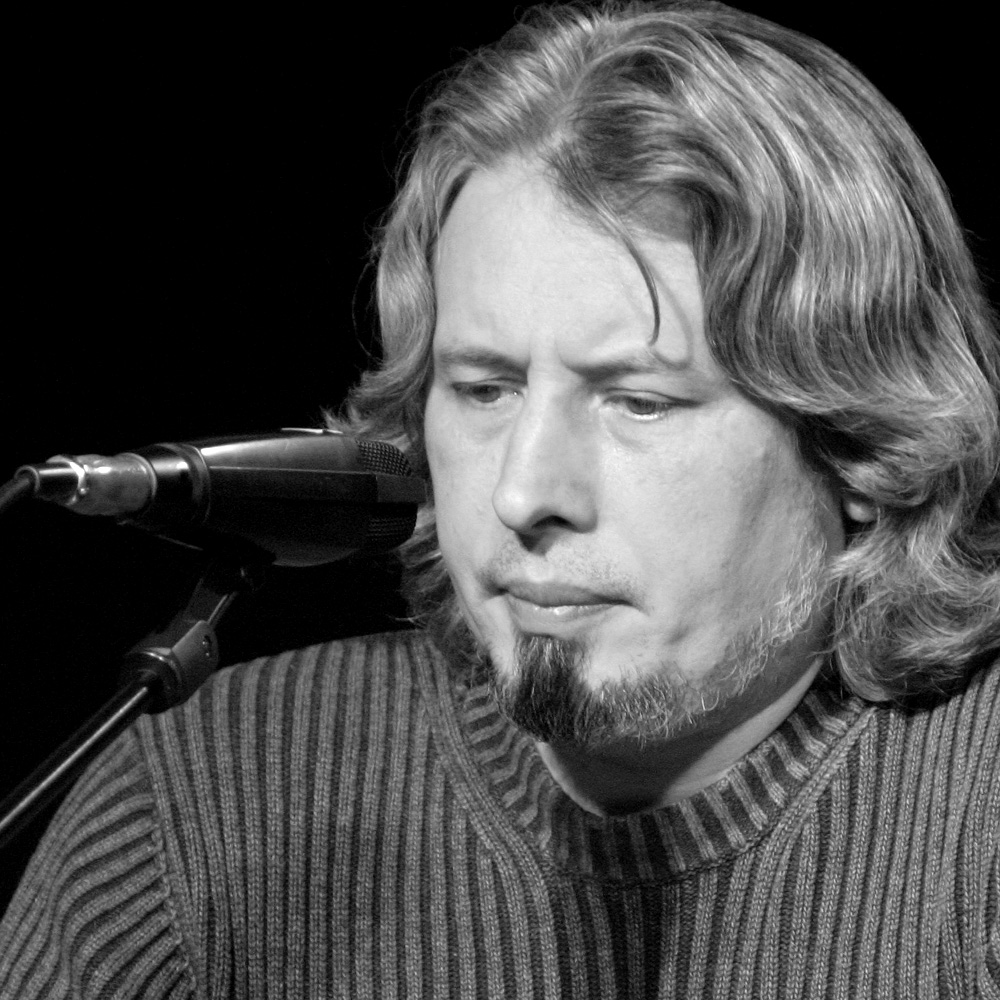
Vladímir Sorokin
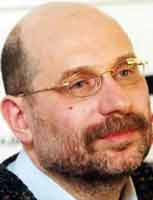
Borís Akunin
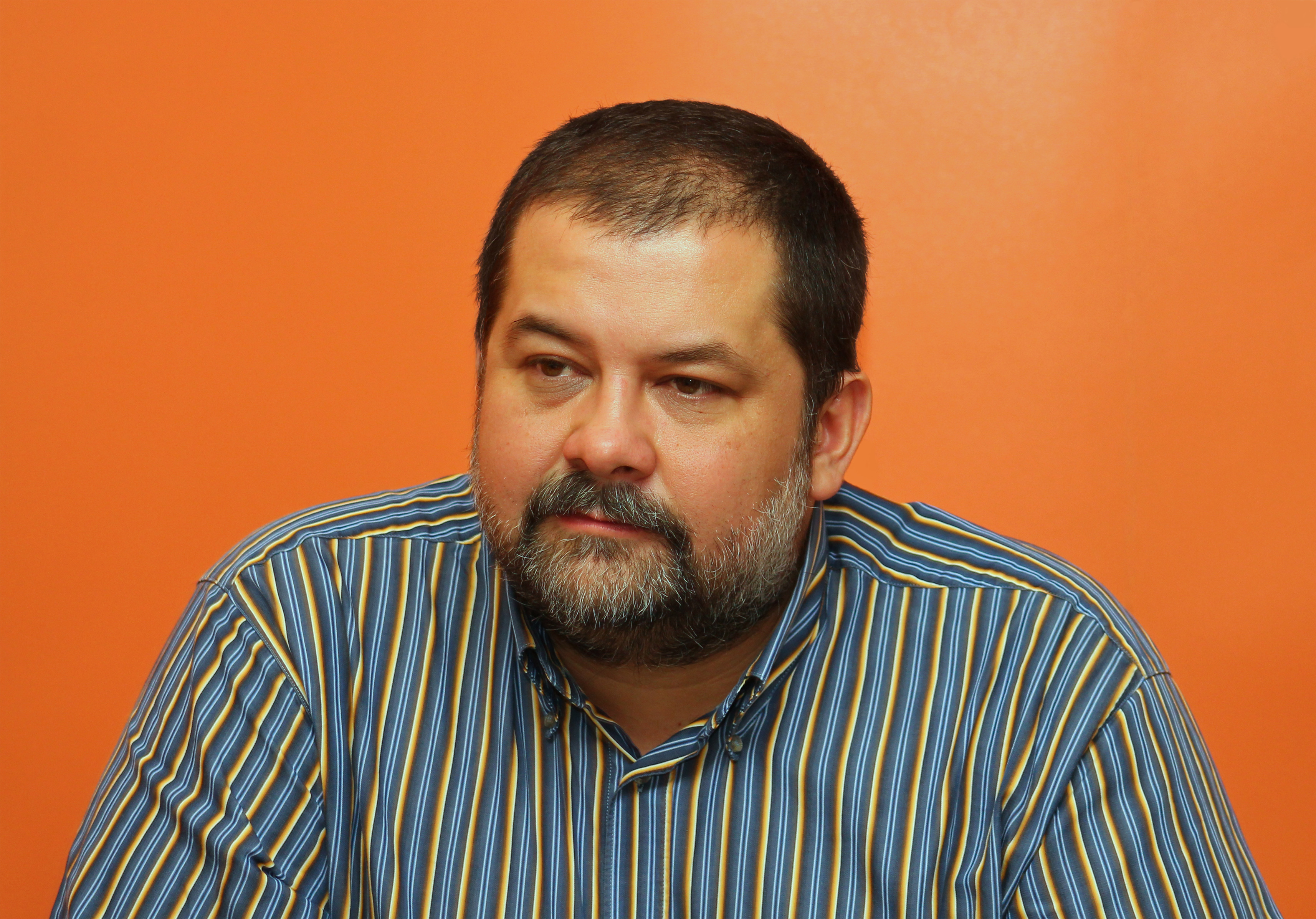
Serguei Lukiànenko

## Segle XXI
Al segle xxi, ha aparegut una nova generació d'autors russos que difereixen en gran manera de la prosa russa postmodernista de finals del segle xx, fet que ha portat els crítics a parlar de "nou realisme". En haver crescut després de la caiguda de la Unió Soviètica, els "nous realistes" escriuen sobre la vida de cada dia, però sense utilitzar els elements místics i surrealistes dels seus predecessors.
Entre aquests "nous realistes" s'inclouen Ilià Stogov, Zakhar Prilepin, Aleksandr Karassiov, Arkadi Babtxenko, Vladímir Lortxenkov, Aleksandr Sneguiriov i l'escriptor polític Serguei Xargunov.

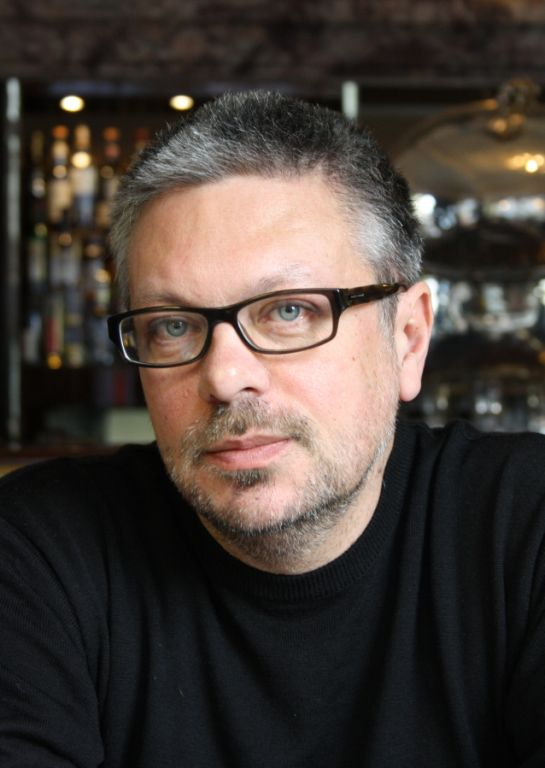
Mikhaïl Xixkin
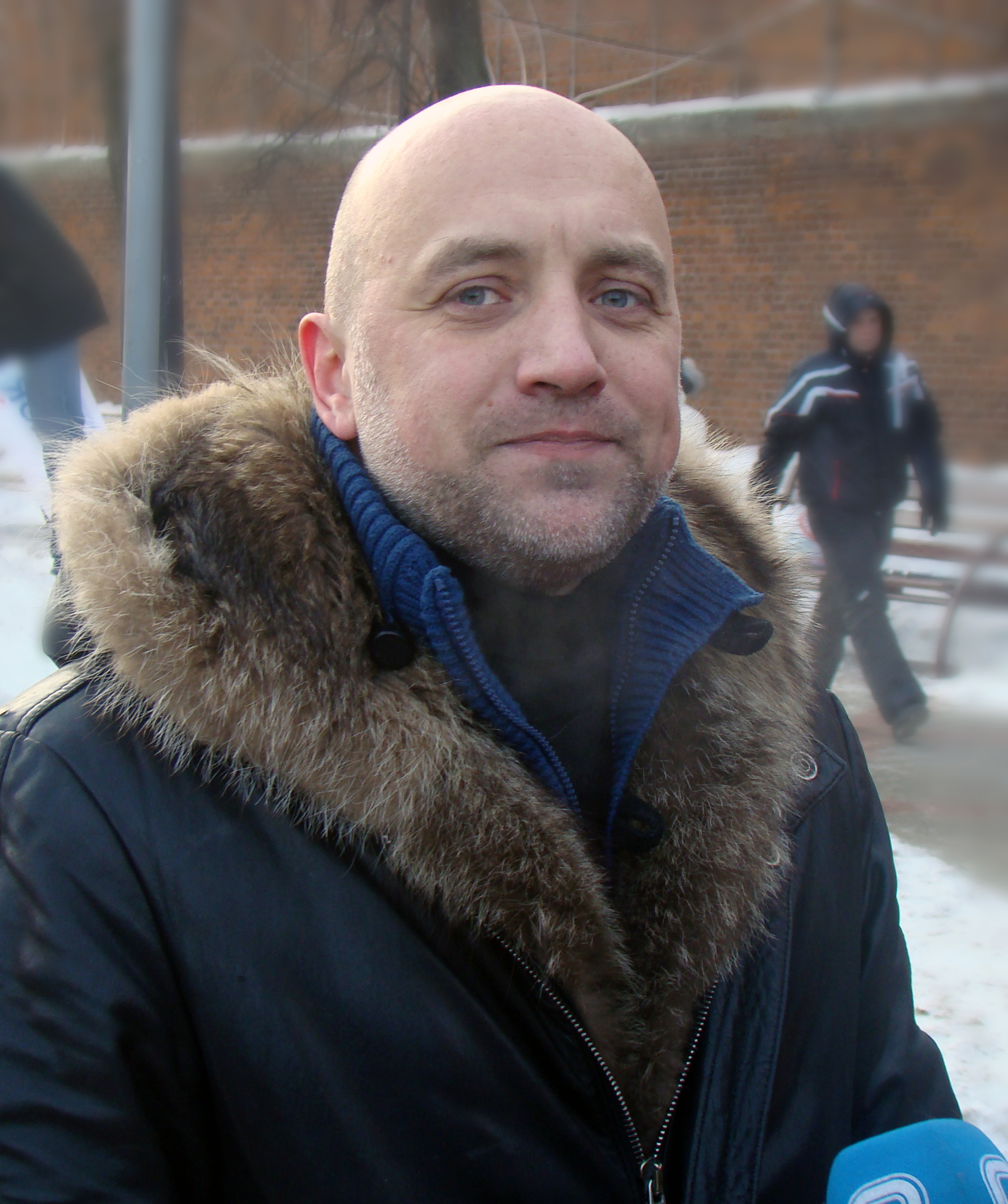
Zakhar Prilepin
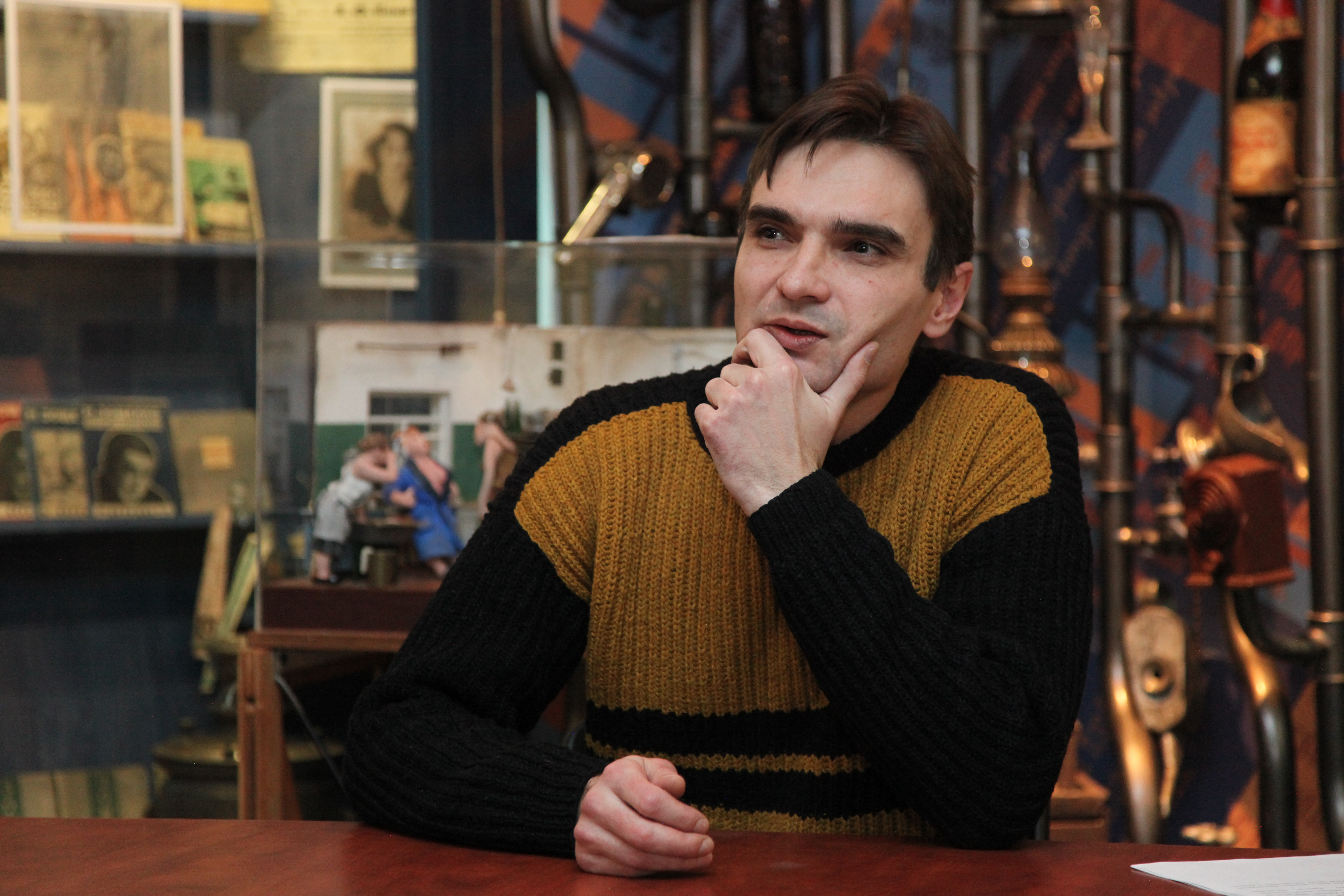
Aleksandr Karassiov
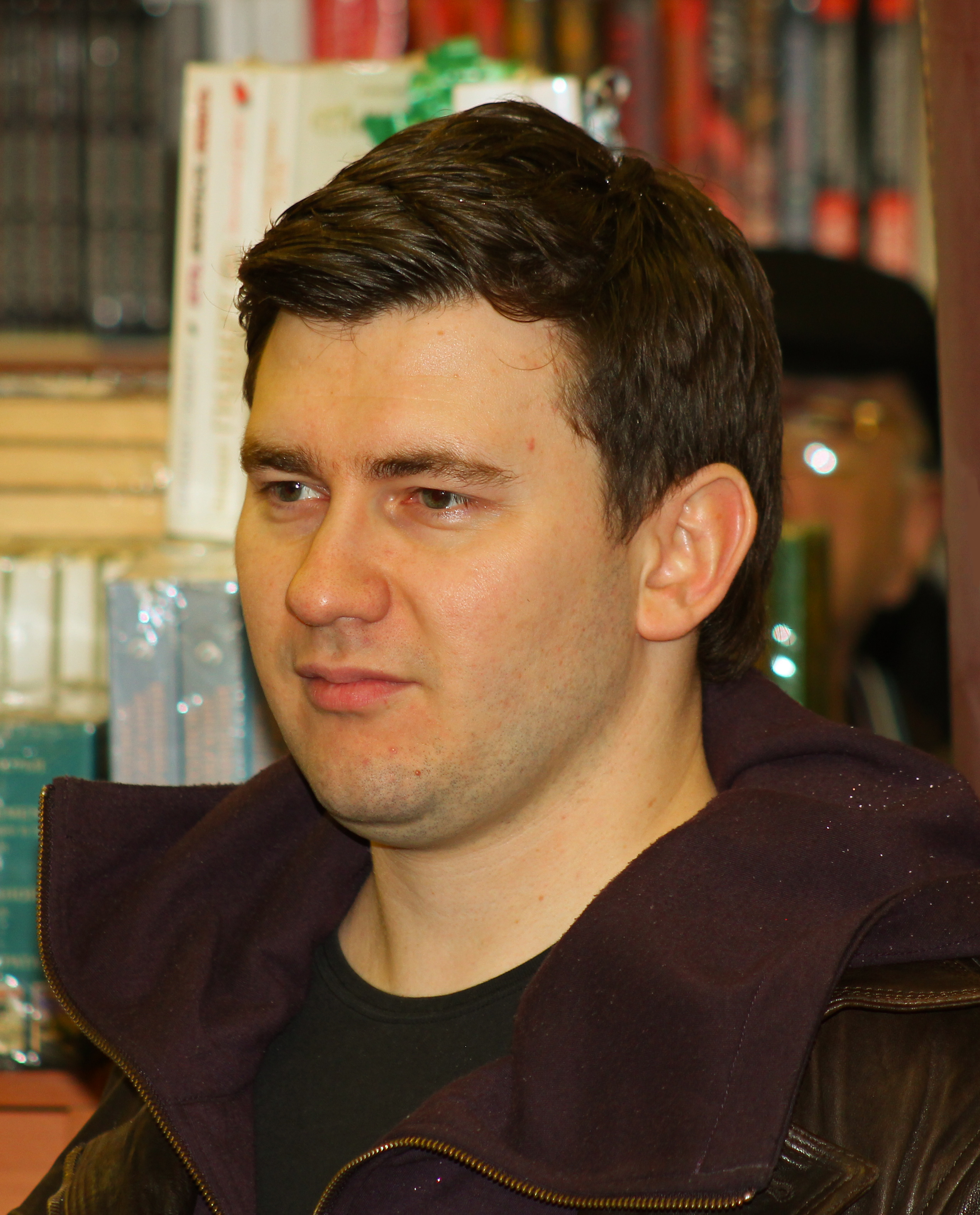
Dmitri Glukhovski

## Literatura russa de l'exili

### La primera onada d'emigració (1918-1940)
Després de la Revolució d'Octubre de 1917, en relació amb la situació política que es donava, un gran nombre de ciutadans van abandonar el país, i van començar a crear una "segona Rússia" a l'estranger. La primera onada d'emigració russa, que va començar el 1918, va ser un fenomen de masses (més de dos milions d'immigrants.) i va continuar fins al començament de la Segona Guerra Mundial i l'ocupació de París.Durant aquest període, una part significativa de la intel·lectualitat russa (filòsofs, escriptors, artistes) va emigrar o van ser expulsats del país. Una de les accions més famoses d'expulsió de la intel·lectualitat va passar a la història sota el nom de "vaixells dels filòsofs".
El reassentament de representants de l'emigració russa va tenir lloc al voltant dels següents centres principals: Constantinoble, Sofia, Praga, Berlín, París, Harbin i Shanghai. Els emigrants també van marxar cap a l'Amèrica Llatina, Canadà, Polònia, Iugoslàvia, Escandinàvia i els Estats Units.
Els residents de Finlàndia, Ucraïna Occidental i els estats bàltics es van trobar en la posició d'emigrants, sense canviar de lloc de residència. També hi van marcar els focus de la cultura russa.Malgrat l'absència d'una massa lectora i la difícil situació financera de la majoria d'escriptors, la literatura estrangera russa es va desenvolupar activament.
Els escriptors més notables de la primera 'onada' són Ivan Bunin, Aleksandr Kuprín, Ivan Xmeliov, Ievgueni Zamiatin, Leonid Andréiev, Marina Tsvetàieva i Aleksei Nikolàievitx Tolstoi (els dos últims van tornar a l'URSS més tard). Entre d'altres escriptors i poetes que van escapar del règim bolxevic es poden citar Dmitri Merejkovski i la seva dona, la poetessa Zinaida Guíppius, Borís Zàitsev, Mikhaïl Ossorguín, Aleksei Remizov, Gueorgui Ivànov, Konstantín Bàlmont, Teffi (Nadejda Lokhvítskaia), Vladislav Khodassévitx, Irina Odóievtseva, Ígor Severianin (Ígor Lotariov), Saixa Txorni (Aleksandr Glikberg), Nina Berberova, Arkadi Avértxenko, Mark Aldànov, Nikolai Otsup, Maria Skobtsova (Mare Maria), Viatxeslav Ivànov, Gueorgui Adàmovitx i molts altres. Les seves obres van explorar els motius apocalíptics, de fatalitat i sinó, de la fi de la civilització, la solitud tràgica de l'home en un món hostil, van proclamar el preu del suport d'un ésser viu humà en un món tràgic i disgregat. Alguns dels escriptors van analitzar les causes de la revolució i van condemnar els "descarats, vilans i vàndals" que van destruir la Rússia tsarista.
La "generació desapercebuda" van ser en essència escriptors i poetes més joves que van madurar i van començar a escriure un cop ja havien emigrat. Els més coneguts poetes de la "generació desapercebuda" són Borís Bójnev, Aleksandr Guinguer, Anna Prismànova, Al·la Golovinà, Raïssa Blokh, Borís Poplavski, Iuri Terapiano, Nikolai Turovérov, Lídia Txervínskaia, Irina Knorring, Vladímir Smolenski. La seva poesia lírica tenia com a fi la representació minuciosa dels moviments de l'ànima, psicologia intensa i apuntava els motius d'un home sense llar, solitari, amargat, una ànima en pena. Els més notables prosistes són Vladímir Nabókov, Gueorgui Ievangúlov, Iuri Felzen, Gaito Gazdànov i Leonid Zúrov.

### La segona onada d'emigració (1940-1950)
Al final de la Segona Guerra Mundial va començar la segona onada d'emigració, que ja no era tan massiva com la primera. Una part significativa d'aquesta consistia en les anomenades "persones desplaçades". La majoria va emigrar a Alemanya i als Estats Units. Els poetes i escriptors que es van trobar en les difícils condicions de l'emigració van dedicar una part considerable de la seva obra al tema de la guerra, el captiveri, el terror bolxevic. Entre els autors emigrats hi ha Dmitri Klenovski, Valentina Sinkévitx, Borís Xiriàiev, Nikolai Morxen i Nikolai Narókov. Ivan Ielaguin és considerat un dels poetes més destacats de la segona onada per part de la crítica.
Alguns investigadors inclouen dins d'aquesta segona onada d'emigració els escriptors Iuri Ivask, Ígor Txínnov i Borís Nartsíssov, que van viure durant els anys 1920-1930 als estats bàltics, situats als afores de la vida literària de la diàspora russa.
Les obres de tots ells giraven al voltant de la seva amarga experiència de la vida a l'URSS.

### La tercera onada d'emigració (1960-1980)
La tercera onada s'associa en major mesura amb la generació dels "anys seixanta" i les seves esperances de canvi que no han estat complertes després del desglaç de Khrusxov. Després de visitar Nikita Khrusxov, el 1962, una exposició d'artistes d'avantguarda, va començar un període de persecució de la intel·lectualitat creativa i de restriccions a les llibertats. En 1966 fou expulsat del país el primer escriptor, Valeri Tarsis. Molts científics i treballadors culturals van començar a abandonar el país després de l'expulsió d'Aleksandr Soljenitsin el 1974, i emigraren principalment als Estats Units, França, Alemanya i Israel.
Els representants de la tercera onada difereixen dels "vells emigrants"; sovint eren inclinats cap a l'avantguarda, el postmodernisme, no estant impressionats pels clàssics russos, sinó per la moda de la literatura estatunidenca i llatinoamericana dels anys seixanta i les obres de Marina Tsvetàieva, Borís Pasternak i Andrei Platónov.Entre els escriptors de la tercera 'onada' destaquen Joseph Brodsky, Andrei Siniavski, Dmitri Bóbixev, Saixa Sokolov, Vassili Aksiónov, Frídrikh Gorenstein, Gueorgui Vladímov, Aleksandr Soljenitsin, Serguei Dovlàtov, Andrei Amàlrik, Lev Kópelev, Irina Ratuixínskaia, entre d'altres.
Alguns investigadors creuen que les obres dels escriptors de la primera onada d'emigració tenen una importància cultural i literària més gran que les obres dels autors de la segona i de la tercera.

### Situació després de 1990
Després de la dissolució de la Unió Soviètica es va adoptar la llei "Sobre premsa i mitjans de comunicació", que eliminava parcialment els motius que van donar lloc al fenomen de l'emigració literària. En aquest sentit, la qüestió plantejada per alguns investigadors sobre l'existència de la quarta onada en la literatura (1990–2010) és controvertida.

## Escriptors en rus guanyadors del Premi Nobel de Literatura
- Ivan Bunin
- Borís Pasternak[i]
- Aleksandr Soljenitsin
- Joseph Brodsky[j]
- Svetlana Aleksiévitx[k]

## Llista d'autors destacats

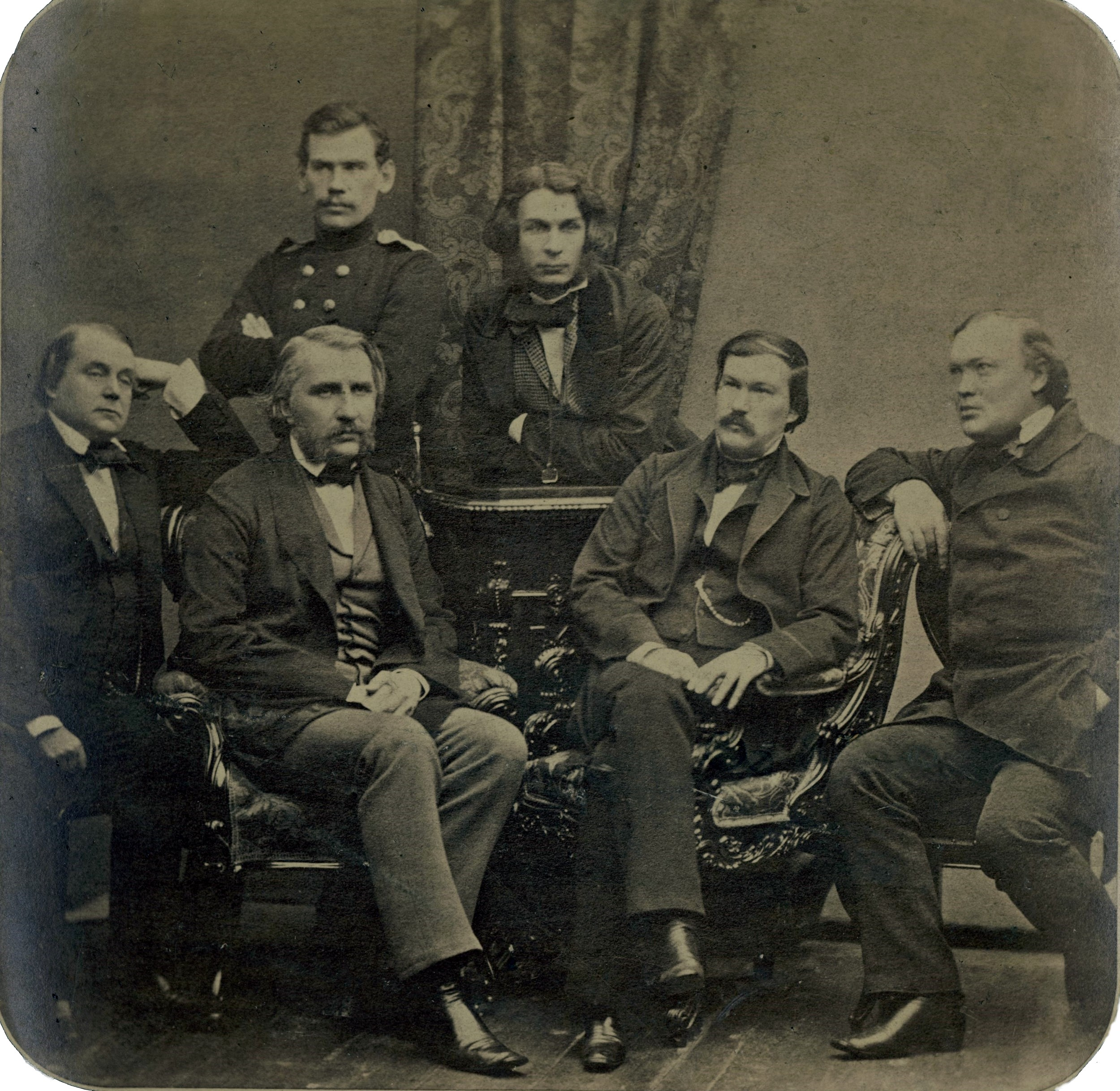
Els col·laboradors més coneguts dEl Contemporani el 1856; d'esquerra a dreta: Ivan Gontxarov, Ivan Turguénev, Lev Tolstoi, Dmitri Grigoróvitx, Aleksandr Drujinin i Aleksandr Ostrovski

Els autors que tenen part o la totalitat de la seva obra traduïda al català són assenyalats amb un (*) al costat del seu nom:

### Escriptors
- M. Aguéiev
- Serguei Aksàkov
- Aleksandr Afanàssiev
- Víktor Astàfiev
- Andrei Beli
- Nina Berberova
- Ivan Bunin
- Leonid Andréiev
- Mikhaïl Bulgàkov
- Pàvel Bajov
- Iuri Bóndarev
- Iekaterina Dàixkova
- Fiódor Dostoievski (*)
- Serguei Dovlàtov (*)
- Konstantín Fedin
- Denís Fonvizin
- Nikolai Gógol (*)
- Maksim Gorki
- Aleksandr Grin
- Vassili Grossman
- Venedikt Ieroféiev
- Ilf i Petrov
- Lev Kassil
- Daniïl Kharms
- Vladímir Korolenko (*)
- Pàvel Krussànov
- Nèstor Kúkolnik
- Aleksandr Kuprín {*)
- Nikolai Leskov
- Mikhaïl Lomonóssov (*)
- Nadejda Mandelstam
- Serguei Mikhalkov
- Vladímir Nabókov
- Nikolai Nóssov
- Aleksandr Ostrovski
- Ivan Panàiev
- Borís Pasternak (*)
- Víktor Pelevin
- Iàkov Perelman
- Andrei Platónov (*)
- Valentín Rasputin
- Maria Ribakova
- Iuri Ritkheu
- Vitali Siomin
- Fiódor Sologub
- Aleksandr Soljenitsin (*)
- Arkadi i Borís Strugatski (*)
- Anton Txékhov (*)
- Aleksei Nikolàievitx Tolstoi
- Lev Tolstoi (*)
- Ivan Turguénev (*)
- Liudmila Ulítskaia (*)
- Borís Vassíliev
- Vladímir Voinóvitx
- Varlam Xalàmov
- Ivan Xmeliov
- Vassili Xukxín (*)
- Mikhaïl Xólokhov
- Ievgueni Schwartz
- Ievgueni Zamiatin

### Poetes
- Bel·la Akhmadúlina
- Anna Akhmàtova (*)
- Ievgueni Baratinski (*)
- Konstantín Nikolàievitx Bàtiuixkov (*)
- Aleksandr Blok
- Joseph Brodsky
- Valeri Briússov (*)
- Anton Délvig (*)
- Gavriïl Derjavin (*)
- Afanassi Fet (*)
- Aleksandr Griboiédov
- Apol·lon Grigóriev (*)
- Nikolai Gumiliov (*)
- Nikolai Iazíkov (*)
- Piotr Ierxov
- Serguei Iessenin
- Ievgueni Ievtuixenko (*)
- Vassili Jukovski (*)
- Rimma Kazakova
- Aleksei Koltsov (*)
- Ivan Krilov (*)
- Mikhaïl Lérmontov (*)
- Óssip Mandelstam (*)
- Vladímir Maiakovski
- Nikolai Nekràssov (*)
- Ivan Sàvvitx Nikitin (*)
- Nikolai Ogariov (*)
- Dmitri Prígov (*)
- Karolina Kàrlovna Pàvlova (*)
- Aleksei Plesxéiev (*)
- Aleksandr Polejàiev (*)
- Iàkov Polonski
- Aleksandr Puixkin (*)
- Kondrati Riléiev (*)
- Nikolai Rubtsov
- Konstantín Símonov
- Konstantín Slutxevski (*)
- Vladímir Soloviov (*)
- Arseni Tarkovski
- Fiódor Tiúttxev
- Aleksandr Tvardovski
- Marina Tsvetàieva (*)
- Piotr Viàzemski (*)
- Andrei Voznessenski
- Vladímir Vissotski

## Llista d'autors per ordre cronològic

### Literatura medieval
L'escriptura russa comença a desenvolupar-se ràpidament amb l'adopció del cristianisme i la introducció de l'alfabet ciríl·lic. El llibre és un mitjà per conèixer la fe i els beneficis en la comissió de culte.
L'adopció de cristianisme de l'Imperi Romà d'Orient per part de la Rus' obeïa a la seva influència espiritual, més encara si es té en compte que els primers ministres de l'Església i els primers escribes de la Rus' eren grecs. Inicialment, tota la literatura va consistir en traduccions del grec (Les Sagrades Escriptures, obres dels Sants Pares, hagiografies, col·leccions de dites de savis i així successivament ...).

#### Obres
- Manuscrits d'escorça de bedoll
- Bojan
- El Gran Mirall
- Súplica de Daniel el Presoner
- Crònica de Kazan
- Còdex de Nóvgorod
- El conte de la campanya d'Ígor
- Història de Pere i Fevrònia
- El jardí de flors (col·lecció)
- Història de la ruïna de la Terra Russa
- Un viatge més enllà dels Tres Mars

#### Autors
- Arxipreste Avvakum
- Simeon de Pólotsk

### Seglexviii
El segle xviii és l'època de la Il·lustració. Les primeres obres de la literatura russa eren bastant variades en el seu gènere i contingut. Després arriba el període del classicisme en la literatura russa, substituït a finals de segle pel sentimentalisme, sorgit poc abans en els països occidentals.
- Teófanes Prokopóvitx (1681-1736)
- Vassili Trediakovski (1703-1769)
- Antiokh Kantemir (1709-1744)
- Mikhaïl Lomonóssov (1711-1765)
- Aleksandr Sumarókov (1717-1777)
- Vassili Màikov 1728-1778)
- Mikhaïl Kheràskov (1733-1807)
- Fiódor Emin (1735-1770)
- Vladímir Lukin (1737-1794)
- Iàkov Kniajnín (1740-1791)
- Mikhaïl Txulkov (1743-1792)
- Ippolit Bogdanóvitx (1743-1803)
- Gavriïl Derjavin (1743-1816)
- Nikolai Novikov (1744-1818)
- Denís Fonvizin (1745-1792)
- Aleksandr Radísxev (1749-1802)
- Nikolai Níkolev (1758-1815)
- Vassili Kàpnist (1758-1823)
- Ivan Dmítriev (1760-1837)
- Nikolai Karamzín (1766-1826)
- Ivan Krilov (1769-1844)

### Seglexix
El terme s'aplica a la literatura clàssica del segle xix. En paraules de Vladímir Katàiev, "entre el naixement de Puixkin i la mort de Txékhov transcorre un segle sencer, l'època daurada de la literatura clàssica russa. Són com si fossin els dos extrems d'una sola cadena ininterrompuda: al principi i al final.
"El sistema feudal-monàrquic va mantenir Rússia, durant molt de temps, sota el seu jou", - va dir Piksànov- amb el resultat que "la literatura va prendre una posició especial, única, en la vida pública del nostre país»."A partir d'aquí - la ficció va assolir la màxima intensitat de contingut ideològic, polític, social i ètic. Per tant, la posició distintiva de la crítica literària, que no només serveix a allò estètic, sinó també al vessant social i polític, va substituir per a la gent allò que en una societat russa occidental hagués donat debats parlamentaris, reunions públiques, organitzacions de partits i premsa sense censura política" - va assenyalar Piksànov.
En l'article "Una mirada a la literatura russa el 1846", rus: Взгляд на русскую литературу 1846 года, Belinski va escriure: "El talent sempre hi havia estat, però abans es decorava primer amb la natura, s'idealitzava una realitat que representava coses que no existien, sense precedents, i ara es reproduïa la vida i la realitat en la seva autenticicat. A partir d'això, la literatura va guanyar importància als ulls de la societat »
En 1847, Belinski va escriure a Gógol que la societat "bull i tira endavant com si fos tropa de refresc, però és aplanada pel pesat jou", sense trobar sortida; "Tan sols a la literatura, tot i la censura tàrtara, hi ha vida i segueix endavant." Posteriorment (1856) Txernixevski, oposant Rússia i Occident, va confirmar que la literatura russa "està centrant la major part de l'activitat mental de la gent." "El significat mundial del que és ara la literatura russa", va assenyalar Lenin en el seu llibre "Què fer? "

#### Autors
- Vassili Jukovski (1783-1852)
- Antoni Pogorelski (1787-1836)
- Konstantín Bàtiuixkov (1787-1855)
- Mikhaïl Zagoskin (1789-1852)
- Serguei Aksàkov (1791-1859)
- Ivan Lajétxnikov (1792-1869)
- Piotr Viàzemski (1792-1878)
- Kondrati Riléiev (1795-1826)
- Aleksandr Bestújev (1797-1837)
- Aleksandr Puixkin (1799-1837)
- Ievgueni Baratinski (1800-1844)
- Aleksandr Odóievski (1802-1839)
- Vladímir Odóievski (1803-1869)
- Fiódor Tiúttxev (1803-1873)
- Nikolai Iazíkov (1803-1847)
- Nikolai Gógol (1809-1852)
- Aleksei Koltsov (1809-1842)
- Vissarion Belinski (1811-1848)
- Aleksandr Herzen (1812-1870)
- Ivan Gontxarov (1812-1891)
- Nikolai Ogariov (1813-1877)
- Mikhaïl Lérmontov (1814-1841)
- Piotr Ierxov (1815-1869)
- Aleksei Konstantínovitx Tolstoi (1817-1875)
- Ivan Turguénev (1818-1883)
- Iàkov Polonski (1819-1881)
- Afanassi Fet (1820-1892)
- Aleksei Píssemski (1820-1881)
- Nikolai Nekràssov (1821-1878)
- Fiódor Dostoievski (1821-1881)
- Apol·lon Màikov (1821-1897)
- Aleksei Jemtxújnikov (1821-1908)
- Aleksandr Értel (1855-1908)
- Dmitri Grigórovitx (1822-1899)
- Aleksandr Ostrovski (1823-1886)
- Aleksandr Drujinin (1824-1864)
- Mikhaïl Saltikov-Sxedrín (1826-1889)
- Nikolai Txernixevski (1828-1889)
- Lev Tolstoi (1828-1910)
- Mikhaïl Zagoskin (1830-1904)
- Nikolai Leskov (1831-1895)
- Nikolai Pomialovski (1835-1863)
- Piotr Boborikin (1836-1921)
- Vassili Avenàrius (1839-1923)
- Fiódor Reixétnikov (1841-1871)
- Ivan Súrikov (1841-1880)
- Nikolai Leikin (1841-1906)
- Gleb Uspenski (1843-1902)
- Nikolai Garin-Mikhailovski (1852-1906)
- Dmitri Mamin-Sibiriak (1852-1912)
- Vsévolod Garxin (1855-1888)
- Nikolai Pozniakov (1856-1910)
- Anton Txékhov (1860-1904)
- Semion Nadson (1862-1887)
- Aleksandr Pipin (1833-1904)
- Grigori Ielisséiev (18221-1891)
- Isaac Pàvlovski (1853-1924)

### Edat de plata
L'època del canvi dels segles XX i XIX fou anomenada l'Edat de Plata. El concepte va sorgir entre l'emigració russa i es va correlacionar originalment amb l'edat d'or de la literatura russa, avaluant retrospectivament el temps passat com la segona floració de la cultura russa.

### Autors

#### Poesia
- Simbolisme

- Nikolai Minski (1855-1937)
- Innokenti Ànnenski (1855-1909)

- Primers simbolistes

- Fiódor Sologub (1863-1927)
- Dmitri Merejkovski (1865-1941)
- Konstantín Bàlmont (1867-1942)
- Zinaida Guíppius (1869-1945)
- Valeri Briússov (1873-1924)
- Vera Merkurieva (1876-1943)

- Simbolistes tardans

- Viatxeslav Ivànov (1866-1949)
- Mikhaïl Kuzmín (1872-1936)
- Andrei Beli (1880-1934)
- Aleksandr Blok (1880-1921)

- Acmeistes

- Nikolai Gumiliov (1886-1921)
- Vladímir Nàrbut (1888-1938)
- Anna Akhmàtova (1889-1966)
- Óssip Mandelstam (1891-1938)
- Mikhaïl Zenkévitx (1886-1973)
- Serguei Gorodetski (1884-1967)

- Futuristes

- Velimir Khlébnikov (1885-1922)
- Ígor Severianin (1887-1941)
- Vladímir Maiakovski (1893-1930)
- David Burliuk (1887-1967)
- Aleksei Krutxónikh (1886-1968)
- Vassilisk Gnédov (1890-1978)

- Imaginistes

- Serguei Iessenin (1895-1925)
- Vadim Xerxenévitx (1893-1942)
- Riúrik Ívnev (1891-1981)
- Anatoli Mariengof (1897-1962)

- Poetes camperols

- Spiridon Drojjinn (1848-1930)
- Nikolai Kliúiev (1884-1937)
- Serguei Klitxkov (1889-1937)

- Altres

- Maksimilian Voloixin (1877-1932)
- Sofia Parnok (1885-1933)
- Vladislav Khodassévitx (1887-1939)
- Borís Pasternak (1890-1960)
- Marina Tsvetàieva (1891-1941)
- Gueorgui Ivànov (1894-1958)
- Don Aminado (1888-1957)

#### Prosa
- Lev Tolstoi (1828-1910)
- Vladímir Korolenko (1853-1921)
- Maksim Gorki (1868-1936)
- Aleksandr Kuprín (1870-1938)
- Ivan Bunin (1870-1953)
- Leonid Andréiev (1871-1919)
- Ivan Xmeliov (1873-1950)
- Aleksei Rémizov (1877-1957)
- Mikhaïl Artsibàixev (1878-1927)
- Borís Zàitsev (1881-1972)
- Aleksei Nikolàievitx Tolstoi (1883-1945)

### Literatura russa del període soviètic (incloent la literatura russa a l'estranger)

#### Dècades del 1920 i 1930
Nikolai Ostrovski, Ivan Bunin, Aleksandr Kuprín, Arkadi Gaidar, Vladímir Nabokov, Ivan Xmeliov, Gueorgui Adamóvitx, Vladislav Khodassévitx, Gueorgui Ivànov, Aleksandr Blok, Vladímir Maiakovski, Serguei Iessenin, Valeri Briússov, Borís Pilniak, Maksim Gorki, Aleksandr Serafimóvitx, Aleksei Tolstoi, Vladímir Arséniev, Mikhaïl Prixvin, Mikhaïl Xólokhov, Aleksandr Fadéiev, Isaak Bàbel, Mikhaïl Svetlov, Eduard Bagritski, Mikhaïl Bulgàkov, Andrei Platónov, Iuri Oleixa, Mikhaïl Zósxenko, Ievgueni Zamiatin, Ilià Ehrenburg, Ilf i Petrov, Leonid Dobitxin, Valentín Katàiev, Borís Pilniak, Iuri Tiniànov, Aleksei Nóvikov-Priboi, Aleksandr Grin, Vsévolod Ivànov, Daniïl Kharms, Nikolai Zabolotski. Aleksandr Nevérov

#### Dècades del 1940 i 1950

##### Poesia
Borís Pasternak, Anna Akhmàtova, Nikolai Zabolotski, Aleksandr Tvardovski, Konstantín Símonov, Iaroslav Smeliakov, Dmitri Kedrin, Mikhaïl Kultxitski, Vsévolod Bagritski, Simon Gudzenko, Iúlia Drúnina, Borís Slutski, Olga Bergholz, Vera Ínber, Mikhaïl Lukonin, Aleksandr Kónonov

##### Prosa
Konstantin Simonov, Valentín Katàiev, Aleksandr Fadéiev, Konstantín Paustovski, Leonid Leónov, Veniamín Kaverin, Vitali Bianki, Gaitó Gazdànov, Mark Aldànov, Nikolai Xpànov, Ivan Sokolov-Mikitov.

#### Dècades del 1960 al 1980

##### Prosa
Ivan Iefrémov, Anatoli Kuznetsov, Vassili Xukxín, Aleksandr Soljenitsin, Vassil Bikau, Víktor Astàfiev, Alès Adamòvitx, Vassili Ajàiev, Svetlana Aleksiévitx, Grigori Baklànov, Vladímir Bogomólov, Iuri Bóndarev,Borís Vassíliev, Konstantín Vorobíov, Emmanuïl Kazakévitx, Viatxeslav Kondràtiev, Víktor Kúrotxkin, Víktor Nekràssov,Borís Polevoi, Anatoli Pristavkin, Iulian Semiónov, Vassili Grossman, Valentín Rasputin, Fiódor Abràmov, Vassili Belov, Vil Lipàtov, Borís Mojaiev, Ievgueni Nóssov, Vladímir Txivilikhin, Serguei Zaliguin, Vladimír Krupín, Iuri Trífonov, Txinguiz Aitmàtov, Valentín Pikul, Arkadi i Borís Strugatski, Iuri Guérman, Daniïl Granin, Fazil Iskander, Veniamín Kaverin, Vladímir Makanin, Iuri Naguibin, Iuri Poliakov, Aleksandr Rekemtxuk, Vladímir Tendriakov, Tatiana Tolstaia, Anatoli Ribakov, Iuri Dombrovski, Vladímir Dudíntsev, Valentín Katàiev, Andrei Bitov, Venedikt Ieroféiev, Viktória Tókareva, Vladímir Orlov, Serguei Dovlàtov, Vassili Aksiónov, Vladímir Voinóvitx, Gueorgui Vladímov, Iuri Mamléiev, Eduard Limónov.

##### Poesia
Andrei Voznessenski, Ievgueni Ievtuixenko, Róbert Rojdéstvenski, Bel·la Akhmadúlina, Mikhaïl Antxàrov, Bulat Okudjava, Novel·la Matvéieva, Iuz Aleixkovski, Aleksandr Gàlitx, Iuri Vízbor, Vladímir Vissotski, Arseni Tarkovski, Borís Slutski, Leonid Filàtov, Guennadi Xpàlikov, Aleksandr Méjirov, Ievgueni Rein, Joseph Brodsky, Aleksandr Kúixner, Konstantín Kédrov, Iuri Kublanovski, Víktor Krivulin, Dmitri Prígov, Timur Kibírov, Naüm Korjavin, Ígor Guberman, Iuz Aleixkovski, Guennadi Aiguí, Guenrikh Sapguir, Roman Sólntsev, Rimma Kazakova, Iunna Mórits, Iuri Kuznetsov, Iuli Kim, Andrei Deméntiev, Nikolai Rubtsov.

## Literatura russa contemporània

### Direccions de la prosa moderna

#### Prosa militar
Víktor Astàfiev — Maleïts i morts, Oleg Iermakov — «Афганские рассказы», «Знак зверя», Aleksandr Karassiov — «Чеченские рассказы», Arkadi Bàbtxenko — «Война»,Aleksandr Bek, «Жизнь Бережкова».

#### Realisme
Valentín Rasputin, Ievgueni Nóssov, Borís Iekímov, Vladímir Litxutin, Viktor Likhonóssov, Borís Mojàiev, Leonid Borodín, Iuri Mamléiev, Vladímir Makanin, Víktor Ieroféiev, Olga Slàvnikova, Oleg Pàvlov.

#### Postmodernisme
Andrei Bítov, Vassili Aksiónov, Eduard Limónov, Tatiana Tolstaia, Liudmila Petruixévskaia, Víktor Pelevin, Vladímir Sorokin, Liudmila Ulítskaia, Viatxeslav Pietsukh, Dmitri Lípskerov, Mikhaïl Kónonov, Dina Rúbina, Mikhaïl Ielizàrov.

#### Nou realisme
Aleksandr Karassiov, Zakhar Prilepin, Vladímir Lórtxenkov

#### Escriptors en prosa
- Ievgueni Vodolazkin
- Mikhaïl Tarkovski
- Vera Galaktiónova
- Kamil Zigànxin
- Mikhaïl Ielizàrov
- Aleksei Ivànov
- Aleksandr Karassiov
- Vladímir Kàrpov
- Dmitri Lípskerov
- Vladímir Makanin
- Víktor Pelevin
- Vladímir Litxutin
- Aleksandr Seguen
- Liudmila Petruixévskaia
- Irina Poliànskaia
- Zakhar Prilepin
- Dina Rúbina
- Roman Sentxin
- Olga Slàvnikova
- Aleksandr Sneguiriov
- Vladímir Sorokin
- Aleksei Slàpovski
- Aleksandr Prokhànov
- Andrei Rubànov
- Serguei Xargunov
- Mikhaïl Xixkin
- Liudmila Ulítskaia
- Viatxeslav Ribakov
- Ievgueni Lukín
- Ievgueni Aliokhin
- Mikhaïl Ienótov
- Konstantín Speranski
- Kíril Riabov
- Anton Sekíssov
- Vadim Levental
- Marat Bàssirov

#### Poetes
Lev Lóssev, Tatiana Bek, Eldar Akhadov, Oléssia Nikolàieva, Vladímir Gandelsman, Dmitri Bikau, Maksim Amelin, Borís Riji, Svetlana Kékova, Ielena Fanàilova, Serguei Biriukov, Ígor Guberman, Aleksandr Kúixner, Maksim Tesli, Aleksei Nikónov.

### Aforistes
- Arkadi Davidóvitx

## Literatura infantil
Al segle xx, en gran manera per raons polítiques va florir la literatura infantil russa. Un dels primers a escriure poemes a la manera com els agrada als nens fou el poeta Kornei Txukovski. Després d'ell van aparèixer molts poetes infantils: Àgnia Bartó, Samuïl Marxak, Zinaida Aleksàndrova, Serguei Mikhalkov, Grigori Óster, Guénrikh Sapguir, Roman Sef, Valentín Bérestov, Irina Tokmakova, també famosa pels seus contes, Borís Zakhoder, també un gran traductor que va introduir la literatura russa al món dels clàssics infantils del món.
Escriptors en prosa: Lev Kassil, Nikolai Nóssov, Lídia Txàrskaia, Víktor Dragunski, Víktor Goliavkin, que va escriure històries en què el relat gira sobre un nen entremaliat, Vladislav Krapivin, que va compondre tant històries realistes com històries per a nens, contes de fades i obres de ficció, Albert Ivànov, Arkadi Gaidar, Ievgueni Txaruixin, Vladímir Sutéiev (escriptor de contes de fades, il·lustrador i animador), Viliam Kozlov, Vitali Gúbarev, Anatoli Aleksin, que va escriure per als lectors més petits i adults, Anatoli Ribakov, Sofia Prokófieva, Eduard Xim, Eduard Uspenski, que va inventar l'heroi del conte de fades Txeburaixka.